# Mediolanum
(Strabone, Geografia, V, 1.6.)
Mediolanum era una città romana della Regio XI Transpadana. Il suo centro abitato corrisponde alla moderna Milano, la quale ne rappresenta l'evoluzione storica. Era chiamata Mediólanon dagli etnografi greci, Mediolānum o Mediolānium in latino.
Si presume esista anche un'attestazione epigrafica del nome di Milano nella lingua celtica locale, presente in un graffito che sarebbe stato ritrovato su un tratto delle mura romane di Milano, dove si leggerebbe  Meśiolano tracciato (di cui però non sono reperibili indagini archeologiche o anche solo fotografie che ne testimonino la reale esistenza e autenticità)  in un alfabeto etrusco settentrionale meglio noto come Lepontico (con o), come nella generalità delle iscrizioni galliche. Il simbolo trascritto ś è qui usato per rappresentare una /d/ etimologica, come mostrano altri usi di tale simbolo in celtico, oltre al fatto che questo stesso segno ᛞ in runico ha precisamente il valore di /d/.
Sul nome della antica Milano esiste però anche un'altra teoria, altrettanto attendibile e nello stesso modo non verificabile per mezzo di reperti archeologici o narrazioni storiche. Milàn infatti avrebbe avuto sempre lo stesso identico nome odierno, anche se scritto con grafia diversa. Scritto "Medhelan", in alfabeto lepontico, tale nome avrebbe infatti suonato come il nome della città in Milanese, dato che "e" nelle lingue celtiche assomiglia al suono "i" con il trittongo "dhe" muto. Esistono numerose città che portano lo stesso nome o varianti di esso, tra questi, Mâlain in Francia, Medelingen, ai confini tra Belgio e Lussemburgo, Meilhan sur Garonne, a sud della Francia, Meylan, sempre in Francia, Meillan, Molian, sempre in Francia. Molte di queste città presero il nome di Mediolanum durante la dominazione romana.
Fondata intorno al 590 a.C. nei pressi di un santuario da una tribù celtica appartenente alla cultura di Golasecca e facente parte del gruppo degli Insubri, fu conquistata dai Romani nel 222 a.C., dopo un aspro assedio. Con il passare dei secoli accrebbe la sua importanza sino a divenire prima colonia romana (89 a.C.), poi municipium (49 a.C.) e in seguito capitale dell'Impero romano d'Occidente de facto (286 d.C. - 402 d.C.), nel cui periodo fu promulgato l'editto di Milano (313 d.C.), che concesse a tutti i cittadini, quindi anche ai cristiani, la libertà di onorare le proprie divinità.
Mediolanum era un importante snodo stradale e commerciale, visto che vi passavano la via Gallica, la via delle Gallie, la via Regina, la via Spluga, la via Mediolanum-Bellasium, la via Mediolanum-Bilitio, la via Mediolanum-Brixia, la via Mediolanum-Placentia, la via Mediolanum-Ticinum e la via Mediolanum-Verbannus. Nella città era anche presente il porto fluviale di Mediolanum, che garantiva anche un importante traffico navale, visto che era in comunicazione, tramite la Vettabbia, con il Lambro, con il Po e con il mare Adriatico.
I siti archeologici visitabili a Milano relativi all'antica Mediolanum sono diciotto (alcuni visibili su richiesta). Essi sono le mura, il teatro, il foro, l'anfiteatro, alcune domus, il circo, il palazzo imperiale, le Terme Erculee, i magazzini annonari e le basiliche paleocristiane.

## Origine del nome

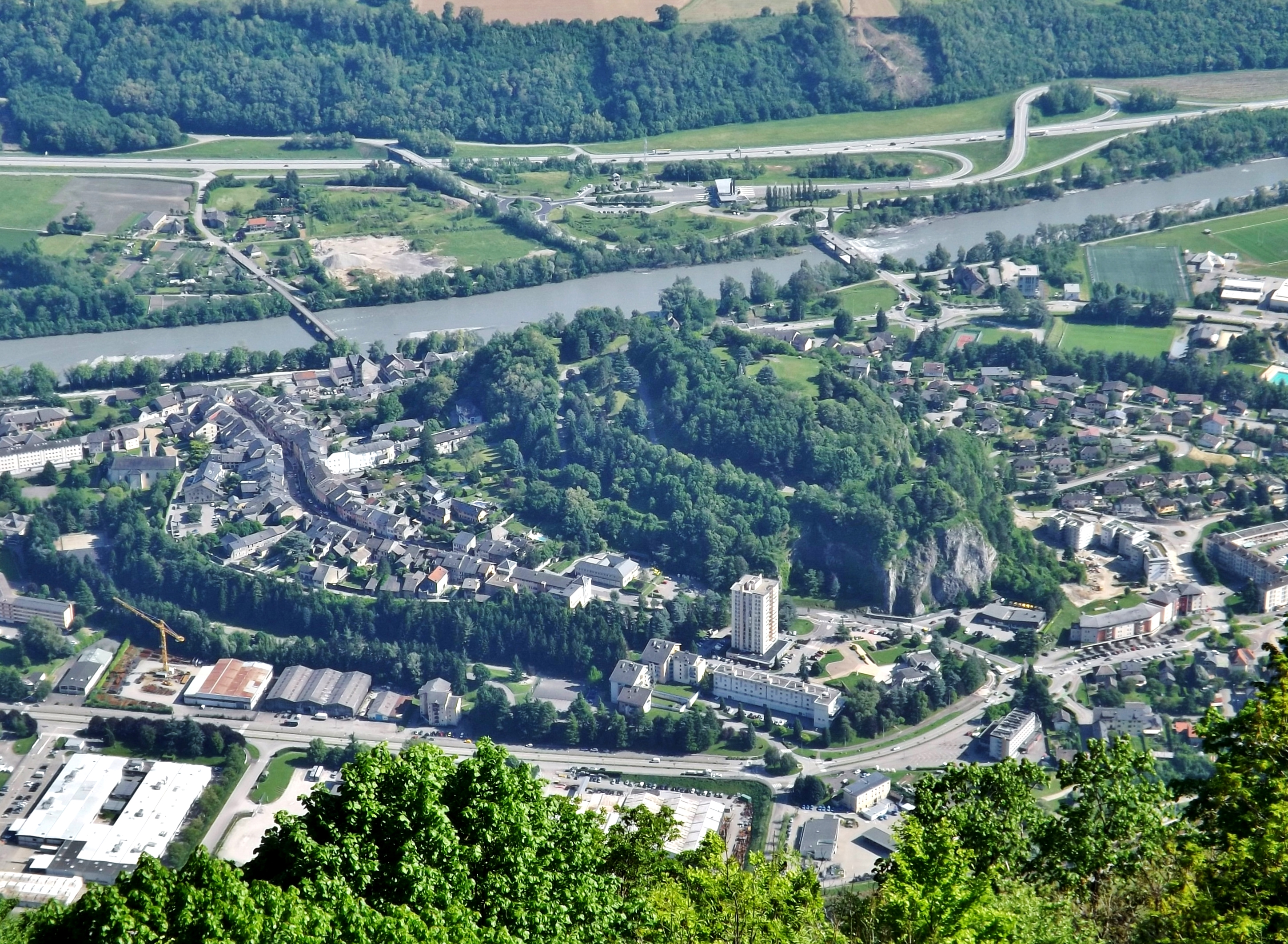
Veduta aerea di Montmélian, comune francese della Savoia, altro moderno centro abitato anticamente chiamato Mediolanum

Nel toponimo Mediolanum, da cui secondo alcuni deriverebbe "Milano", i linguisti riconoscono, tradizionalmente, un termine composto formato dalle parole medio e (p)lanum, ovvero "in mezzo alla pianura" o "pianura di mezzo", con *planum divenuto lanum per influsso della lingua celtica. Indicativa infatti la caduta della p- di inizio di parola, che è tipico della parlata celtica. Un'altra possibilità è che il nome della città sia stato fin dalla fondazione di MIlano, Milàn, scritto Medhelan, in alfabeto lepontico, poi traslitterato in "Mediolanum" dopo la conquista da parte dei romani. il Termine "Medhe" significherebbe nel mezzo, mentre "lan" significherebbe terra, per cui terra nel mezzo.

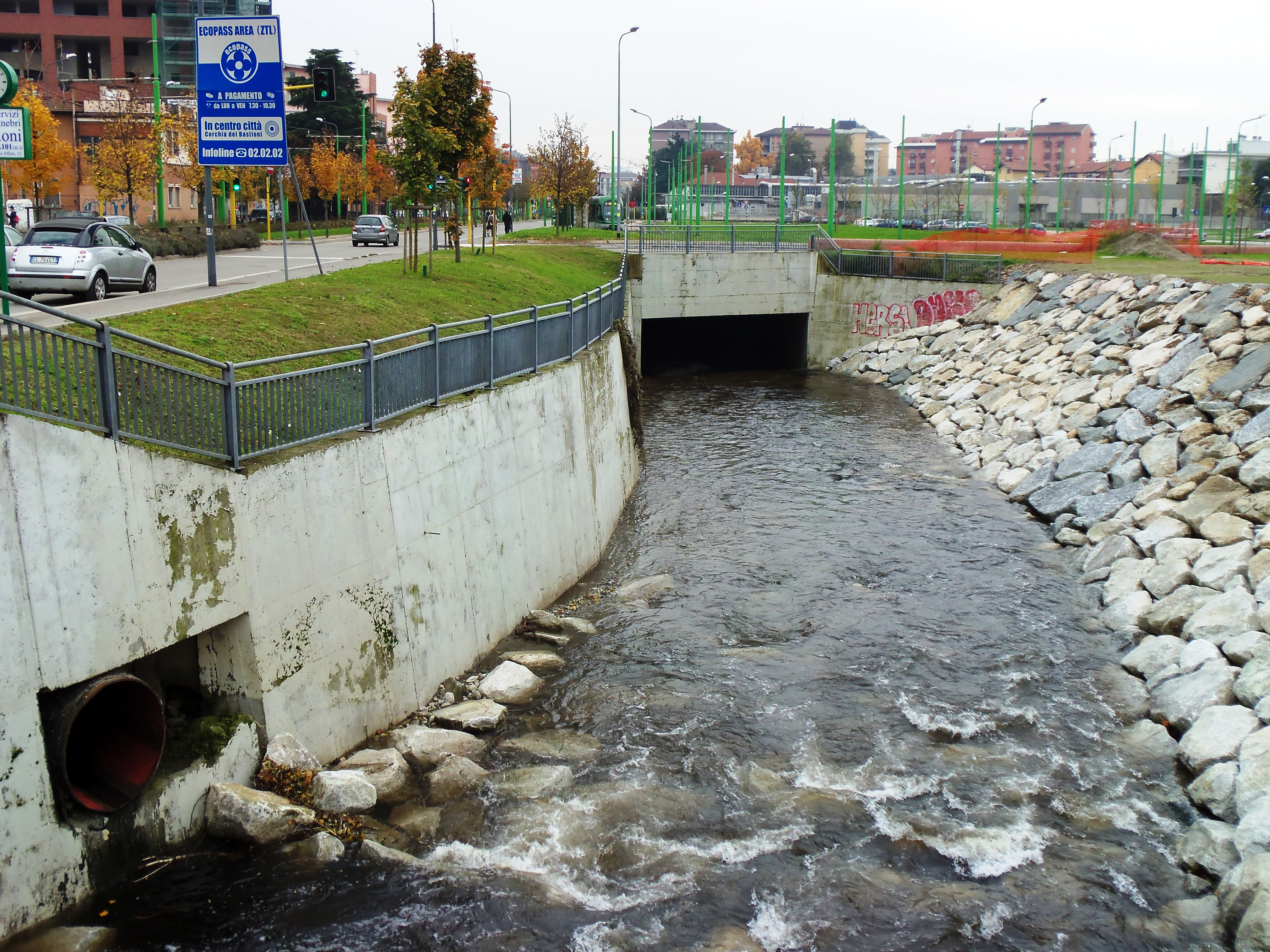
L'inizio della "tombinatura" del Seveso a Milano nel quartiere di Niguarda, in via Ornato.

Vi sono state decine di Mediólanon/Mediolamun in tutta l'Europa celtica, soprattutto in Francia, tutte accomunate dalla medesima etimologia.

## Luogo di fondazione
Sulla scelta del luogo di fondazione di Milano oggi si avanzano tre supposizioni, più plausibili rispetto alle ipotesi leggendarie fatte da Tito Livio, che si basano sull'etimologia del nome e sulle indagini archeologiche compiute in tempi moderni sul territorio milanese:
1. la scelta del luogo potrebbe essere stata dettata dalla presenza della "linea dei fontanili" laddove vi è l'incontro, nel sottosuolo, tra strati geologici a differente permeabilità, tipo di terreno che permette alle acque profonde di riaffiorare spontaneamente in superficie[9]. Ciò potrebbe significare che Mediolanum sia nata su una lingua di terra che originariamente dava su una palude, in un luogo quindi ben difendibile.
2. potrebbe essere stata determinante la presenza di cinque corsi d'acqua nei suoi dintorni[5]: il Seveso e il Lambro a est, e il Pudiga, il Nirone e l'Olona a ovest.
3. Mediolanum potrebbe, infine, essere stata fondata nei pressi di un importante e preesistente santuario celtico che era situato nei pressi della moderna piazza della Scala. Tuttavia, la presenza di una stele rinvenuta negli scavi di Santa Tecla, sotto al Duomo di Milano, recante i nomi di tre divinità romane, porterebbe a pensare che proprio l'area del Duomo di Milano potesse essere il centro religioso Insubre, poi trasformato in tempio romano dedicato a Giunone Minerva e Giove.

## Mappa dei popoli della Gallia Cisalpina

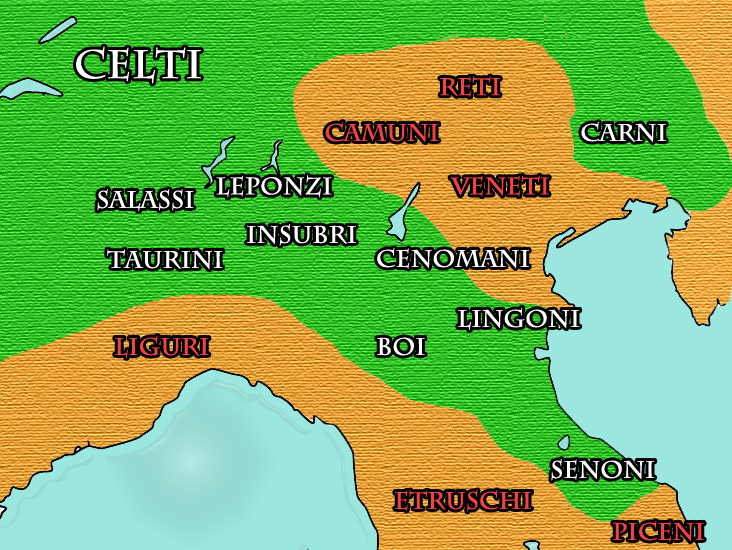
Mappa che mostra i popoli della Gallia Cisalpina prima della conquista romana. In verde sono segnati i popoli celtici, mentre in ocra gli altri popoli italici

## Il primo insediamento celtico

### La fondazione di Mediolanum

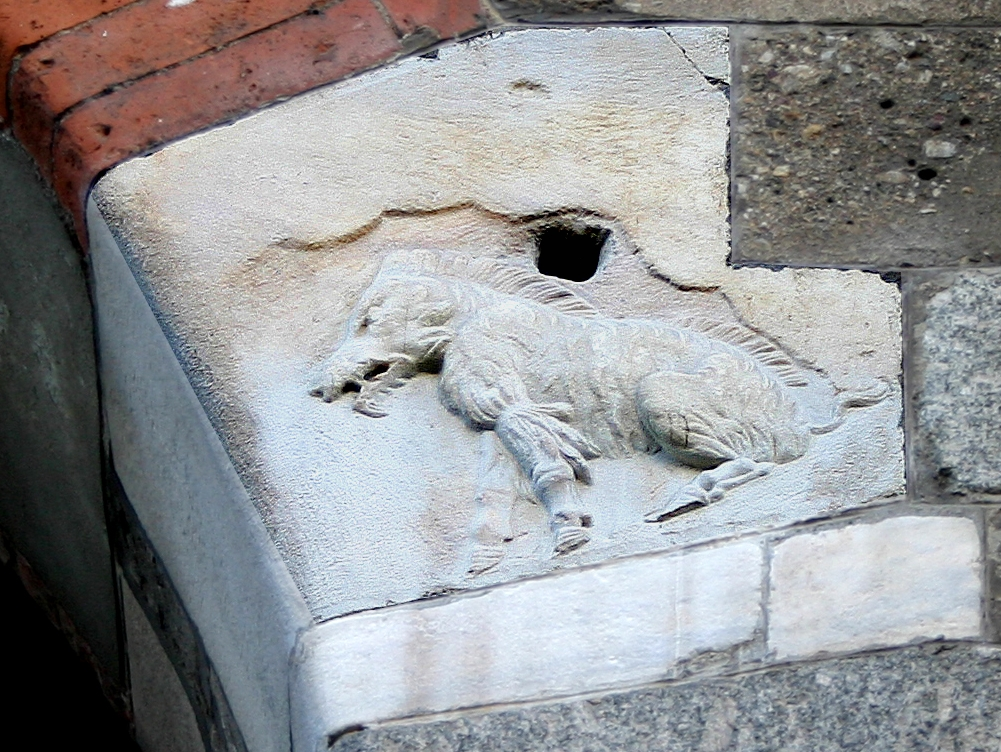
Bassorilievo della scrofa semilanuta su un piedritto del Palazzo della Ragione di Milano, testimoniante le origini celtiche della città

Mediolanum, (Medhelan per i celti), fu fondata da una tribù celtica guidata dal principe celtico Belloveso, verso l'anno 590 a.C. Tra le tribu al suo seguito vi era era una tribu dal nome molto simile a quello degli Insubres, popolazione autoctona facente parte della cultura di Golasecca.  Tale somiglianza linguistica e culturale fa pensare ad una radice comune tra i due popoli, che fraternizzarono a tal punto da fondersi in un'unica realtà. Come dimostrano prove archeologiche raccolte nel XIX secolo, Medhelan probabilmente nacque come un centro religioso, con adiacente un piccolo villaggio, che un po' alla volta andò ingrandendosi.
Secondo Tito Livio (Historiae, 5,34) i Galli, in seguito ad auspici favorevoli, avrebbero fondato una città (condidere urbem) che chiamarono Mediolanium (Mediolanium appellarunt). Il primigenio insediamento celtico fu in seguito, da un punto di vista topografico, sovrapposto e sostituito da quello romano. La città romana fu poi a sua volta gradualmente sovrapposta e rimpiazzata da quella medievale. Il centro urbano di Milano è quindi costantemente cresciuto a macchia d'olio, fino ai tempi moderni, attorno al primo nucleo celtico. In base ai ritrovamenti archeologici, l'oppidum celtico doveva avere medesima localizzazione ed estensione dell'insediamento golasecchiano, che era più antico, ma non sono mai venute alla luce opere difensive urbane, probabilmente costruite in legno e terra, evento che spiega l'attribuzione della definizione di "villaggio" da parte di Polibio e Strabone.
Nel V secolo a.C. si assistette al declino dei centri golasecchiani posti lungo il corso del Ticino, probabilmente a vantaggio di una rete di traffici gravitante attorno al nuovo centro celtico insubre di Mediolanum. La carta di distribuzione dei ritrovamenti della prima età del ferro mostrerebbe che l'insediamento golasecchiano di Mediolanum (V secolo a.C.) dovesse occupare un'area di circa 12 ettari nei pressi della moderna piazza della Scala, ma altri reperti archeologici, tra cui degli scavi di fondamenta appartenenti a costruzioni abitative, molto probabilmente in legno, fanno pensare che l'area abitativa fosse nell'area di via Moneta, grossomodo tra via Meravigli e Via Torino.

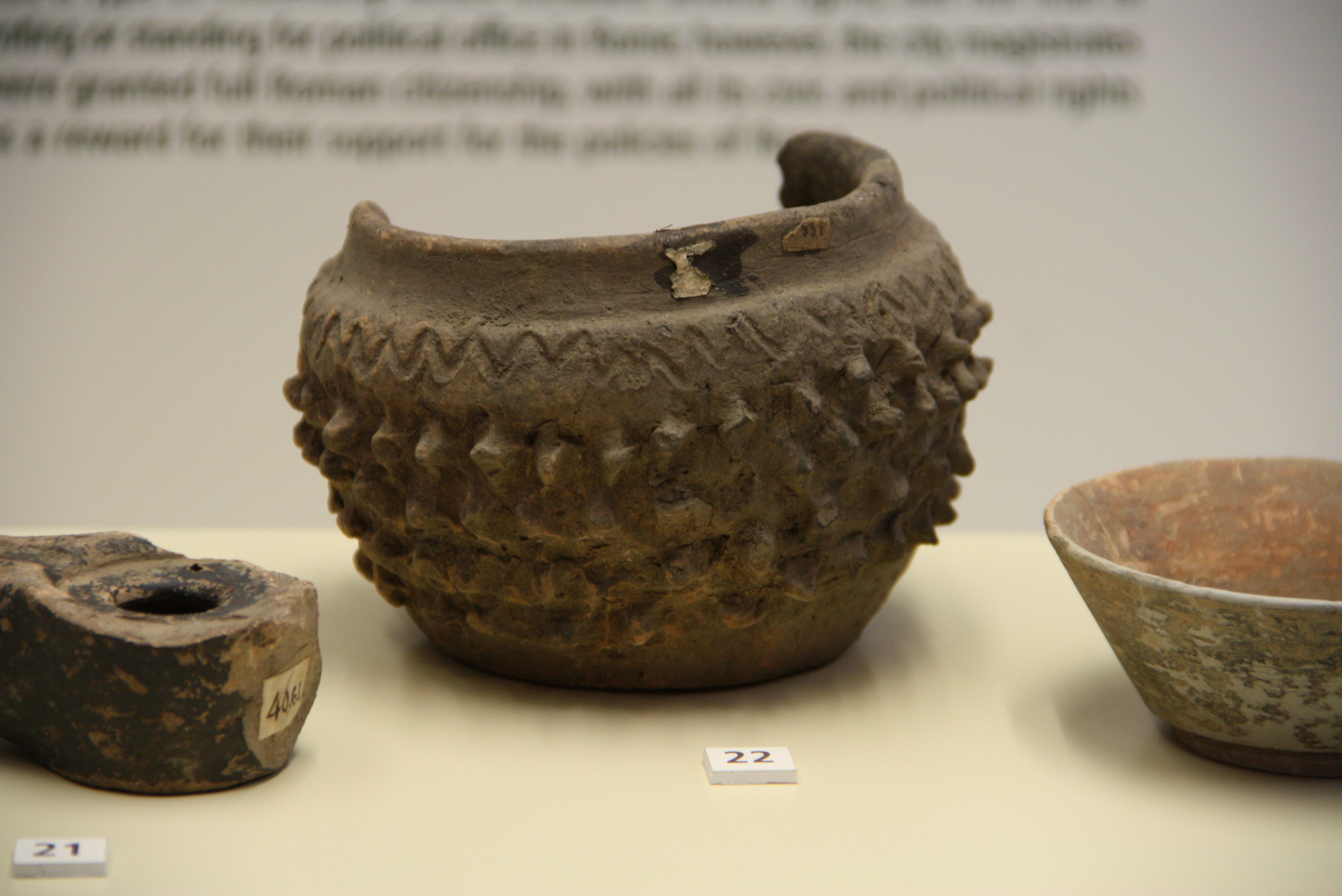
Olletta celtica risalente al periodo precedente la conquista romana (III-II secolo a.C.), che è conservata al Civico museo archeologico di Milano

L'approdo di popolazioni celtiche provenienti dalla Gallia e dalla Boemia del IV secolo a.C. segnò convenzionalmente il passaggio, in Italia settentrionale, dalla prima alla tarda età del ferro. A differenza di altre popolazioni del Nord Italia, però, gli Insubri seppero resistere all'invasione mantenendo un'identità di popolo.
Secondo invece la tradizione tramandata da Tito Livio e poi ripresa in epoca medioevale da Bonvesin de la Riva, la fondazione di Milano sarebbe avvenuta per opera di popolazioni celtiche provenienti dai territori al di là delle Alpi e guidate dalla mitica figura di Belloveso, nipote del re dei Celti biturigi, tra la fine del VII e gli inizi del VI secolo a.C. Queste tribù avrebbero sconfitto gli Etruschi sul Ticino e si sarebbero poi insediate in un territorio già abitato dagli Insubri, che avevano dato il nome alla regione e che avevano molti tratti culturali in comune con tali popolazioni celtiche. I racconti leggendari sulla fondazione di Milano si intrecciano anche con la mitica scrofa semilanuta (medio lanum, ovvero "semilanuta" in latino, da cui deriverebbe, secondo una leggenda, il toponimo latino Mediolanum), che avrebbe indicato a Belloveso il luogo in cui fondare un santuario, essendo stata avvistata sotto un biancospino, pianta sacra alla dea celtica Belisama.
Secondo un'altra tradizione leggendaria, riportata da Bernardino Corio nella sua Storia di Milano che l'attribuisce a Catone, Mediolanum fu fondata da Medo e Olano, due comandanti etruschi durante l'espansione di questa civiltà nella cosiddetta "Etruria padana". Invece, Plinio il Vecchio, nella sua Naturalis historia, attribuisce genericamente ai Celti la fondazione della città senza però entrare nel dettaglio.

### Il santuario celtico e lo sviluppo di Mediolanum

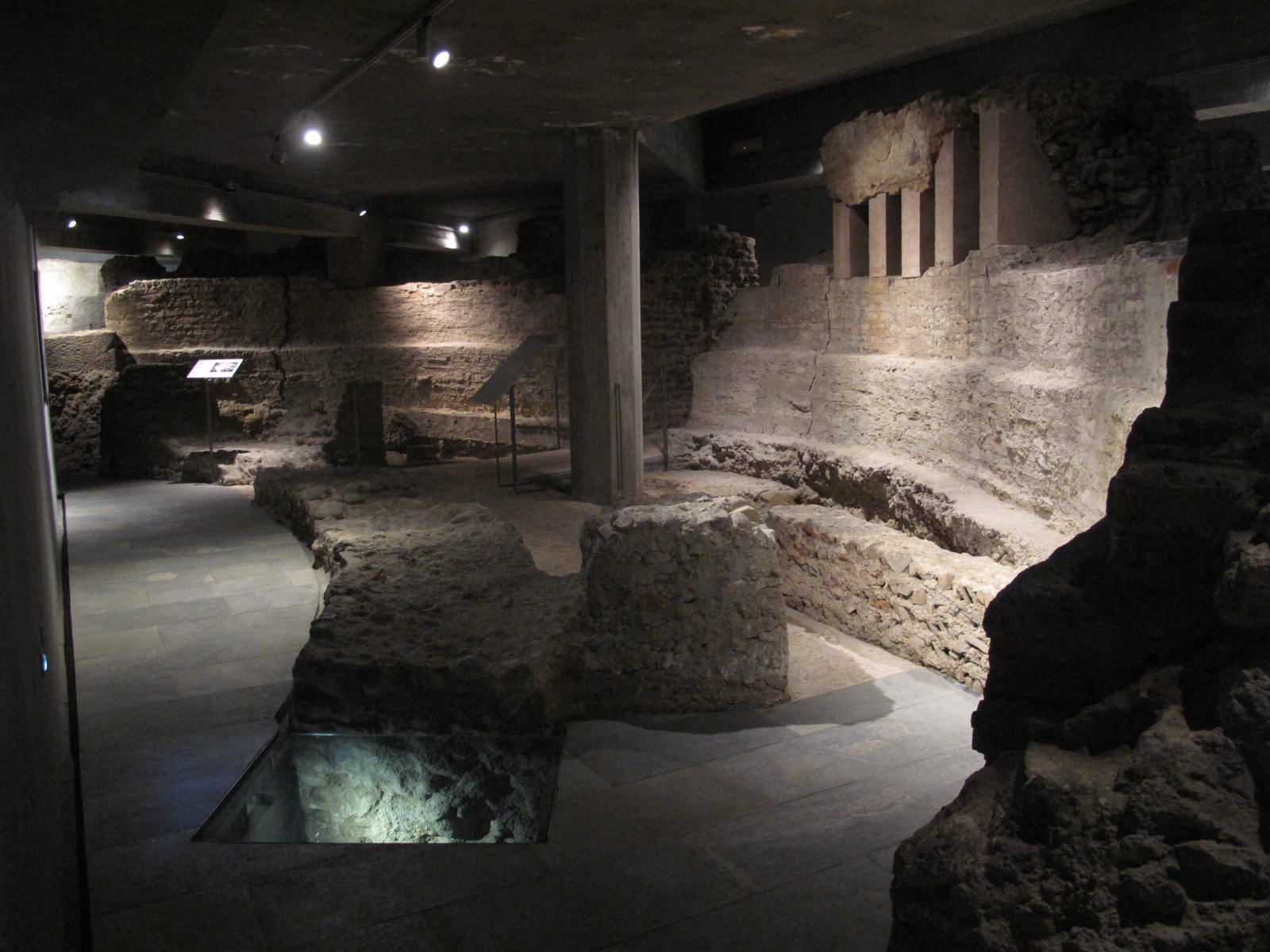
Le rovine della basilica di Santa Tecla, che si trovano sotto il Duomo di Milano. Tra esse sono stati trovati resti di un tempio, forse di quello celtico dedicato a Belisama oppure del successivo tempio romano dedicato a Minerva

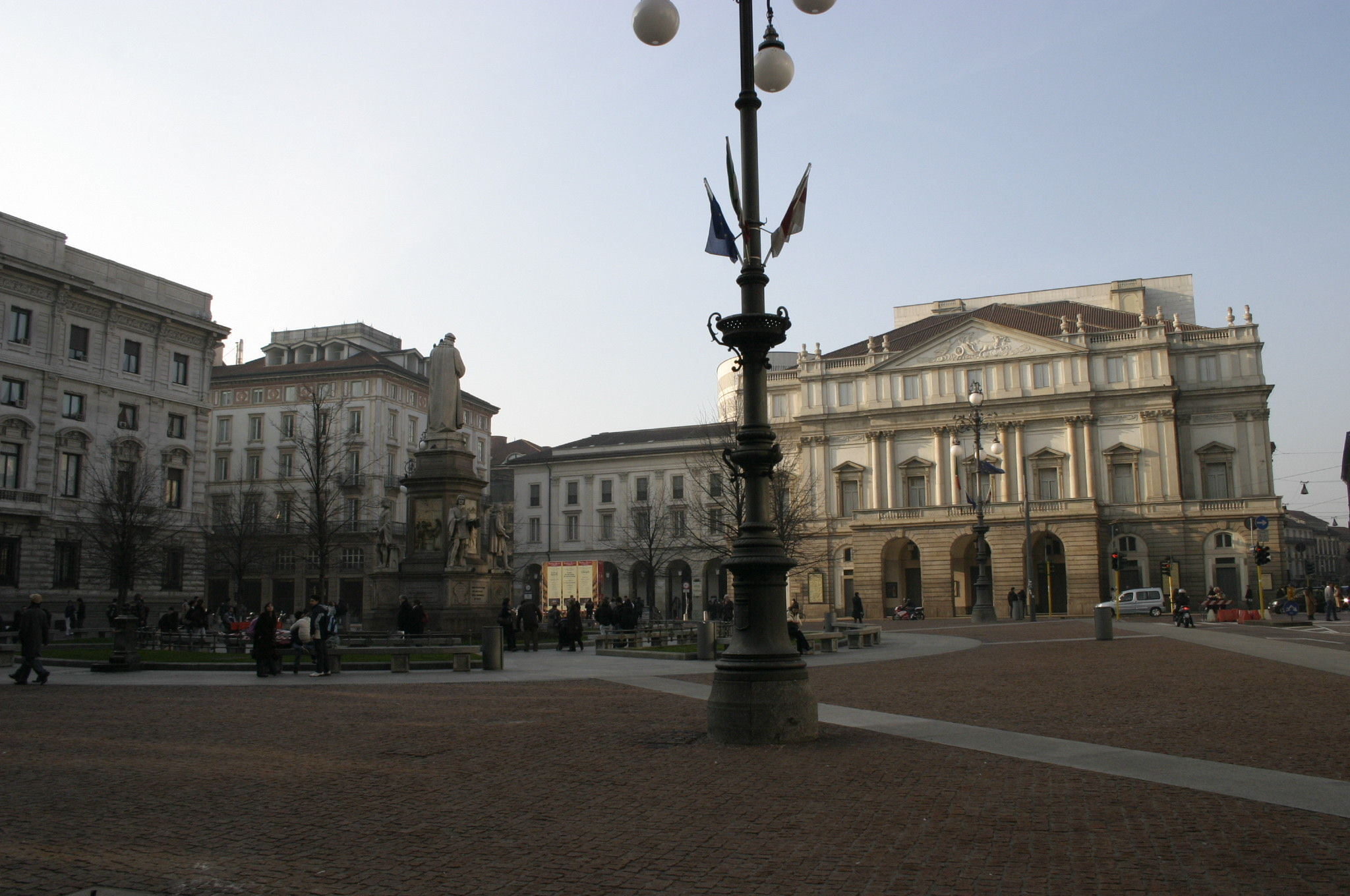
La moderna piazza della Scala, dove probabilmente era situato il santuario celtico di Mediolanum

Secondo alcune ipotesi, Milano si sarebbe sviluppata intorno a un santuario, che era la zona più antica del villaggio. Il santuario, che era costituito da una zona boscosa a forma di ellisse con una radura centrale, era allineato secondo precisi punti astronomici. Per tale motivo, era utilizzato per raduni religiosi, soprattutto in particolari momenti celebrativi. Il santuario o Medhelan era presumibilmente un'ellisse avente gli assi di 443 m e 323 m situato all'incirca nei pressi di piazza della Scala. Al santuario ci si arrivava tramite alcuni sentieri: alcuni di questi tracciati vennero mantenuti anche degli antichi Romani quando realizzarono nella zona edifici in muratura, che sostituirono le capanne in legno e paglia dei Celti.
Il profilo urbanistico basato su questi primigeni sentieri, e sulla forma del santuario, giunse, in alcuni casi, fino al XIX secolo e anche oltre. Ad esempio il tracciato delle moderne corso Vittorio Emanuele, piazza del Duomo, piazza Cordusio e via Broletto, che è curvilineo, potrebbe corrispondere al lato sud dell'ellisse dell'antico santuario di Mediolanum. I santuari celtici, e quello di Mediolanum non era un'eccezione, erano provvisti di un fossato, che aveva lo scopo di definire sacralmente lo spazio urbano, distinguendo il "dentro" e il "fuori", e contemporaneamente doveva proteggerlo dalle acque che scorrevano nel territorio.
Un asse del santuario di Mediolanum era allineato verso la levata eliaca di Antares, mentre l'altro verso la levata eliaca di Capella. Quest'ultima coincideva con una festa celtica primaverile celebrata il 24 marzo, mentre la levata eliaca di Antares corrispondeva con l'11 novembre, che apriva e chiudeva l'anno celtico e che coincideva con il punto dove sorgeva il Sole al solstizio d'inverno. Circa due secoli dopo la realizzazione del santuario celtico iniziarono a essere costruite, intorno ad esso, i primi insediamenti abitativi. Mediolanum si trasformò quindi da semplice centro religioso a centro urbano e poi militare, diventando pertanto un villaggio vero e proprio.
Le prime abitazioni furono realizzate poco più a sud del santuario celtico, nei pressi del moderno Palazzo Reale. In seguito, con la crescita del centro abitato, vennero realizzati altri edifici importanti per la comunità di Mediolanum. Venne innanzitutto eretto un tempio dedicato alla dea Belisama, che si trovava nelle vicinanze del moderno Duomo di Milano. Poi fu realizzato, nei pressi della moderna via Moneta, che si trova vicino all'odierna piazza San Sepolcro, un edificio fortificato con funzioni militari che era circondato da un fossato difensivo.

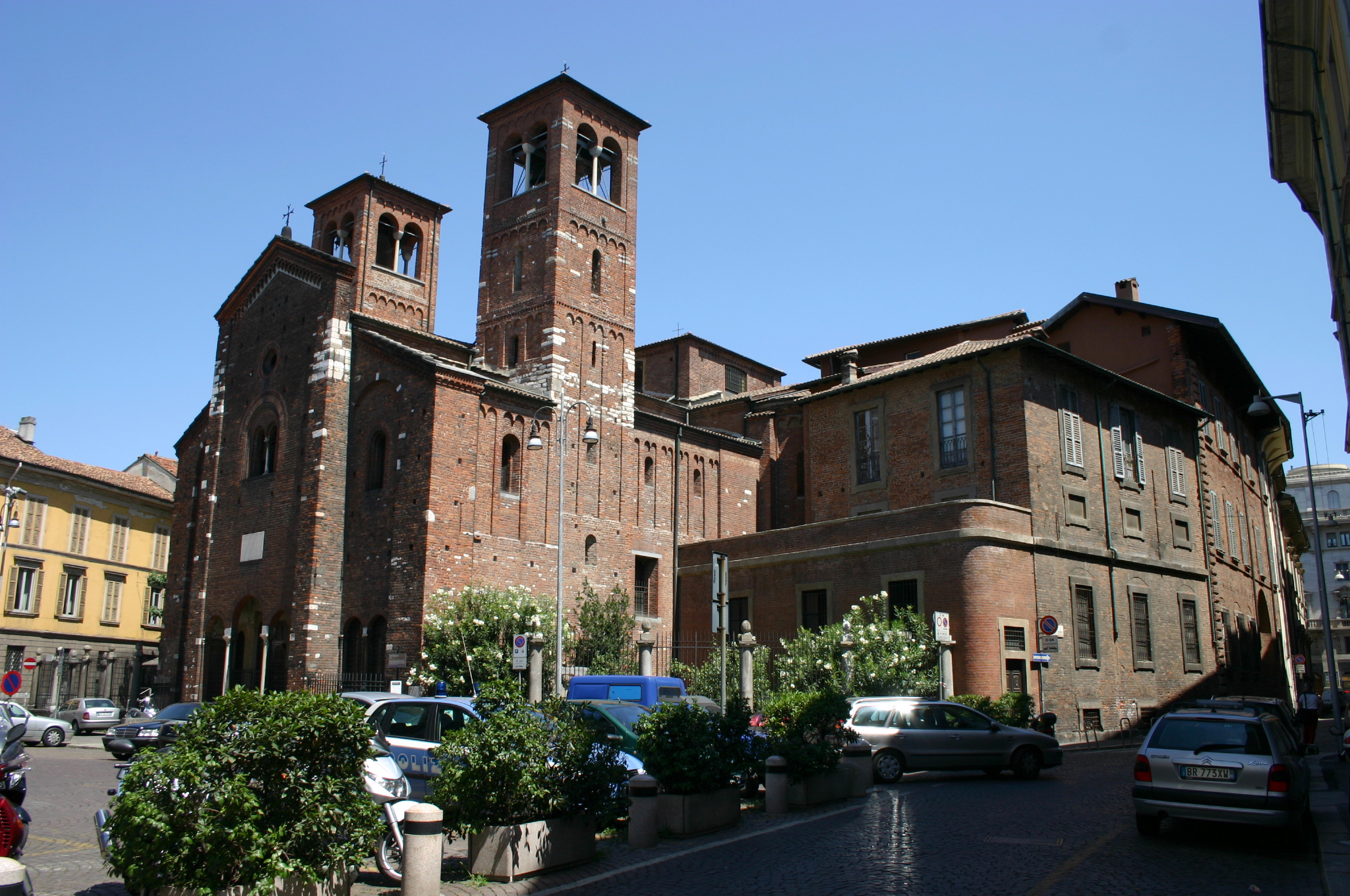
La moderna piazza San Sepolcro, dove era situato il centro militare di Mediolanum

Secondo alcuni studiosi nell'attuale tessuto urbano di Milano è tuttora leggibile una seconda zona urbanisticamente ellittica, oltre a piazza della Scala, che anticamente sarebbe potuta appartenere al santuario dell'antica Mediolanum celtica. È il quartiere intorno alla Biblioteca Ambrosiana in piazza San Sepolcro, ovvero dove sarà situato anche il futuro villaggio romano, chiamato Mediolanum, che ha sostituito l'originario villaggio celtico. Il centro cittadino romano fu infatti l'evoluzione del castrum, ovvero del primigenio accampamento militare romano poi trasformato in insediamento abitato dopo la conquista di Mediolanum da parte dei Romani, che fu posizionato in questo luogo per motivi strategici: nella moderna piazza San Sepolcro era infatti presente, come già accennato, il centro militare di Mediolanum grazie al già citato edificio fortificato provvisto di fossato difensivo.
In ogni caso, oltre al profilo degli edifici moderni, non sono stati trovati riscontri archeologici tangibili, sia per quanto riguarda piazza San Sepolcro che per piazza della Scala, nonostante siano stati compiuti nel corso del tempo diversi scavi. Il luogo dove sarebbe stata più probabile la presenza del santuario è quindi piazza della Scala, visti i suoi richiami astronomici, mentre la moderna piazza San Sepolcro sarebbe stato il centro militare del villaggio celtico.

### La conquista romana

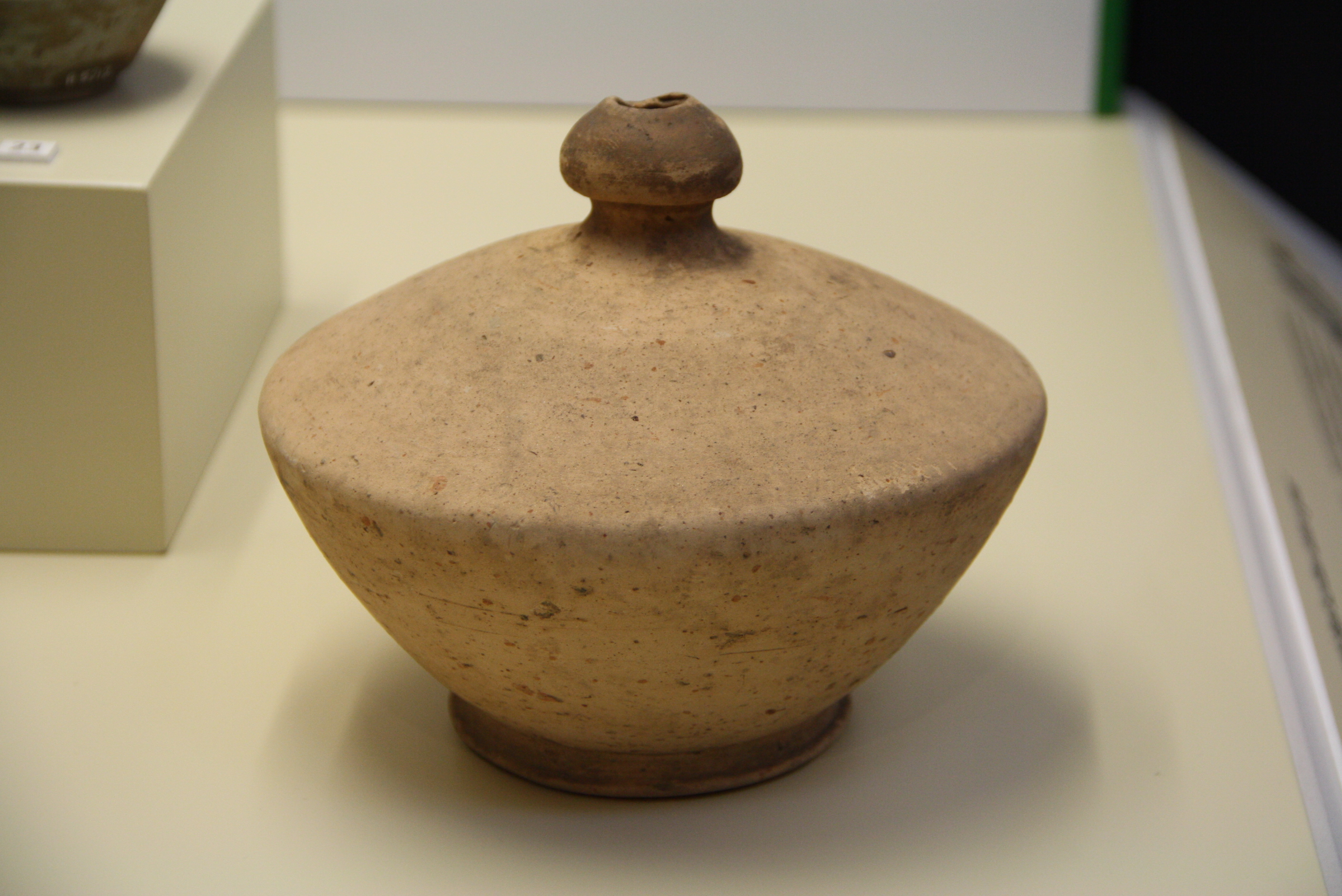
Vaso a trottola di fabbricazione celtica risalente al periodo precedente la conquista romana (III-II secolo a.C.), che è conservata al Civico museo archeologico di Milano

Il primo scontro di Mediolanum con la Repubblica romana avvenne nel 385 a.C., quando la città celtica costituì un'alleanza con le altre popolazioni insubri e con Velletri, Tivoli e Dionisio I di Siracusa contro Roma. I Romani ebbero poi la meglio. Nel 225 a.C. avvenne un secondo confronto militare con Roma, questa volta con Mediolanum alleata con le altre popolazioni celtiche della regione (Boi, Taurisci e Gesati transalpini): questa coalizione celtica venne nuovamente sconfitta dai Romani, condotti nell'occasione da Lucio Emilio Papo, nella battaglia di Talamone. Gli Insubri di Mediolanum utilizzarono, in questa campagna militare, un'insegna riportante l'effige di una loro dea che proveniva dal santuario situato nella moderna piazza della Scala.
Nel 223 a.C. i Romani decisero di attaccare nuovamente i Celti. Entrati nel territorio degli Insubri in corrispondenza della confluenza dell'Adda con il Po, i Romani si allearono con i Celti cenomani e iniziarono ad assediare i villaggi celtici delle altre tribù che trovavano lungo la strada. Gli Insubri reagirono attaccando con cinquantamila uomini i Romani, che erano guidati dai consoli Publio Furio Filo e Gaio Flaminio Nepote: lo scontro decisivo si ebbe lungo il fiume Oglio con una nuova vittoria dei Romani.

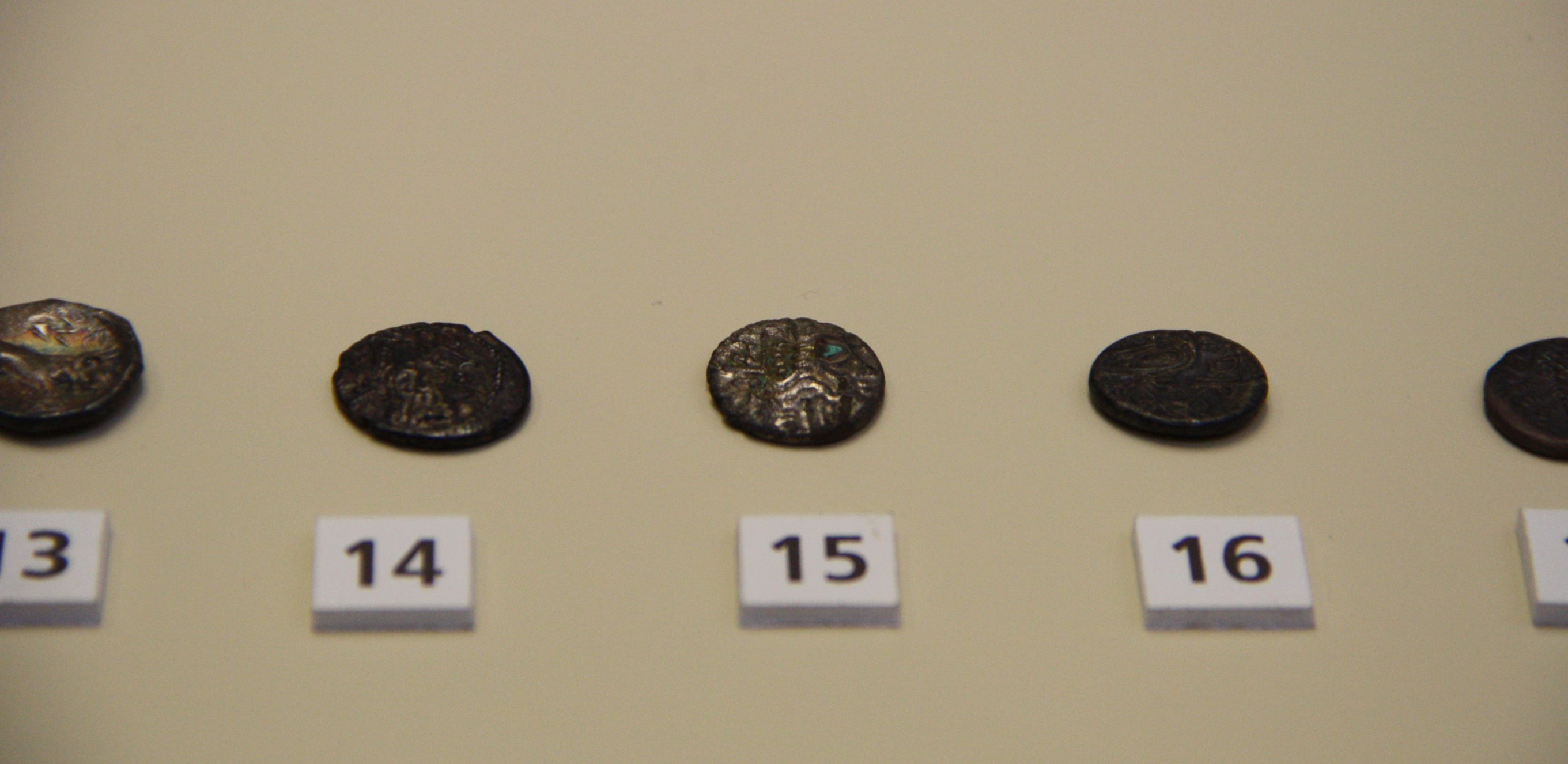
Dracme celtiche in argento, coniate a Milano ad imitazione delle dracme greche di Massalia (Marsiglia), risalenti al periodo precedente la conquista romana (II-I secolo a.C.), che sono conservate al Civico museo archeologico di Milano. Alcune riportano scritte in caratteri etruschi

Nel 222 a.C. i due consoli dell'anno, Marco Claudio Marcello e Gneo Cornelio Scipione Calvo, mossero nuovamente contro gli Insubri attraverso il percorso seguito l'anno precedente. L'attraversamento del Po avvenne probabilmente presso la futura Piacenza. I consoli posero poi d'assedio l'oppidum celtico di Acerrae (Pizzighettone), caposaldo strategico degli Insubri, i quali, per tagliare le vie di fuga dei Romani, attaccarono il praesidium romano di Clastidium.
Il console Marcello si staccò dall'assedio di Acerrae e a marce forzate giunse a Clastidium. I Celti diedero battaglia ancora in campo aperto, ma l'esercito romano, composto per lo più da cavalieri, riuscì a accerchiarli e a sconfiggerli. Intanto, ad Acerrae, Scipione mise in fuga i Celti, che si diressero verso Mediolanum Gneo Cornelio Scipione, dopo il vittorioso assedio di Clastidium di Marco Claudio Marcello, assediò e conquistò Mediolanum, ponendo così fine a questa campagna militare.
Nel 218 a.C. gli Insubri e i Boi si ribellarono ai Romani cogliendo, come occasione, l'arrivo di Annibale in Pianura Padana, con cui poi si allearono anche militarmente. Il 24 giugno 217 a.C. Annibale sconfisse i Romani nella battaglia del Lago Trasimeno. In questo scontro il console Gaio Flaminio Nepote venne ucciso da un cavaliere insubre, che vendicò così la sconfitta dei Celti sul fiume Oglio che avvenne, come già accennato, nel 223 a.C. Dopo la sconfitta di Annibale a Zama (202 a.C.) gli Insubri vennero definitivamente sottomessi dai Romani, che risultarono vittoriosi nella Battaglia di Cremona nel 200 a.C. e in quella di Mutina (Modena) nel 194 a.C. Si compiva così, con la sottomissione anche dei Boi, la conquista romana della Gallia Cisalpina.

## Mappa del territorio originario di Mediolanum

Mappa dell'idrografia e del territorio originario di Mediolanum prima delle modifiche compiute dagli antichi Romani. L'area paludosa indicata sulla mappa come pantano diventò poi, grazie a lavori di bonifica, il porto fluviale romano di Milano. Il centro del villaggio celtico era situato nei pressi della moderna piazza della Scala, dove era presente il santuario principale della comunità, mentre il successivo villaggio romano venne situato nei pressi l'odierna piazza San Sepolcro. Al centro del villaggio romano fu poi costruito il foro romano di Milano

## Epoca repubblicana

### Dalla Mediolanum celtica a quella romana

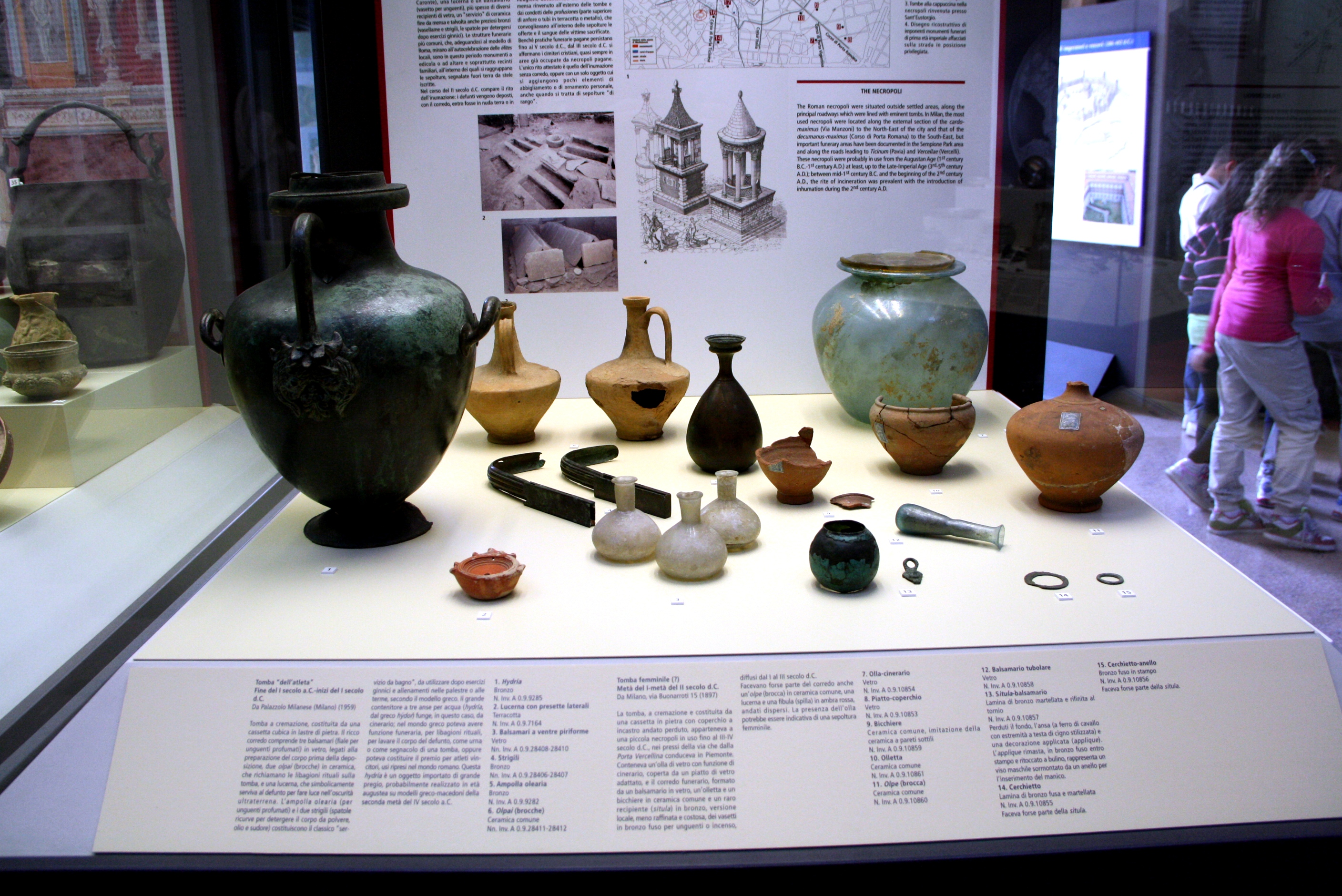
Vetrina della "tomba dell'atleta", esposta al Civico museo archeologico di Milano. Contiene materiale databile tra il I secolo a.C. e il I secolo d.C., ovvero a cavallo tra l'epoca repubblicana e imperiale romana

Dopo essere stata la più importante città dei Celti insubri, come appena accennato, Mediolanum fu conquistata dai romani nel 222 a.C., con l'occupazione che fu temporaneamente contrastata dalla discesa di Annibale, al quale la popolazione locale si alleò. Dopo la conquista romana, la Pianura Padana entrò a far parte della nuova provincia romana della Gallia Cisalpina, che aveva come capoluogo proprio Mediolanum.
Tra i cittadini illustri della Mediolanum celtica ci fu probabilmente il commediografo Cecilio Stazio, che nacque attorno al 230 a.C.. Secondo anonime testimonianze riportate nel Chronicon di Girolamo nel 179 a.C. risulta infatti che:
(Girolamo, Chronicon)
Cecilio Stazio fu fatto prigioniero nel corso delle guerre tra gli Insubri e l'esercito romano tra il 222 a.C. e il 219 a.C., forse in seguito alla battaglia di Clastidium, giungendo a Roma come schiavo, secondo la testimonianza dell'erudito del II secolo d.C. Aulo Gellio, che scrisse nelle sue Noctes Atticae:
(Aulo Gellio, Noctes Atticae, IV, 20, 13.)

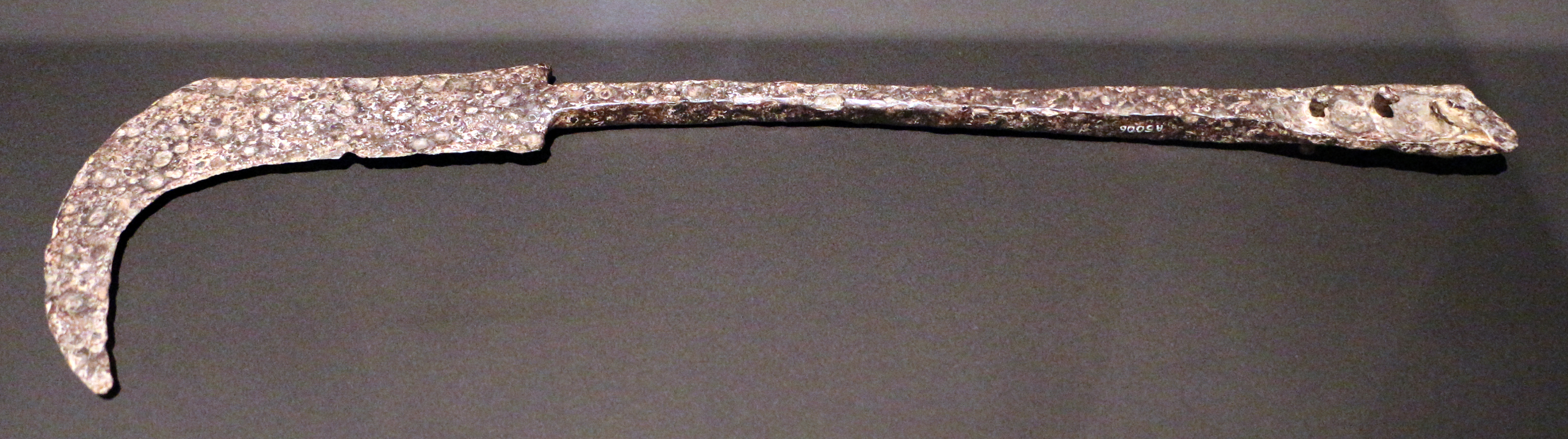
Falcetto risalente al 120-30 a.C., d'epoca repubblicana romana. È conservato al Civico museo archeologico di Milano

Poco si sa della Milano celtica e poco anche della prima Milano romana, quella d'epoca repubblicana. All'89 a.C. risale la legge di Pompeo Strabone (Lex Pompeia de Gallia Citeriore), che conferì alla città la dignità di colonia. I notabili milanesi disapprovarono la dichiarazione che decretava la trasformazione della Pianura Padana in semplice provincia romana (la già citata Gallia Cisalpina) appoggiando il tentativo del console Lepido di rovesciare i successori della corrente sillana. Il tentativo fallì e nel 77 a.C. e la ribellione fu domata con una durissima repressione.
Per via della sua favorevole posizione di retrovia, Mediolanum fu di importanza notevole per le campagne di Cesare durante la conquista della Gallia, negli anni dal 58 a.C. al 50 a.C., tanto che nei suoi dintorni furono arruolate alcune legioni cesariane (la XIII e la XIV). Mediolanum divenne il più importante centro della Gallia Cisalpina e, sull'onda del suo sviluppo economico, nel 49 a.C., venne elevata da Cesare, nell'ambito della Lex Roscia, allo status di municipium civium romanorum.

### Le architetture pubbliche

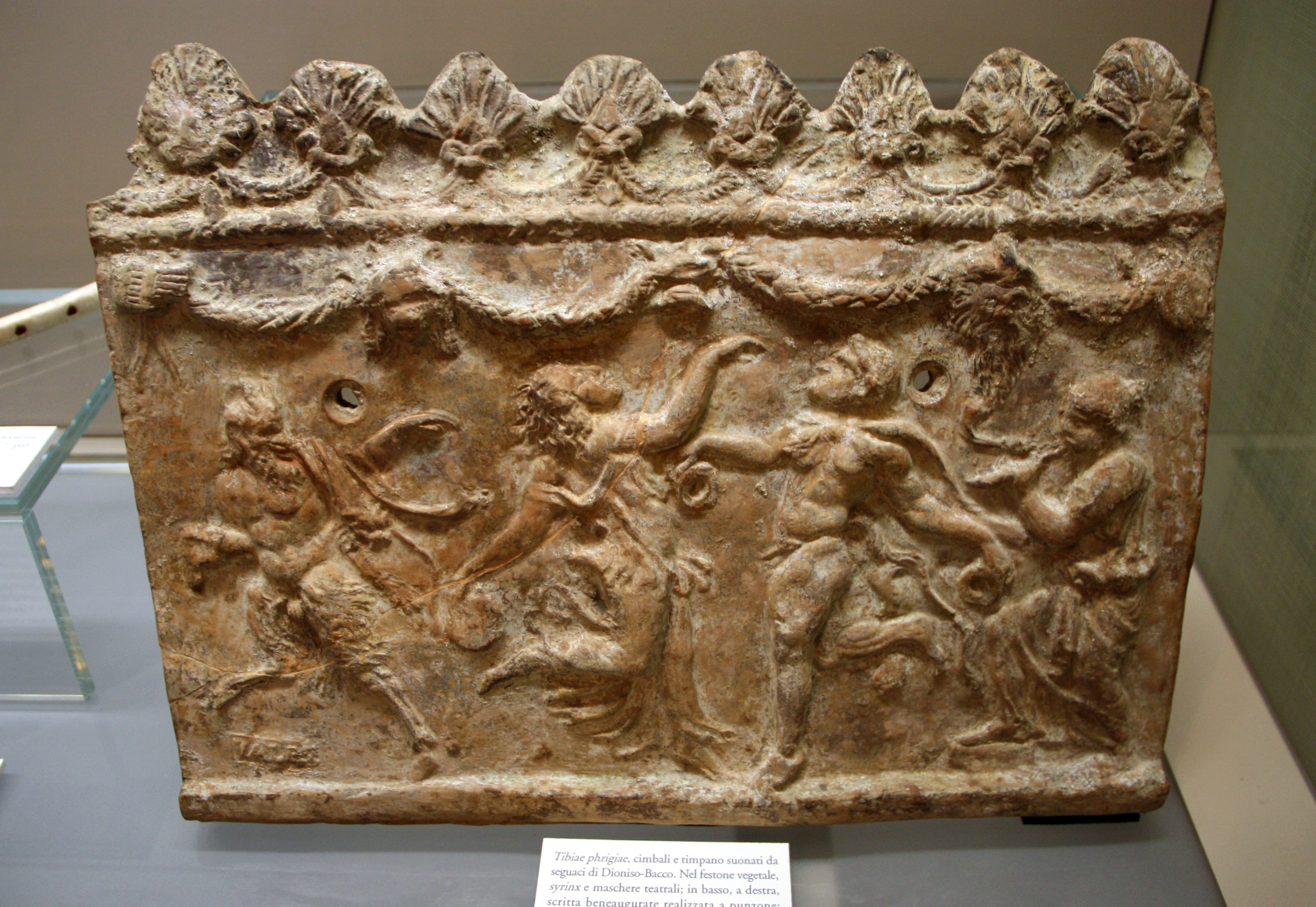
Terracotta dipinta, con scena di danza, risalente a un periodo compreso tra il I secolo a.C. e il I secolo d.C., a cavallo tra l'epoca repubblicana e imperiale romana. È conservata all'interno del Civico museo archeologico di Milano

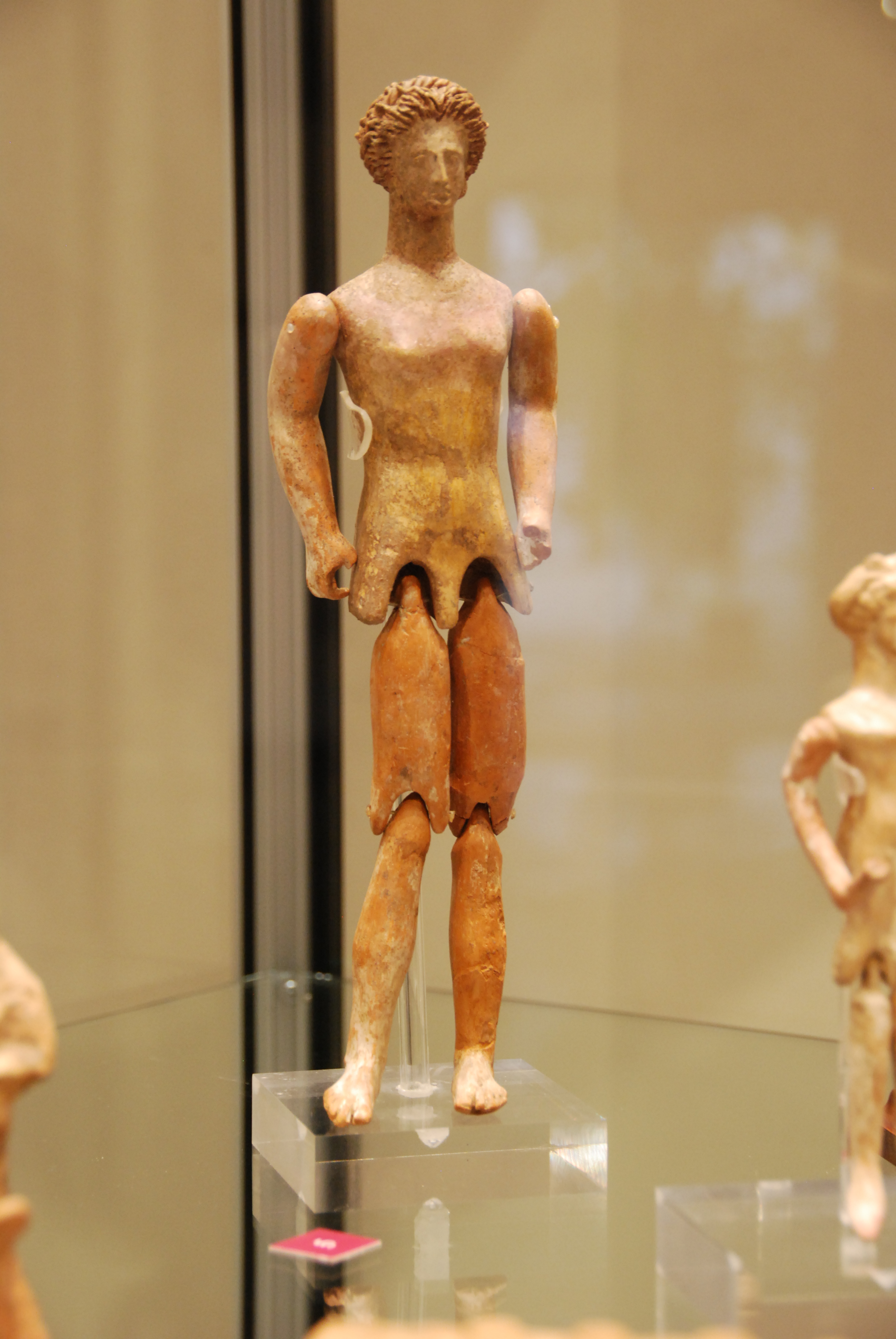
Marionetta in osso risalente all'epoca romana conservata presso l'Antiquarium di Milano

La prima cinta muraria romana della città risale all'elevazione al rango di municipium, fermo restando che forse potrebbe essere stata edificata sotto il principato di Ottaviano Augusto. Le porte cittadine di Mediolanum vennero realizzate in epoca romana repubblicana contestualmente alle mura di difesa. In particolare lungo la cita muraria repubblicana si aprivano le seguenti porte:
- Porta Comasina (lat. Porta Comacina, Porta Cumana o Porta Cumensis), situata dove ora è presente la moderna via dell'Orso. Da Porta Comasina dipartivano la via Regina, ovvero l'arteria stradale che collegava Cremona (Cremona) a Comum (Como: da cui il nome della porta), e la via Mediolanum-Bellasium, che metteva in comunicazione Mediolanum con Bellagio.
- Porta Giovia (lat. Porta Jovia), situata dove ora sono presenti i moderni Teatro Dal Verme e la demolita chiesa di San Giovanni sul Muro. Doveva la sua denominazione a Giovio, ovvero all'epiteto dell'imperatore Diocleziano. Da Porta Giovia iniziavano la via Mediolanum-Verbannus, strada romana consolare che congiungeva Mediolanum con il Lago Maggiore e da qui al passo del Sempione, e la via Mediolanum-Bilitio, che metteva in comunicazione Mediolanum con Luganum (Lugano) passando da Baretium (Varese).
- Porta Orientale (lat. Porta Orientalis), situata dove ora è presente la moderna via Manzoni. Da Porta Orientale dipartiva verso oriente (da cui il nome della porta) l'arteria stradale che, attraverso Bergomum (Bergamo) e Brixia (Brescia), portava a Verona (Verona), la via Gallica. Corrispondeva alla Porta Decumana dell'originario accampamento militare romano, il cosiddetto castrum, che diede poi origine al centro abitato dell'antica Mediolanum romana. Da Porta Orientalis dipartiva anche la via Mediolanum-Brixia, che collegava Mediolanum con Brixia (Brescia) passando anche da Cassianum (Cassano d'Adda).
- Porta Romana (lat. Porta Romana), situata dove ora è presente il moderno corso Italia. Da Porta Romana iniziava la via Mediolanum-Placentia, che metteva in comunicazione Mediolanum (Milano) con Placentia (Piacenza) e quindi poi con Roma (da cui il nome della porta) passando da Laus Pompeia (Lodi Vecchio).
- Porta Ticinese (lat. Porta Ticinesis), situata dove ora è presente il moderno Carrobbio. Da Porta Ticinese aveva origine l'arteria stradale che collegava Mediolanum a Ticinum (Pavia). Corrispondeva alla Porta Praetoria dell'originario accampamento militare romano, il cosiddetto castrum, che diede poi origine al centro abitato dell'antica Mediolanum romana.
- Porta Tosa (lat. Porta Tonsa), situata lungo la moderna via Rastrelli, poco prima del suo incrocio con via Larga. Sorgeva nei pressi del porto fluviale romano di Milano, da cui il nome della porta (tonsa in latino significa "remo"). Da Porta Tosa usciva la via Regina, strada romana che raggiungeva il porto fluviale di Cremona.
- Porta Vercellina (lat. Porta Vercellina), situata dove ora è presente la chiesa di Santa Maria alla Porta, la cui denominazione è legata alla presenza di questa porta. Da Porta Vercellina dipartivano la via delle Gallie, che conduceva verso Augusta Prætoria (Aosta) passando da Novaria (Novara e che portava poi in Gallia Transalpina, e la via Gallica, arteria stradale che collegava Mediolanum a Augusta Taurinorum (Torino) passando da Vercellae (Vercelli, da cui il nome della porta.

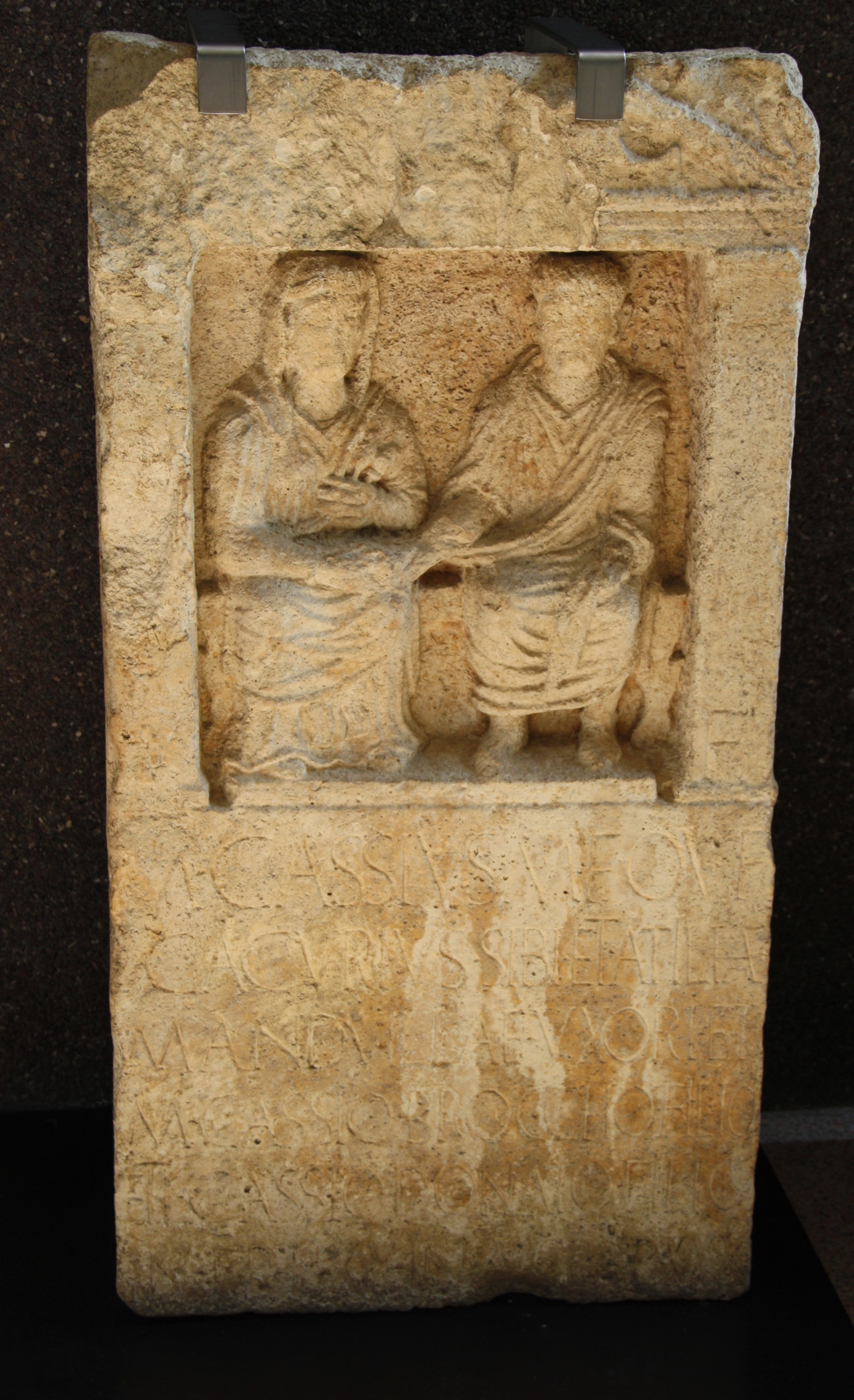
Lapide funeraria di epoca augustea conservata all'interno del Civico museo archeologico di Milano

Con Augusto Mediolanum iniziò a dotarsi dei primi edifici pubblici in muratura, come il foro romano (ovvero della piazza principale della città) ed il teatro romano (il più antico edificio romano scoperto a Milano dalle moderne indagini archeologiche), con una scena alta 20 metri ed una cavea del diametro di 95 metri; poteva ospitare tra i 7.000 e i 9.000 spettatori, in un'epoca in cui Mediolanum contava all'incirca 25.000 abitanti. Tutti questi lavori furono voluti da Augusto, che volle fare di Mediolanum un'importante città anche da un punto di vista urbanistico. Nonostante queste opere, a Mediolanum, anche dopo la proclamazione di Augusto a imperatore, rimase per diversi decenni un'influente fazione nostalgica della repubblica.
Il nuovo centro cittadino, che gravitava intorno al foro, si spostò di qualche centinaio di metri rispetto a quello celtico: quest'ultimo sorgeva dove ora è presente piazza della Scala, mentre quello romano era situato nei pressi della moderna piazza San Sepolcro. Il centro cittadino romano fu l'evoluzione del castrum, ovvero del primigenio accampamento militare romano poi trasformato in insediamento abitato, che fu posizionato, per motivi strategici, poco a ovest del villaggio celtico, nei pressi della moderna piazza San Sepolcro: in questa area era infatti presente, come già accennato, il centro militare della celtica Mediolanum.
Da questo momento in poi Mediolanum conobbe una forte crescita dei commerci e dell'artigianato. È di questi anni l'arrivo a Mediolanum di Barnaba, grazie al quale il cristianesimo iniziò a diffondersi in città: per tale motivo Barnaba è considerato il primo vescovo di Milano. Con questo evento iniziarono gradualmente le persecuzioni contro i cristiani. Fu invece Augusto, in precedenza, a proibire la religione celtica.
Augusto predispose un vero e proprio piano regolatore, compilato tra la fine del I secolo a.C e l'inizio del I secolo d.C., in base al quale fu previsto un ampliamento secondo i canoni dell'epoca, quindi con la costruzione dei due assi viari che caratterizzavano tutte le città romane, il decumano e il cardo, che si incrociavano in corrispondenza del foro, e le citate mura e porte. I confini così creati formavano un quadrato avente 850 m di lato e circa 4 km di lunghezza che faceva raggiungere alla città una superficie di 60 ettari (0,6 km²).

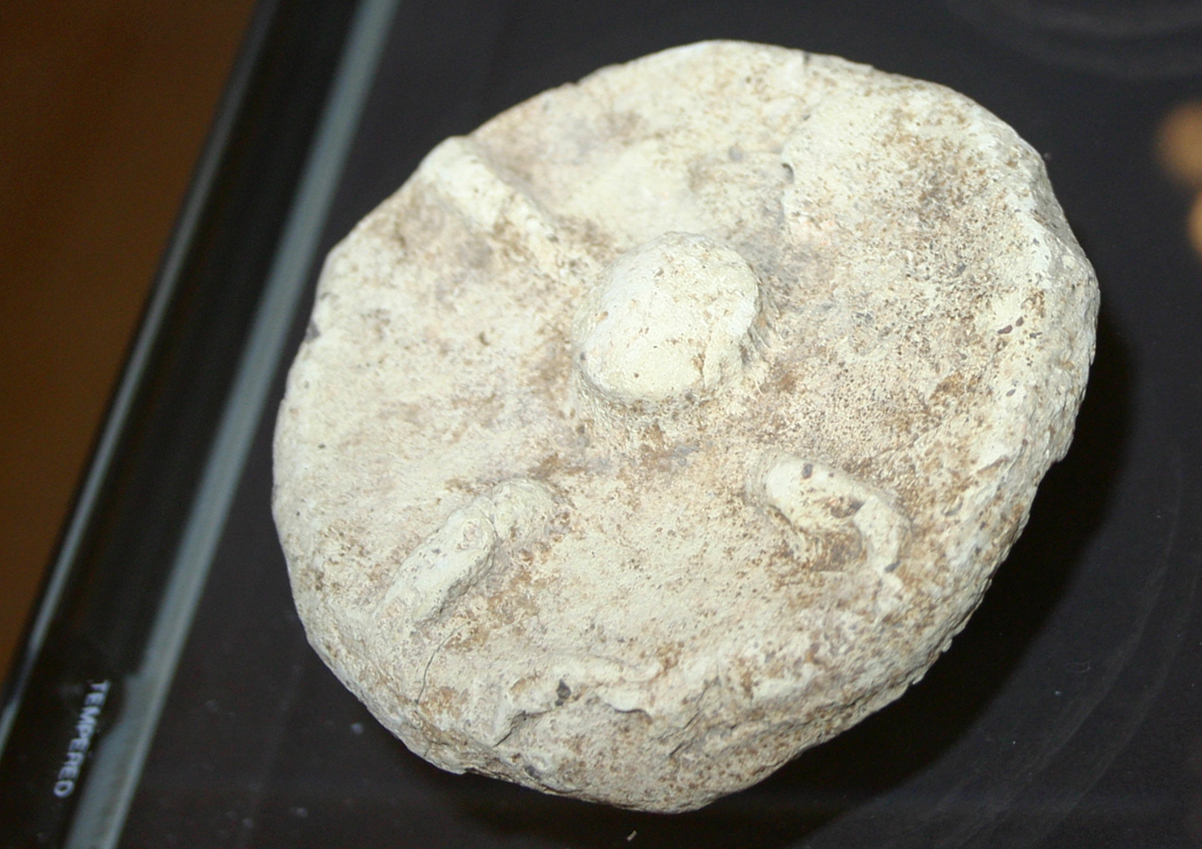
Tappo per anfora in terracotta conservato nell'Antiquarium di Milano

L'orientamento di Mediolanum era quello classico delle città romane: il decumano correva all'incirca in direzione est-ovest (con il cardo che invece si sviluppava in direzione nord-sud) seguendo la centuriazione del territorio. Per riuscire, dall'originario castrum romano, anche a includere l'oppidum celtico, venne predisposto un piano regolatore abbastanza complesso. Infatti, con l'obiettivo di adattarsi alle caratteristiche del terreno e per riuscire a includere l'intero insediamento celtico, la pianta della città risultò ruotata di circa 30° verso est (il cardo infatti, in teoria, avrebbe dovuto avere un perfetto orientamento nord-sud, mentre il decumano un orientamento est-ovest): in tal modo, in luogo delle parti terminali del cardo e del decumano, in corrispondenza dei punti cardinali, erano presenti i vertici del quadrato formato dalle mura.
Su uno dei tratti della cinta muraria che è giunto sino a noi, lungo la moderna via San Vito al numero civico 18, è stato trovato un graffito in lingua leponzia, ovvero in una lingua celtica estinta parlata nelle regioni della Gallia Cisalpina dal popolo dei Leponzi, che erano originariamente stanziati nelle Alpi centro-occidentali, a testimoniare che la cultura celtica fosse ancora sentita dalla popolazione. Su questa iscrizione si può anche leggere il nome di Mediolanum nel celtico leponzio dell'epoca: Mesiolano. La lingua celtica continuò quindi a essere parlata a Mediolanum per almeno due secoli dopo la conquista romana.

### Ricostruzione grafica del foro romano di Mediolanum

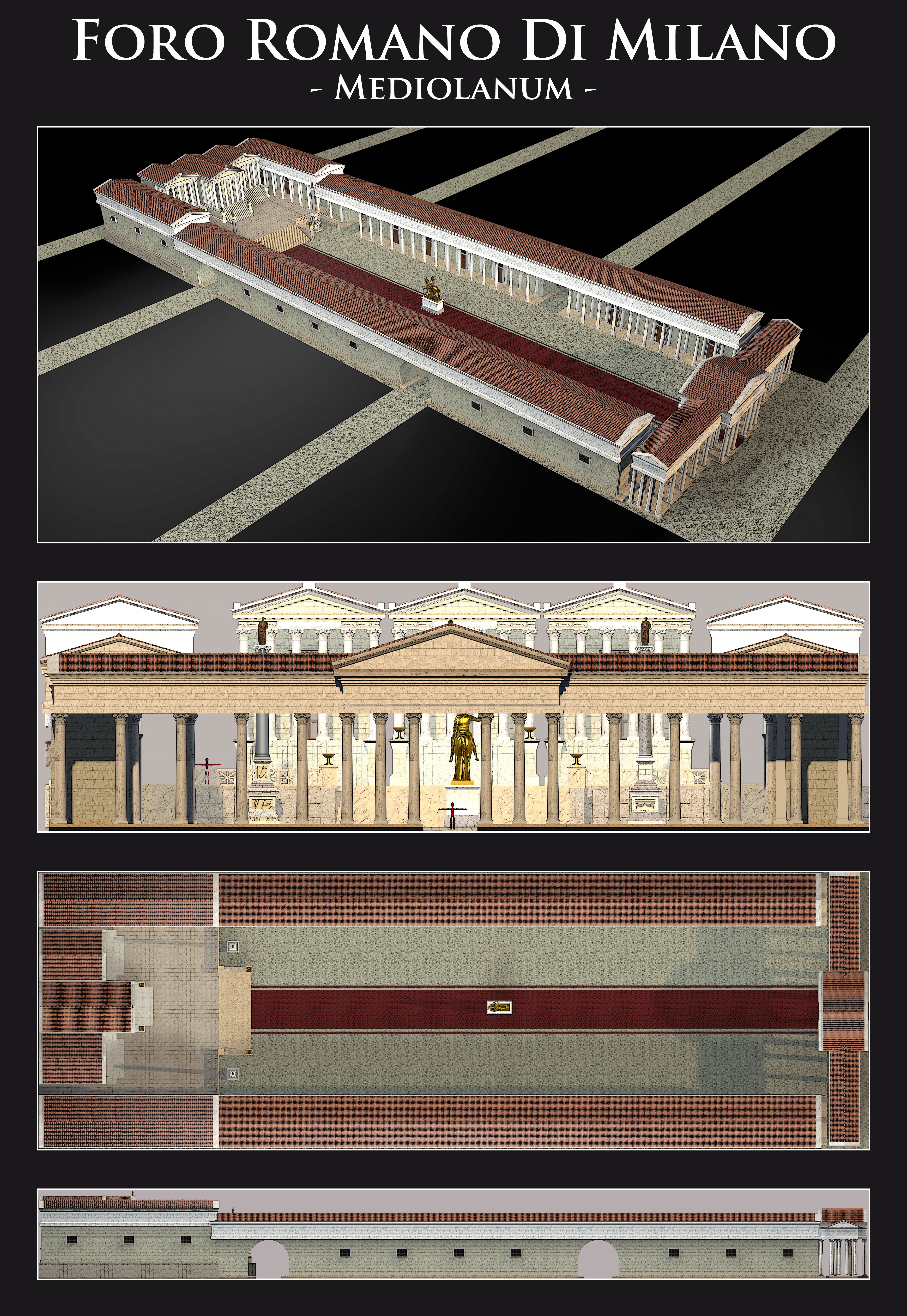
Ricostruzione grafica del foro romano di Milano (Mediolanum)

### Le opere idrauliche

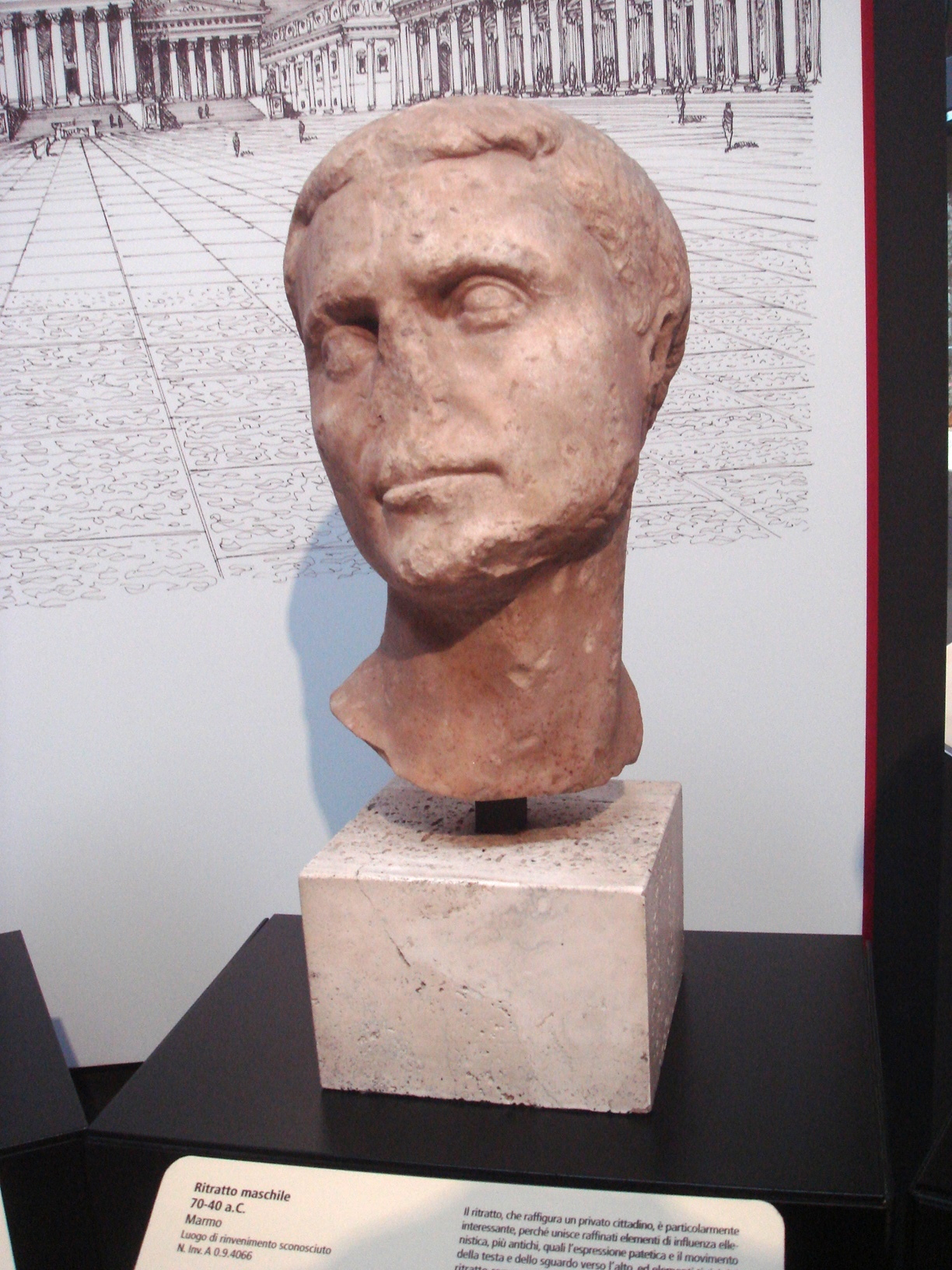
Ritratto romano di ignoto risalente agli anni 70-40 a.C. conservato all'interno del Civico museo archeologico di Milano

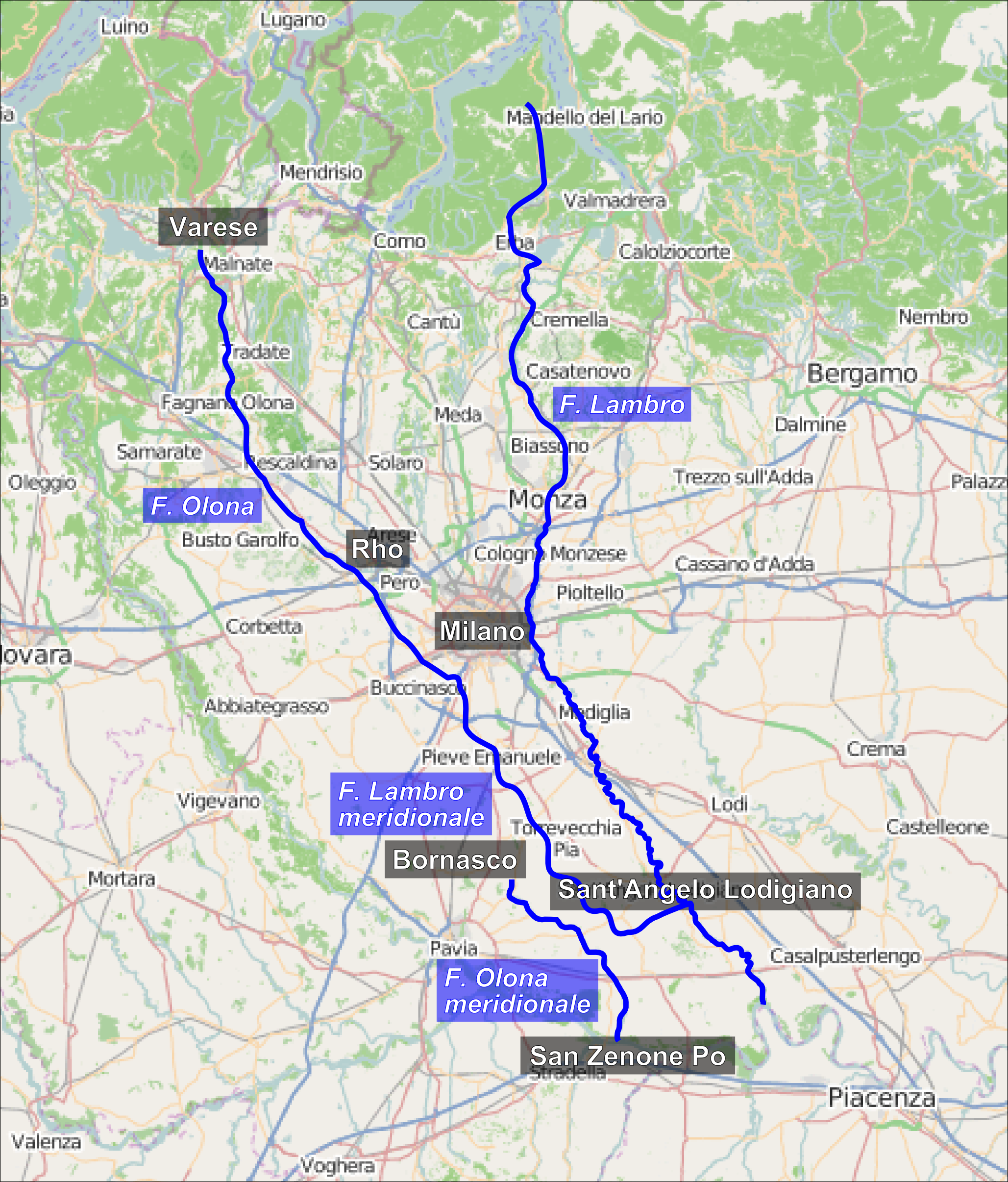
I percorsi moderni dei fiumi Olona, Olona meridionale, Lambro e Lambro meridionale

Gli antichi Romani, tra l'epoca repubblicana e quella imperiale, realizzarono diverse opere idrauliche (deviazioni di fiumi e torrenti, e canalizzazioni di corsi d'acqua già esistenti) atte a portare acqua aggiuntiva verso Mediolanum. Ciò fu necessario perché la città era cresciuta nel tempo e serviva nuova acqua per i più svariati usi (per gli artigiani nonché per gli usi pubblici, domestici e difensivi).
A Mediolanum infatti non occorrevano acquedotti, visto che l'acqua era abbondante e facilmente raggiungibile: essa affiorava dal suolo dalle risorgive e scorreva vicina nei fiumi e nei torrenti, e ciò rispondeva pienamente alle esigenze della vita quotidiana della città.
Il fiume Olona è stato deviato verso Mediolanum dagli antichi Romani tra l'epoca repubblicana e quella imperiale. Originariamente il fiume, giunto alla moderna Lucernate, piegava verso sud passando a diversi chilometri da Mediolanum. Attraversava la moderna Settimo Milanese per poi dirigersi verso il Po, nel quale sfociava all'altezza della moderna San Zenone.
Dopo la sua deviazione verso Mediolanum, la parte meridionale dell'Olona non si prosciugò essendo alimentata da rogge e fontanili. Questo ramo dell'Olona originario esiste ancora oggi con il nome di Olona inferiore o meridionale. In particolare, a Mediolanum, l'Olona fu deviato nel fossato delle mura difensive repubblicane. Il nuovo alveo artificiale dell'Olona fu scavato ex novo solo per un breve tratto: giunti alla moderna Rho al torrente Bozzente, i progettisti allargarono il suo letto per poter accogliere una maggior portata d'acqua, quella dell'Olona. Con questa deviazione l'Olona cessò di esistere come fiume continuo dalle sorgenti alla foce.
Furono anche scavati due canali artificiali che avevano origine da due punti precisi dell'alveo naturale del Seveso, uno all'altezza dell'incrocio tra le moderne vie Borgonuovo e monte di Pietà, e l'altro più a sud all'altezza della futura Porta Romana medievale: entrambi vennero scavati verso ovest per intercettare il corso del torrente Nirone. Anche il corso del Nirone venne modificato, con lo spostamento del suo alveo leggermente più a ovest grazie alla costruzione di un canale artificiale che era la naturale prosecuzione verso occidente del canale che intercettava il Nirone all'altezza delle moderne vie Borgonuovo e monte di Pietà. In particolare il nuovo alveo del Nirone rettificava verso ovest l'originario corso del torrente, per poi piegare verso sud e intercettare l'alveo naturale del Nirone all'altezza della moderna piazza Vetra, nei pressi della futura basilica di San Lorenzo, dove tornava a scorrere nell'antico letto con il nome di canale Vetra.

Tipico castrum romano, ovvero l'accampamento nel quale risiedeva, in forma stabile o provvisoria, un'unità dell'esercito romano. 1) Principia; 2) Via Praetoria; 3) Via Principalis; 4) Porta Principalis Dextra; 5) Porta Praetoria (porta principale); 6) Porta Principalis Sinistra; 7) Porta Decumana. Quando un castrum si trasformava in un centro abitato, il principia, ovvero il quartier generale dell'accampamento, diveniva il foro, cioè la piazza dell'insediamento abitato, mentre la linea orizzontale si trasformava nel cardo e la linea verticale diventava il decumano, ovvero le due strade principali del centro abitato

Con la costruzione di questi canali, si creò un anello d'acqua che circondava il centro abitato di Mediolanum. Al tratto occidentale di questo anello d'acqua (ovvero il nuovo alveo artificiale del Nirone) fu dato il nome di Piccolo Sevese (l'antico toponimo però non scomparve completamente, visto che il Piccolo Sevese è conosciuto ancora oggi anche con il nome di "Nirone"), mentre alla restante parte dell'anello d'acqua, quella che circondava Milano a nord, a est e a sud (ovvero il corso d'acqua costituito dal letto naturale del Seveso e dai due canali artificiali realizzati per intercettare le acque del Nirone) fu dato il nome di Grande Sevese.

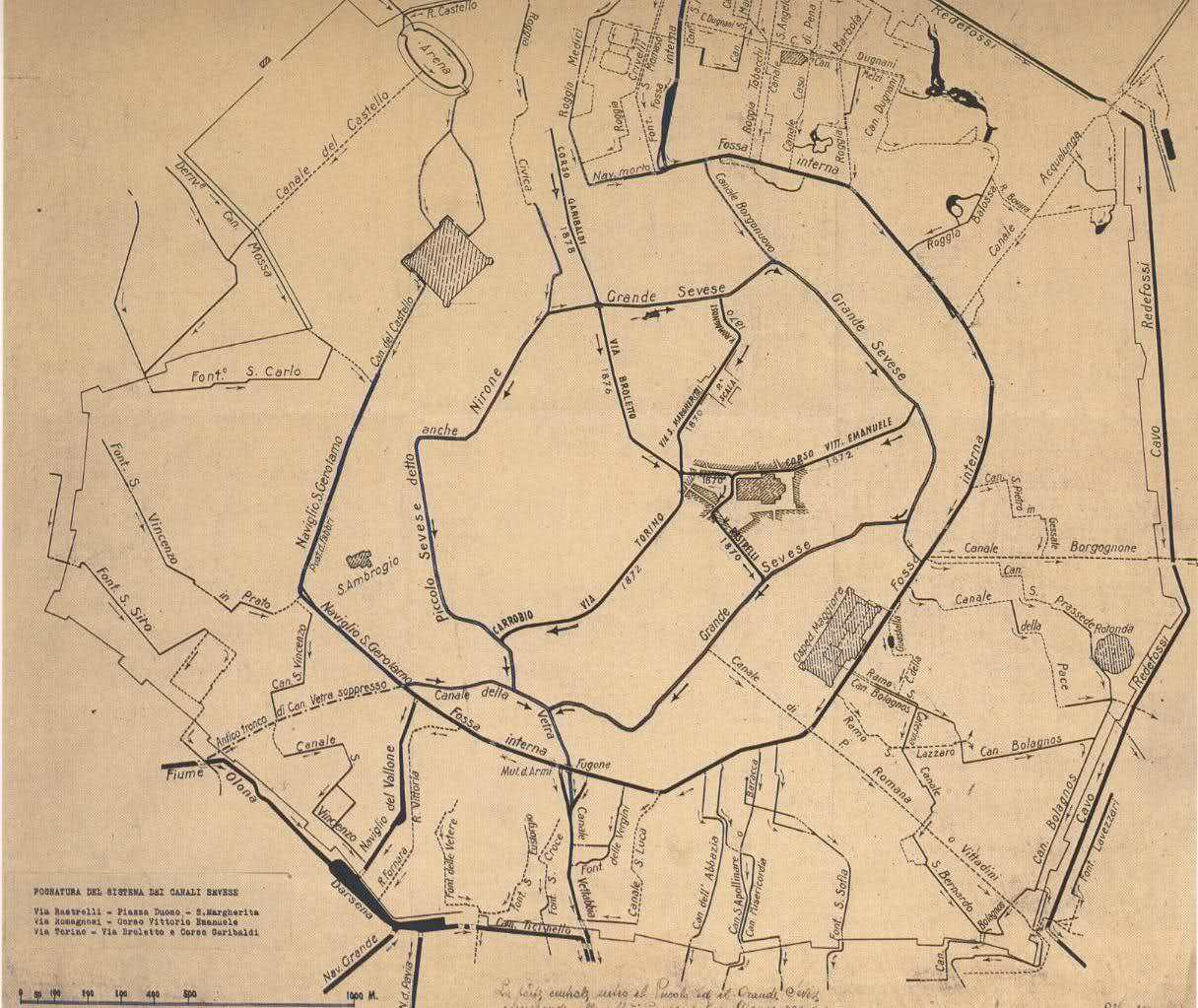
Mappa schematica del 1870 che raffigura l'idrografia di Milano con segnati i corsi d'acqua, sia naturali che artificiali, che attraversavano la città

Anche il Lambro Meridionale ha avuto origine dalle sopracitate opere idrauliche compiute dagli antichi Romani. Il Lambro Meridionale percorre infatti il tratto terminale dell'antico alveo naturale del torrente Pudiga, che è stato poi ampliato per raccogliere gli scarichi fognari della città. Anticamente il Pudiga percorreva il suo alveo naturale ricevendo da sinistra il torrente Bozzente e lambendo il centro storico di Milano garantendo, insieme al Seveso, le acque necessarie all'approvvigionamento idrico dei milanesi. Dopo aver lambito il lato occidentale del centro storico di Milano il Pudiga proseguiva verso sud seguendo il proprio alveo naturale, corrispondente a quello del moderno colatore Lambro Meridionale, confluendo poi nel Lambro presso Sant'Angelo Lodigiano.
In origine, all'altezza del centro abitato di Milano, il Pudiga compiva un'ampia ansa verso est, che lo portava a sfiorare la città all'altezza della moderna piazza Vetra, nei pressi dell'alveo naturale del torrente Nirone, per poi piegare verso meridione seguendo l'alveo del moderno Lambro Meridionale. Originariamente, alla sua sinistra idrografica, il Pudiga, in luogo dell'Olona, riceveva il Bozzente. Il Bozzente in origine aveva infatti un alveo naturale autonomo che lo portava a raccogliere le acque del Lura e del Merlata per poi confluire nel Pudiga. Il tratto milanese dell'Olona corrisponde pertanto agli antichi alvei naturali del Bozzente e del Pudiga.
Come destinazione finale del nuovo percorso dell'Olona fu scelto il fossato delle mura romane di Milano, dove riversava le sue acque nel canale Vetra (nome dato dagli antichi Romani al tratto terminale dell'alveo naturale del Nirone) all'altezza della moderna e omonima piazza: per realizzare questo obiettivo, gli antichi Romani prolungarono e allargarono il "canale Vetra" verso la già citata ansa naturale del Pudiga così da raccogliere anche le acque dell'Olona. Con la deviazione dell'Olona verso la città, venne meno la continuità idrica dell'antico letto del Pudiga, il cui tratto più meridionale (ovvero il futuro "Lambro Meridionale") venne intercettato rimanendo privo di acque pulite, che provenivano da nord, trasformandosi quindi in collettore di fogna.
La Vettabbia ricalca invece il tratto terminale dell'antico alveo naturale del Nirone prima della deviazione di quest'ultimo nel Merlata, che avviene a nord di Milano, a Baranzate. Il tratto del Nirone a valle della deviazione però non si prosciugò, ma rimase attivo come una roggia, alimentata dai numerosi fontanili e dal reticolo irriguo della zona, prendendo il nome di "roggia civica". Furono poi gli antichi Romani a canalizzare e rendere navigabile il tratto terminale dell'antico alveo naturale del Nirone a formare la Vettabbia. La Vettabbia venne creata con funzioni di trasporto di parte delle acque del Seveso deviato nel fossato delle mura romane di Milano, e delle acque del fontanile Mollia e di altri corsi d'acqua minori.

### L'edilizia privata

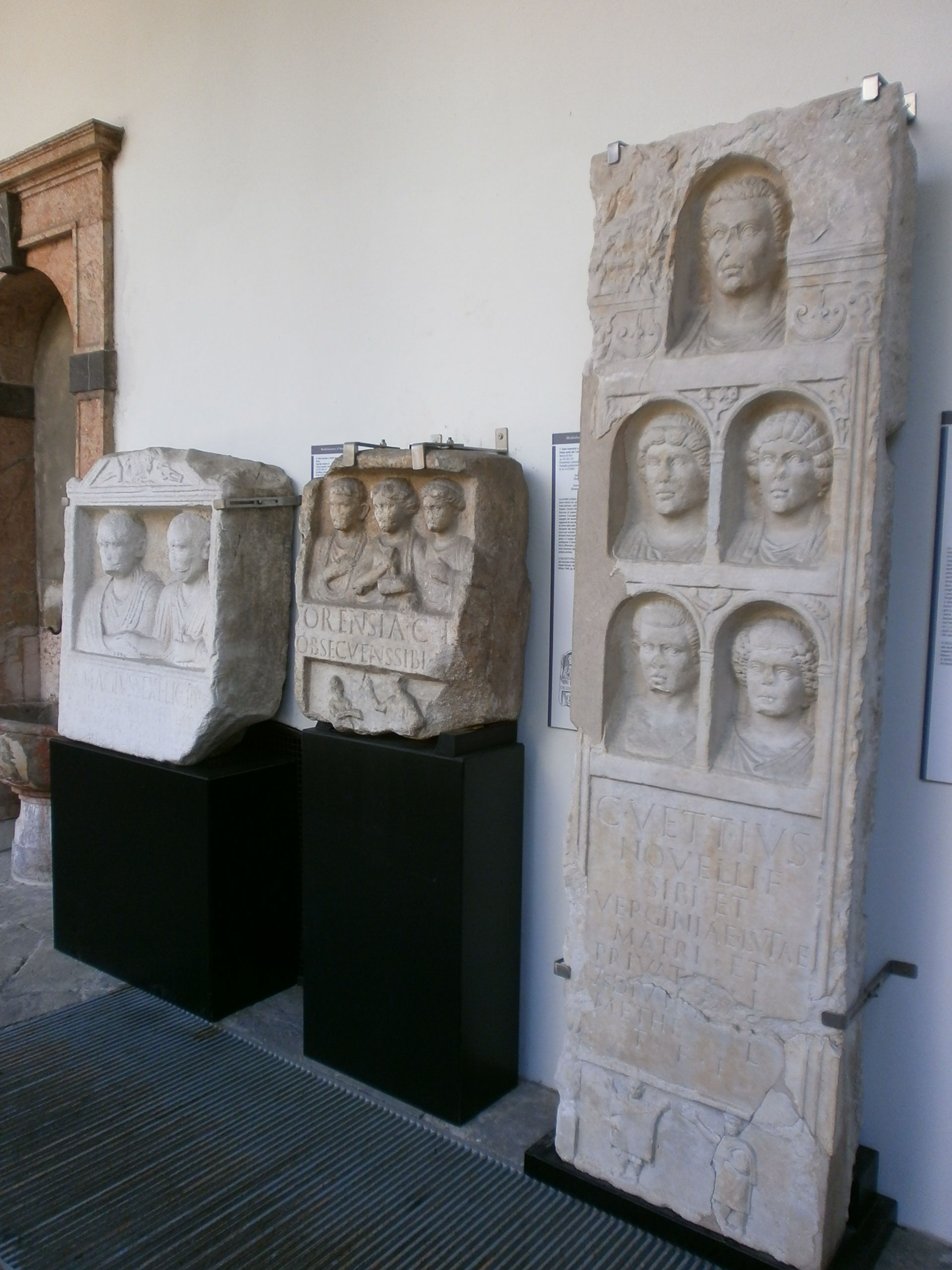
Steli funerarie d'epoca romana conservate presso il Civico museo archeologico di Milano

Per quanto riguarda l'edilizia privata, con la conquista romana si iniziò a realizzare case in muratura. In epoca celtica, infatti, le abitazioni erano costruite in legno e paglia vista l'abbondanza, nei dintorni, di questo materiale. Nelle zone limitrofe era invece assente la pietra da costruzione, che iniziò a essere importata a Mediolanum solo dopo l'insediamento dei Romani. La parte residenziale di Mediolanum era piuttosto vasta ed occupava una parte consistente della città, vista la cospicua presenza di liberti, come testimoniato da molte epigrafi tombali.

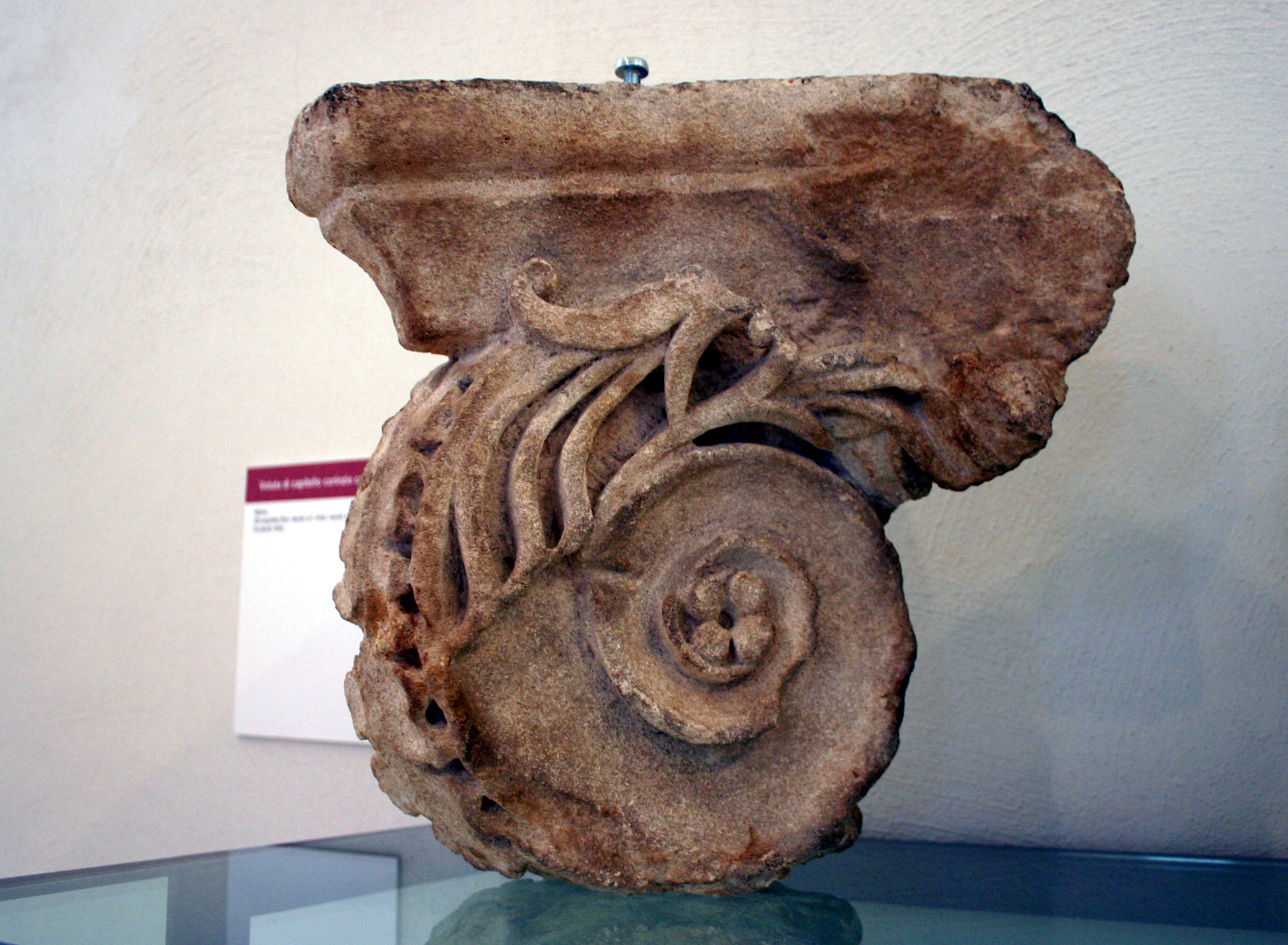
Voluta di un capitello ionico romano, dei secoli I a.C.-I d.C., conservata nell'Antiquarium di Milano

Probabilmente erano presenti insule, ovvero palazzine paragonabili ai moderni condomini, fermo restando un'inferiore densità abitativa rispetto a Roma, dove le insule erano assi comuni e raggiungevano altezze ragguardevoli. A Mediolanum, presumibilmente, considerando i resti trovati in altre città delle Gallie, le insule erano caseggiati di 70 m x 80 m che avevano un'altezza massima, consentita dal piano regolatore di Augusto, di 33 m, corrispondenti a 5-6 piani fuori terra.
Le domus, ovvero gli edifici monofamiliari paragonabili alle moderne villette a due piani, iniziarono a essere costruite a Mediolanum a partire dal II secolo a.C., ossia durante il secolo successivo alla conquista romana. Questa tipologia abitativa continuò a essere realizzata fino al VI secolo d.C.. Le domus costruite Mediolanum possedevano un atrio centrale scoperto dove era raccolta l'acqua piovana, che percolava in una vasca, oppure in un pozzo, i quali erano situati al centro del complesso edilizio. Dato il clima rigido di Mediolanum, le domus erano in genere riscaldate da un forno a legna. L'aria calda prodotta da quest'ultimo passava in intercapedini poste sotto i pavimenti del piano terra, che erano rialzati dal suolo grazie a pilastrini in laterizi, per poi passare al piano superiore grazie a un'intercapedine che saliva verticalmente tra due muri del primo piano.
Il calore era poi distribuito, al piano superiore delle domus, grazie allo stesso sistema del piano terra, ovvero attraverso un'intercapedine ricavata sotto il pavimento. I muri delle domus erano realizzati da file di mattoni alternati a ciottoli di fiume, tutto cementato da malta. In altri casi il muro aveva la parte interna realizzata in malta e ciottoli e la parte superficiale rivestita in mattoni, ciottoli e malta. Allo scopo di consolidare e deumidificare il terreno, le fondazioni erano realizzate da strati pressati di limo, ghiaia, frammenti di intonaco, malta e parti di laterizi. Le domus, che erano possedute dai cittadini più ricchi, erano impreziosite da affreschi ed erano arredate da mobili di pregio.

## Forma urbis di Mediolanum

L'antica Milano romana (Mediolanum) sovrapposta alla Milano moderna. Il rettangolo più chiaro al centro, leggermente sulla destra, rappresenta la moderna piazza del Duomo, mentre il moderno Castello Sforzesco si trova in alto a sinistra, appena fuori dal tracciato delle mura romane

## Epoca alto-imperiale

### La sua importanza militare

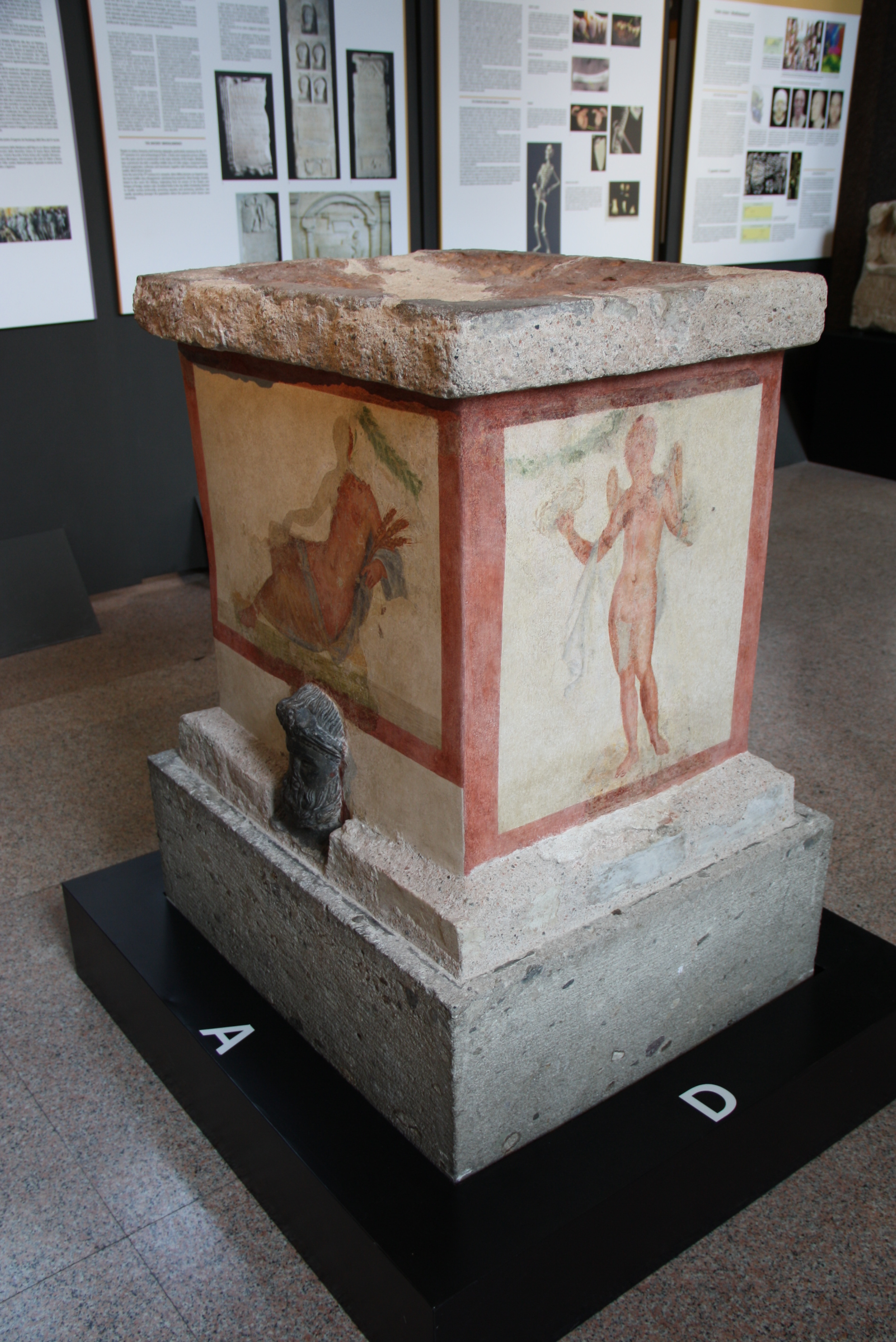
La dee romane Cerere e Vittoria, affresco su un'ara risalente a un periodo compreso tra il I e il III secolo d.C. È conservata all'interno del Civico museo archeologico di Milano

Nell'età imperiale l'importanza politica, economica e strategico-militare di Mediolanum crebbe per la sua vicinanza al limes germanico-retico di Rezia e Norico, con Roma che non era più unica e centrale nell'amministrazione e nella difesa dell'Impero, come ci racconta lo stesso Tacito nel 69. Così verso la fine del II secolo d.C. Mediolanum divenne colonia imperiale e qui vi nacquero sia l'imperatore Didio Giuliano, rivale di Settimio Severo nel corso della guerra civile della fine del II secolo d.C., sia il figlio di quest'ultimo, Geta, sia probabilmente l'imperatore Marco Aurelio Caro. Da un punto di vista amministrativo l'antica Mediolanum faceva parte della regio XI Transpadana (una delle regioni dell'Italia augustea, che furono create nel 9 d.C.) di cui era capoluogo. Pertanto, gli uffici amministrativi di questa regio augustea erano situati a Mediolanum.
Nel secolo successivo le ricorrenti invasioni barbariche ne misero in evidenza la sua qualità di avamposto di difesa. Gli Alemanni, che avevano sfondato il limes germanico-retico e attraversato il Passo del Brennero, si erano spinti in Italia, dove furono intercettati e battuti dalle armate di Gallieno nella battaglia di Milano. Secondo Zonara, si trattava di un'orda di trecentomila Alemanni.
Proprio in seguito a questa vittoria Gallieno, resosi conto dell'impossibilità di proteggere contemporaneamente tutte le province dell'Impero lungo una linea statica di uomini posizionati a ridosso della frontiera, tra il 264 e il 268 decise di costituire una "riserva strategica" centrale, formata prevalentemente da unità di cavalleria pesante (i cosiddetti promoti, tra cui spiccavano gli equites Dalmatae e gli equites Mauri et Osroeni), che fosse più veloce negli spostamenti della fanteria legionaria e che avesse una più alta "forza d'urto" rispetto alle truppe ausiliarie.

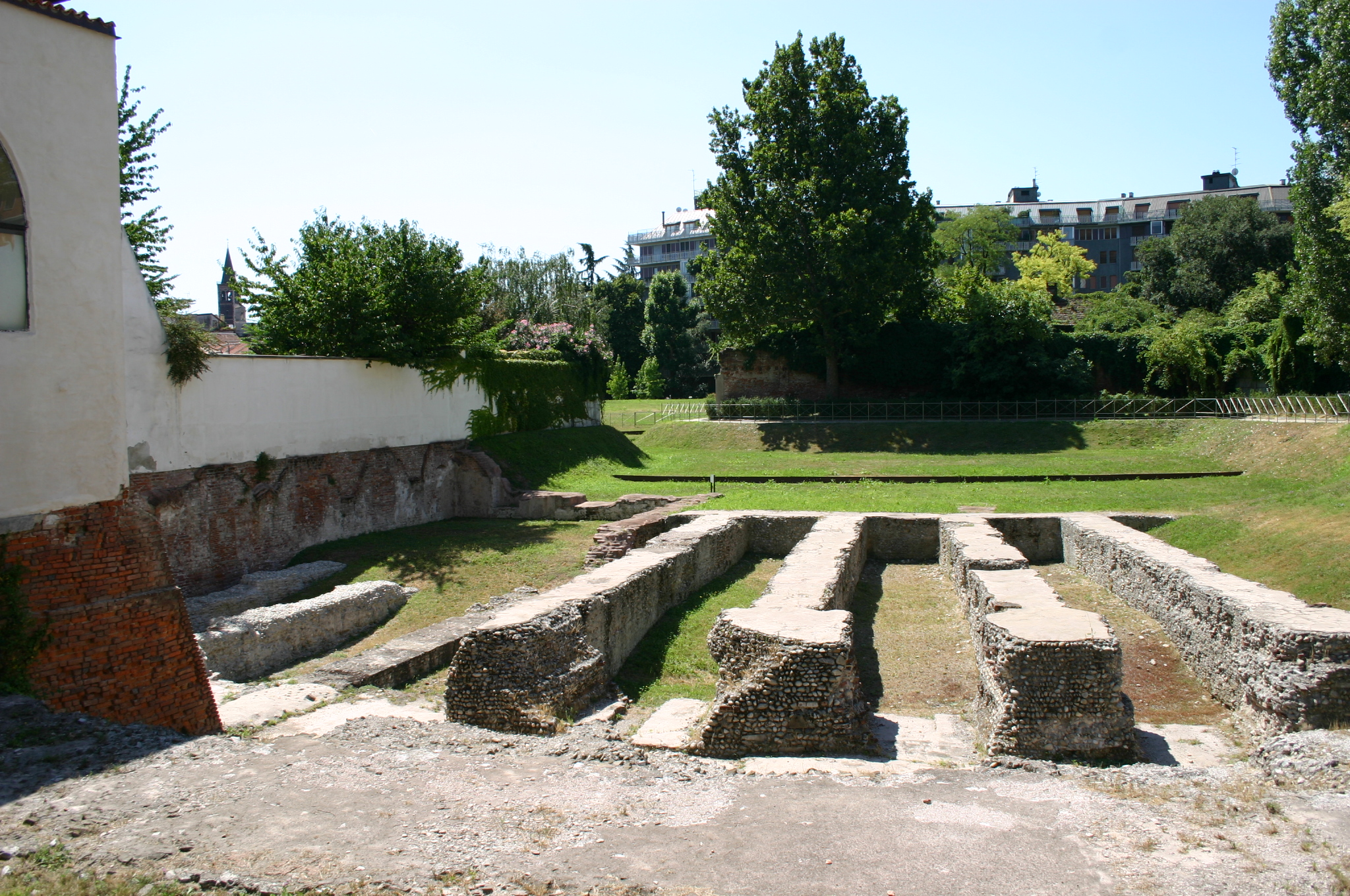
I resti dell'anfiteatro romano di Milano, risalenti alla fine del I secolo d.C. Era il terzo in capienza dell'Italia romana. Questi resti si trovano nel cortile dell'Antiquarium di Milano

Gallieno decise di posizionare questa unità proprio a Mediolanum, base ideale per la nuova "forza di intervento rapido", punto strategico equidistante da Roma e dal vicino limes romano settentrionale di Rezia e Norico. Si trattava di un'iniziativa resasi necessaria anche a causa della perdita degli Agri decumates, ovvero di una regione della provincia romana della Germania superiore comprendente l'area della Foresta Nera tra il fiume Meno, le sorgenti del Danubio e il corso del Reno superiore (corrispondente all'attuale Baden-Württemberg, stato federato della moderna Germania), che aveva portato i Germani a trovarsi più vicini alla penisola italica, centro del potere imperiale.
Sempre Gallieno fu costretto a tornare in Italia tra il 267 e il 268 per assediare a Mediolanum l'usurpatore Aureolo che, lasciata qui la cavalleria a vigilare sull'altro usurpatore Postumo, autoproclamatosi imperatore delle Gallie, che aveva tentato di farsi eleggere Augusto. Forse durante l'assedio Gallieno, uscito dalla sua tenda, fu assassinato a tradimento dal comandante della cavalleria dalmata, Cecropio. Alla congiura pare non fosse estraneo il suo successore Claudio II il Gotico, sebbene alcuni storici abbiano affermato che Gallieno morì in conseguenza a una brutta ferita riportata durante lo svolgersi dell'assedio. Tra gli organizzatori della congiura c'era anche il suo prefetto del pretorio Aurelio Eracliano.

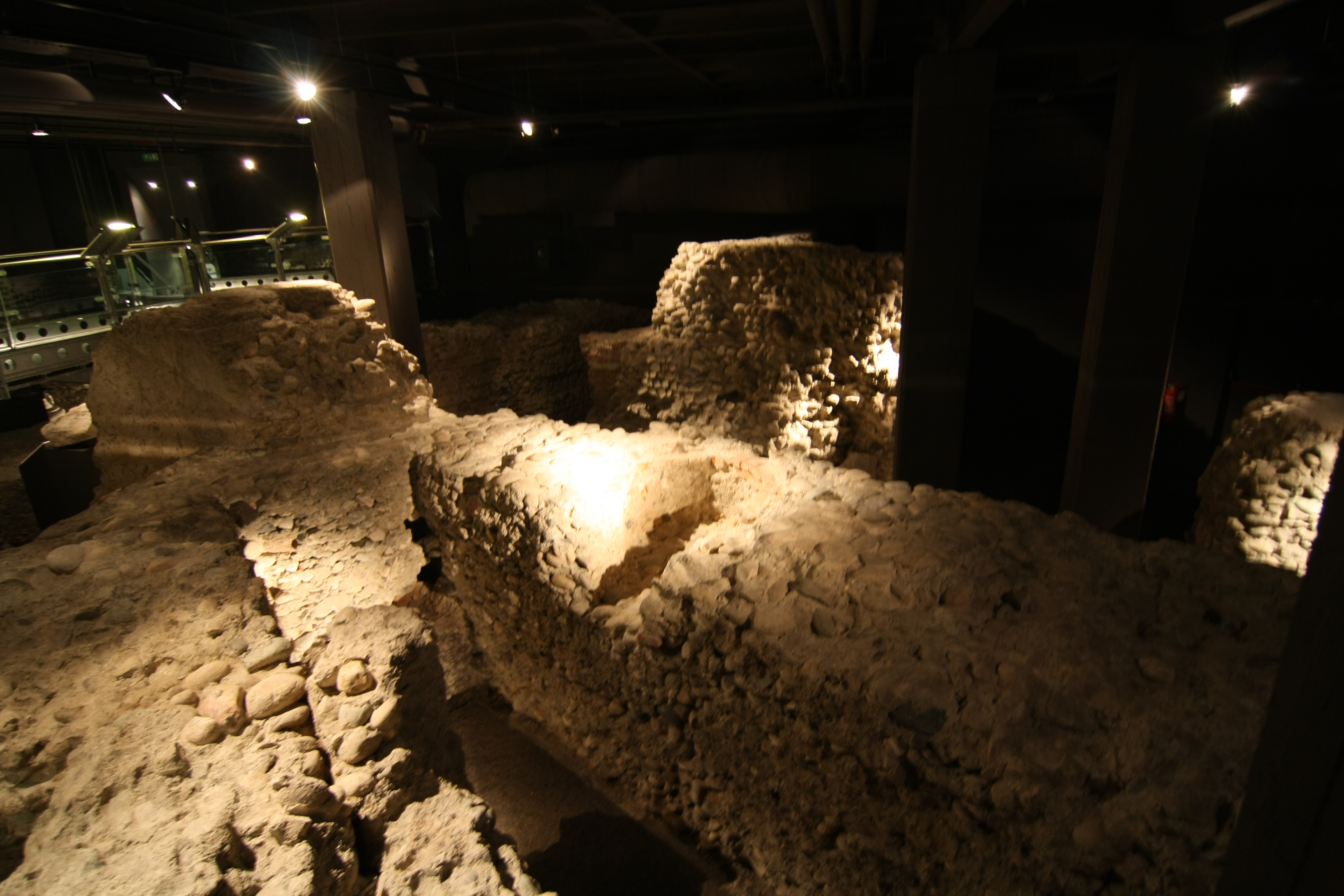
Resti del teatro romano di Milano, visitabili nel museo sensibile istituito nei sotterranei di Palazzo Turati presso la Camera di Commercio di Milano

Pochi anni più tardi l'imperatore Aureliano dovette affrontare una nuova invasione da parte delle genti germaniche dei Marcomanni, che avevano devastato i territori attorno a Mediolanum (nel 271), riuscendo poi a sconfiggerli ed a ricacciarli oltre confine, tanto che al termine della ristrutturazione di questo tratto di limes germanico-retico, ne fece il capoluogo della provincia di Aemilia et Liguria e sede di un ufficiale imperiale preposto a vigilare sul fronte occidentale, con quello orientale che era sorvegliato da Aquileia.
Mediolanum era difesa, oltre che da mura e torri, anche da quattro fortificazioni, tutte esterne alle mura, la più antica delle quali era conosciuta come Castrum Vetus, che si trovava nei pressi di Porta Ticinese romana.

Le principali strade romane in Italia

Gli altri castelli erano il Castrum Portae Novae, che si trovava nei pressi di Porta Aurea, che era detta anche Porta Nova, lungo il prolungamento del cardo fuori dalle mura cittadine (dall'altro lato del cardo, sempre fuori dalla cinta muraria, era presente il già citato Castrum Vetus), mentre lungo i prolungamenti esterni del decumano erano situati l'Arx Romana, appena fuori da Porta Romana, e il Castrum Portae Jovis, che sorgeva nei pressi di Porta Giovia, dove sarebbe poi sorto, in epoca medievale, il Castello di Porta Giovia, che fu poi trasformato nel moderno Castello Sforzesco. L'Arx Romana, in particolare, era situata sulla sommità di una piccola collina (arx, in latino, significa "rocca, "fortezza", ma anche "altura", "sommità", "luogo elevato").
L'ultima delle quattro fortificazioni che venne costruita fu il Castrum Portae Novae, che si trovava nei pressi, come già accennato, di Porta Nova. Dei quattro castelli non sono giunte sino a noi tracce archeologiche, ma solo menzioni nei documenti.

### Gli edifici pubblici e le infrastrutture
Nei pressi di Porta Giovia aveva origine la via Mediolanum-Verbannus, una strada romana consolare risalente a un periodo compreso tra la fine dell'era repubblicana e i primi decenni dell'età imperiale che congiungeva Mediolanum con il Verbannus Lacus (il Lago Verbano, ovvero con il Lago Maggiore).
Il trasporto terrestre sulla via Mediolanum-Verbannus era integrato con un'intensa viabilità acquatica che sfruttava i laghi lombardi, il fiume Olona e i suoi affluenti. Le vie d'acqua, in epoca romana, grazie alle chiatte, erano in grado di trasportare fino a 500 quintali di merce per ogni barcone che viaggiava su un canale artificiale e 300 su una chiatta fluviale, contro gli 8-20 di un carro che percorreva le strade terrestri.

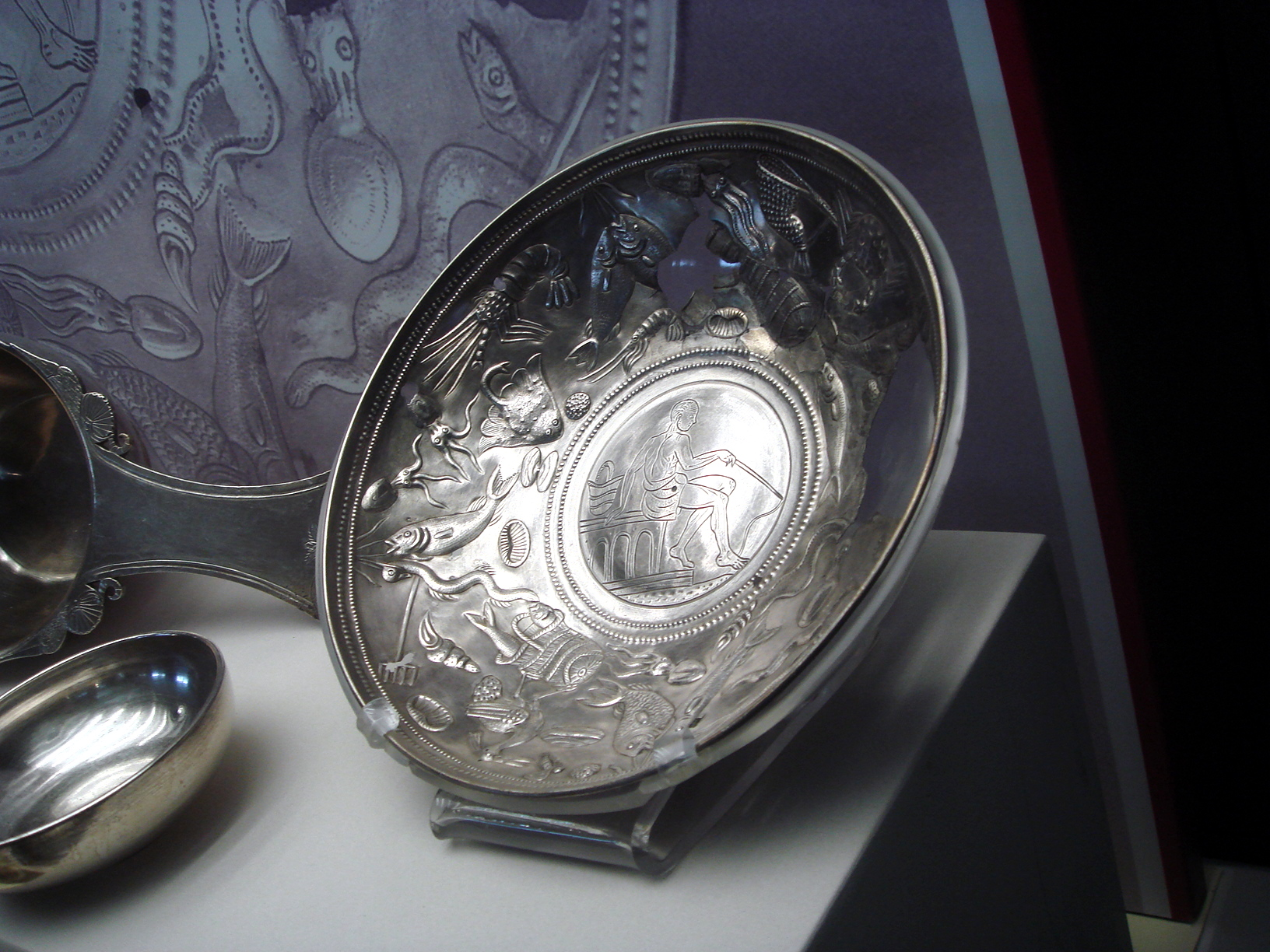
Piatto d'argento decorato a sbalzo con la figura incisa di un pescatore, circondata da pesci e molluschi marini. Probabilmente era destinato a servire il pesce. È conservato presso il Civico museo archeologico di Milano

Fu proprio per aumentare la sua capacità di trasportare merci, che gli antichi Romani deviarono il corso dell'Olona verso Mediolanum in modo che il fiume costeggiasse interamente la via Mediolanum-Verbannus fino alla città. Parte del tracciato della via Mediolanum-Verbannus, che fu in uso anche nel Medioevo e nei secoli successivi, fu ripreso da Napoleone Bonaparte per realizzare la moderna strada statale del Sempione.
Altre strade rilevanti che iniziavano o che attraversavano Mediolanum erano la via Mediolanum-Placentia (la cui estensione meridionale, che venne monumentalizzata con la realizzazione di portici e colonne, era chiamata via Porticata) che collegava Mediolanum (Milano) con Placentia (Piacenza) passando da Laus Pompeia (Lodi Vecchio), la via Gallica che iniziava a Mestracum e che terminava a Augusta Taurinorum, la via Regina, che collegava Mediolanum con la Valtellina passando da Comum, la via Mediolanum-Ticinum, che collegava la città con Ticinum (Pavia), la via Spluga, il cui percorso si sviluppava da Mediolanum e il passo dello Spluga, la via Mediolanum-Brixia, che collegava Mediolanum con Brixia (Brescia) passando anche da Cassianum (Cassano d'Adda), la via Mediolanum-Bilitio, che metteva in comunicazione Mediolanumcon Luganum (Lugano) passando da Baretium (Varese) e la via Mediolanum-Bellasium, che metteva in comunicazione Mediolanum con Bellasium (Bellagio).
Mediolanum si dotò di edifici importanti ed ebbe un grande anfiteatro (le rovine sono visitabili dalla sede della Soprintendenza Archeologica), con un'ellissi di 155 x 125 metri, il che lo rendeva il terzo anfiteatro romano per dimensioni, dopo il Colosseo e l'anfiteatro di Capua. Durante l'età flavia fu costruito uno dei due magazzini annonari romani di Milano, quello più antico. Degna di nota fu l'apertura, per la prima volta a Mediolanum, di un edificio destinato a coniare monete, la zecca di Mediolanum: venne inaugurata intorno al 260 sotto il governo dell'imperatore Gallieno qualche decennio prima che la città divenisse capitale dell'Impero romano d'Occidente.

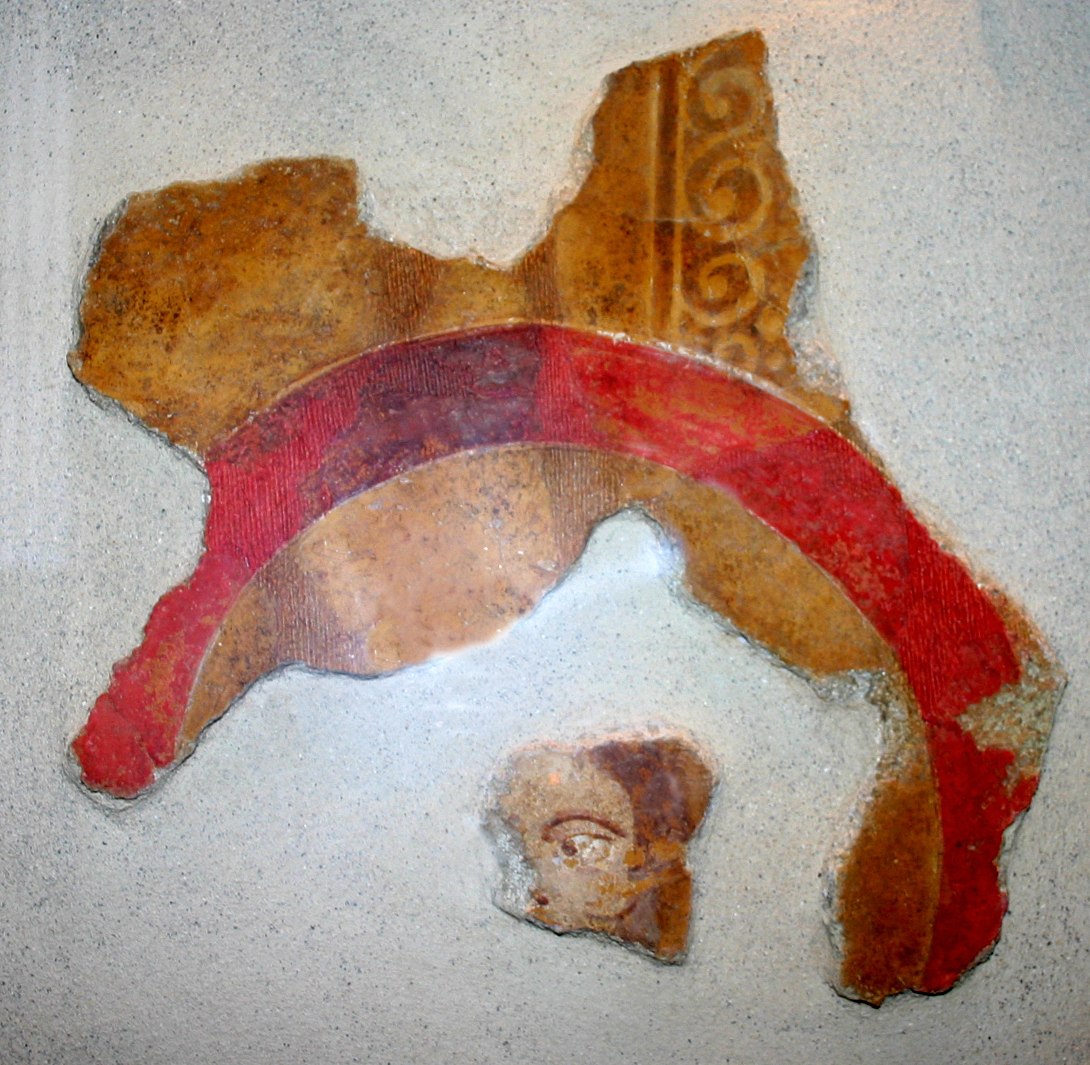
Frammenti di affresco romano del I-II secolo d.C., conservati nell'Antiquarium di Milano

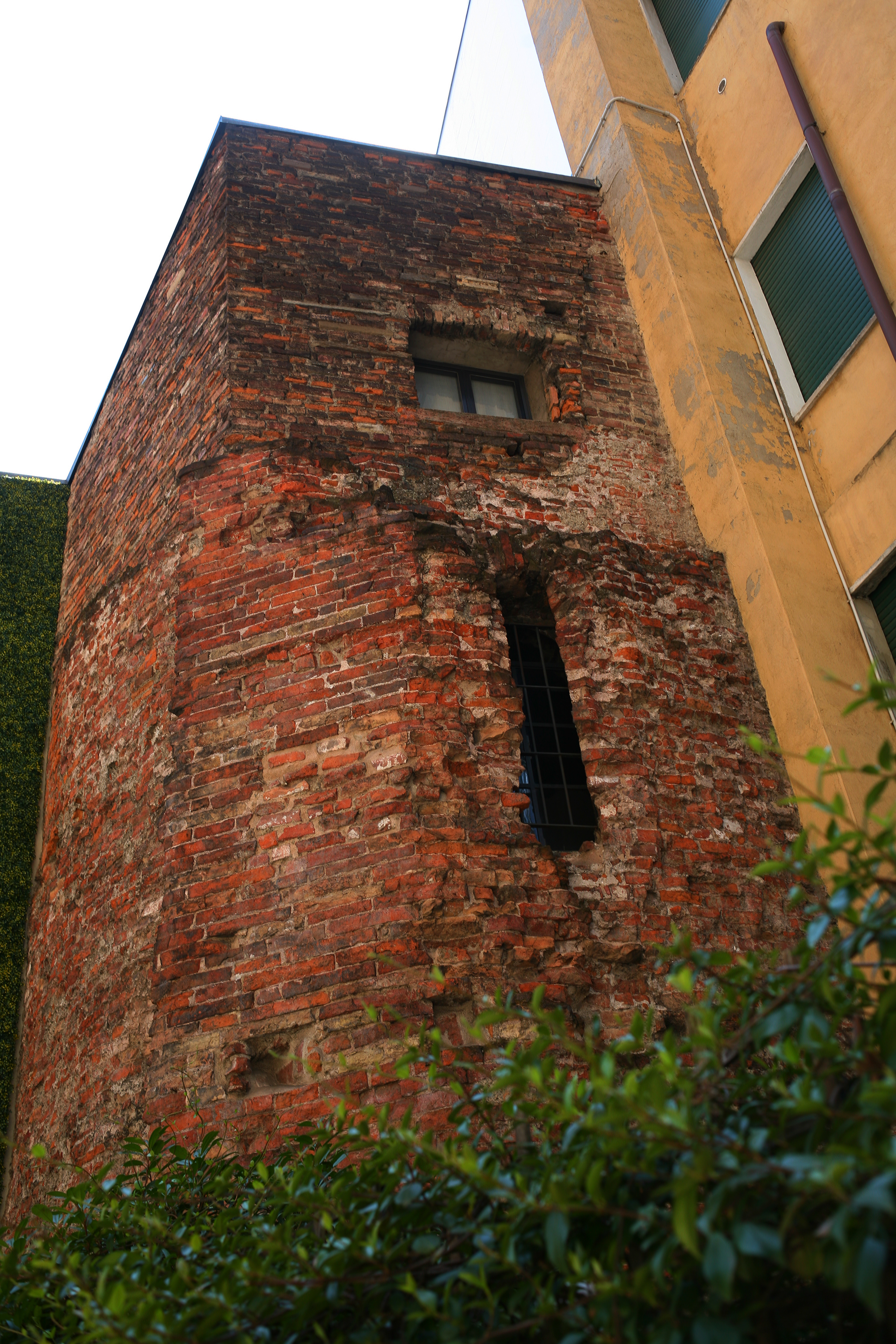
I resti di Porta Ticinese romana, che si trovano all'angolo di via Torino con via del Torchio, nei pressi del Carrobbio, e che sono conosciuti come Torre dei Malsani o Torraccia

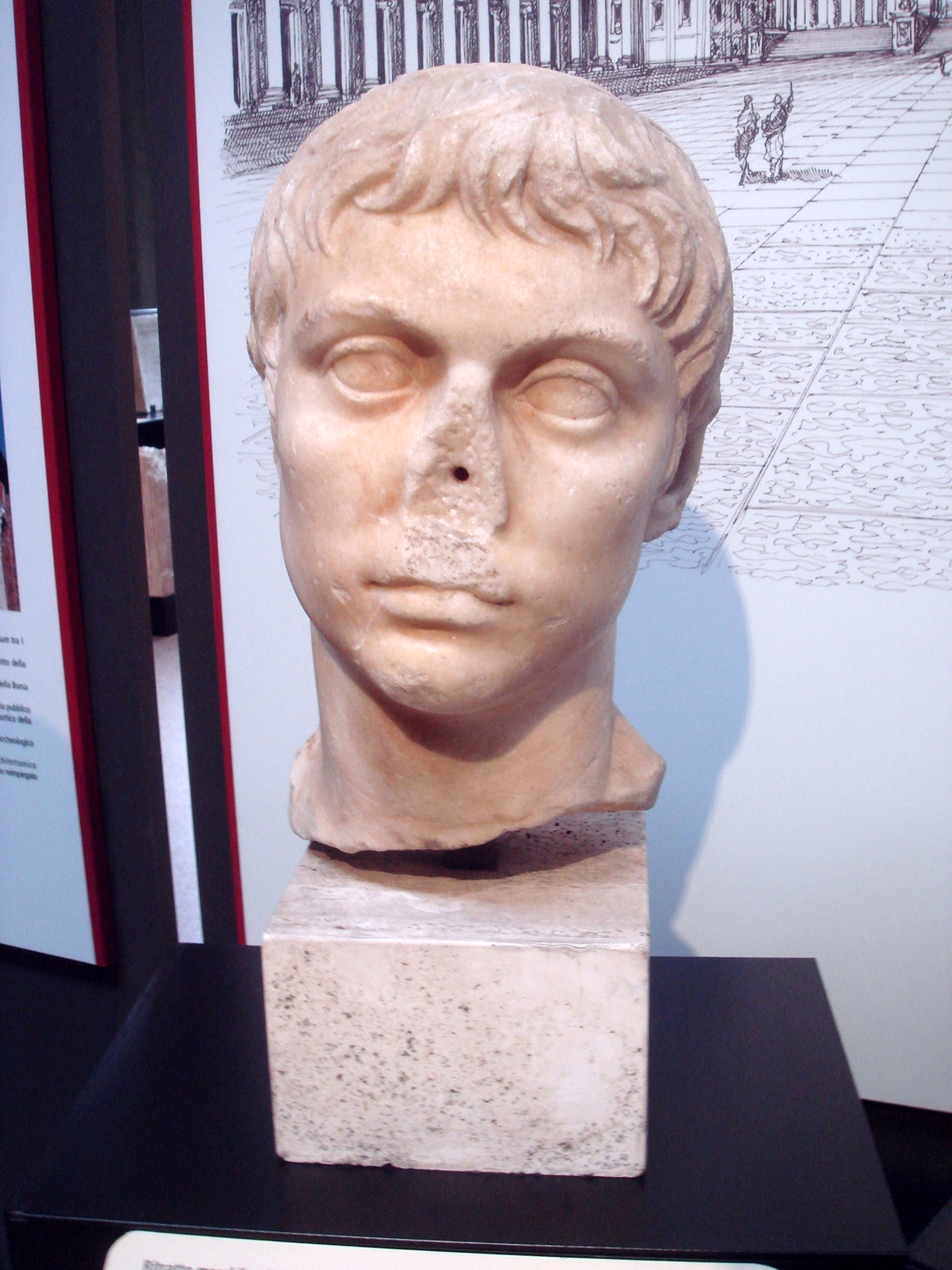
Ritratto romano di un princeps della dinastia giulio-claudia del I secolo d.C. conservato al Civico museo archeologico di Milano

Il Carcere Zebedeo, che era il più importante luogo di detenzione dall'antica Mediolanum, deve forse il nome a un giudice ministro di Massimiano, imperatore che ordinò, tra l'altro, l'incarcerazione di sant'Alessandro martire. Questo luogo di detenzione, prima della promulgazione dell'editto di Milano, che concesse la libertà di culto ai cristiani, era comunemente usato per incarcerare (in cippo constricti) i seguaci di questa religione. Qui furono infatti anche rinchiusi Carpoforo, Essanto, Cassio, Severino, Secondo e Licinio, sei soldati romani della Legione Tebea martirizzati durante il regno dell'imperatore Massimiano.
Il Carcere Zebedeo, simbolo delle persecuzioni contro i cristiani, fu demolito poco dopo l'editto di Milano, che fu promulgato nel IV secolo d.C., nell'anno 313. Sullo stesso luogo dove un tempo sorgeva il Carcere Zebedeo fu costruita, nel V secolo d.C., una primigenia chiesa dedicata a sant'Alessandro, edificio religioso che diverrà poi di riferimento di una delle più antiche parrocchie di Milano. In seguito questa prima chiesa di Sant'Alessandro fu demolita, unitamente alla vicina chiesa di San Pancrazio, per poter permettere la costruzione della moderna chiesa di Sant'Alessandro in Zebedia, che prende la seconda parte del nome, in Zebedia, proprio dall'antico carcere romano.
Davanti alle mura romane di Milano, tra le moderne via del Bottonuto e via San Clemente, in corrispondenza della moderna via Larga, si estendeva una banchina portuale affacciata ad un laghetto, lungo il quale scorreva il Seveso, di cui rappresentava un allargamento, che consentiva l'attracco di piccole imbarcazioni. Il porto fluviale romano di Milano, questo il suo nome, venne in seguito prosciugato e fu realizzata una fossa di scolo delle acque di scarico e dei rifiuti, chiamata butinucum, che diede poi il nome al quartiere Bottonuto. Restò il ricordo di tale laghetto nel nome della via Poslaghetto, strada scomparsa negli anni cinquanta del XX secolo per fare posto alla Torre Velasca. Il laghetto fu realizzato modificando opportunamente una laguna paludosa naturale formata da un'ampia ansa naturale del Seveso. Questo fu il primo porto fluviale di Milano: esso era in comunicazione, tramite la Vettabbia, con il Lambro, quindi con il Po e infine con il mare.
L'abitato di Mediolanum in epoca imperiale si espanse ben al di fuori delle mura romane realizzate da Augusto, arrivando a lambire la moderna Cerchia dei Navigli stradale. A Mediolanum esisteva anche un tempio pagano dedicato alla dea Vesta, convertito poi in un luogo di culto cattolico, la chiesa di San Carpoforo, che è giunta sino a noi. A Mediolanum erano probabilmente presenti, come a Roma, il Catabulum, ovvero una sorta di sede delle "Poste Centrali", e il Tabularium, che invece rivestiva la funzione di archivio di Stato. La loro presenza è stata soltanto ipotizzata perché non ne sono state trovate tracce archeologiche.

### Aspetti sociali

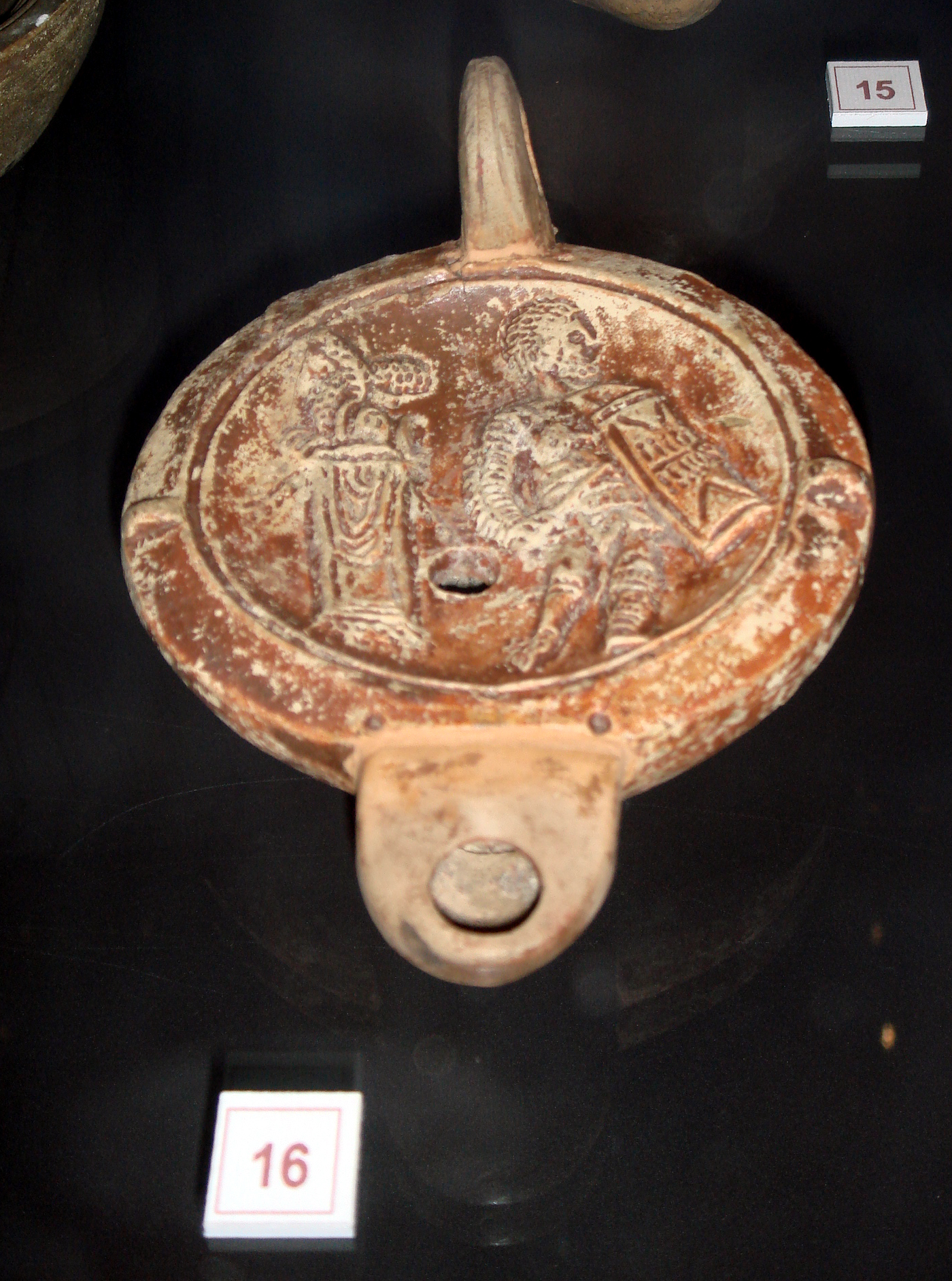
Lucerna ad olio in terracotta del I-II secolo d.C., decorata con una figura di gladiatore in rilievo, e conservata nell'Antiquarium di Milano

A Mediolanum erano probabilmente anche presenti il Forum Boarium, ovvero il mercato della carne, e il Forum Holitorium, cioè il mercato della verdura e della frutta (quest'ultimo forse sorgeva nello stesso luogo del Verziere, ovvero dello storico mercato ortofrutticolo milanese attivo almeno fin dal XVI secolo): anche in questo caso non ne sono stati trovati resti archeologici. Con certezza siamo a conoscenza che di fronte alle porte cittadine, soprattutto Porta Giovia e Porta Vercellina, fossero costantemente presenti facchini e trasportatori, che erano riuniti in una corporazione molto potente.
Il commercio era molto attivo, soprattutto quello ambulante. Molti commercianti erano concentrati in alcune strade specifiche, come i librai e i calzolai, che si trovavano perlopiù in una via chiamata Argiletum, visto che condividevano la materia prima per realizzare i propri manufatti: il cuoio. L'Argiletum si trovava probabilmente in corrispondenza della moderna via Santa Margherita, dato che anche nel Medioevo, in quest'ultima, erano concentrati i calzolai e i librai di Milano.
I venditori ambulanti vendevano principalmente libri usati, vino e cibo di strada caldo. Per strada erano anche presenti i garzoni dei salumieri, che vendevano la merce dei loro padroni, con i mercanti di stuoie e tappeti che si posizionavano lungo il ciglio delle strade con il medesimo obiettivo. Le calzature fabbricate a Mediolanum, di foggia celtica, erano apprezzate anche Roma.

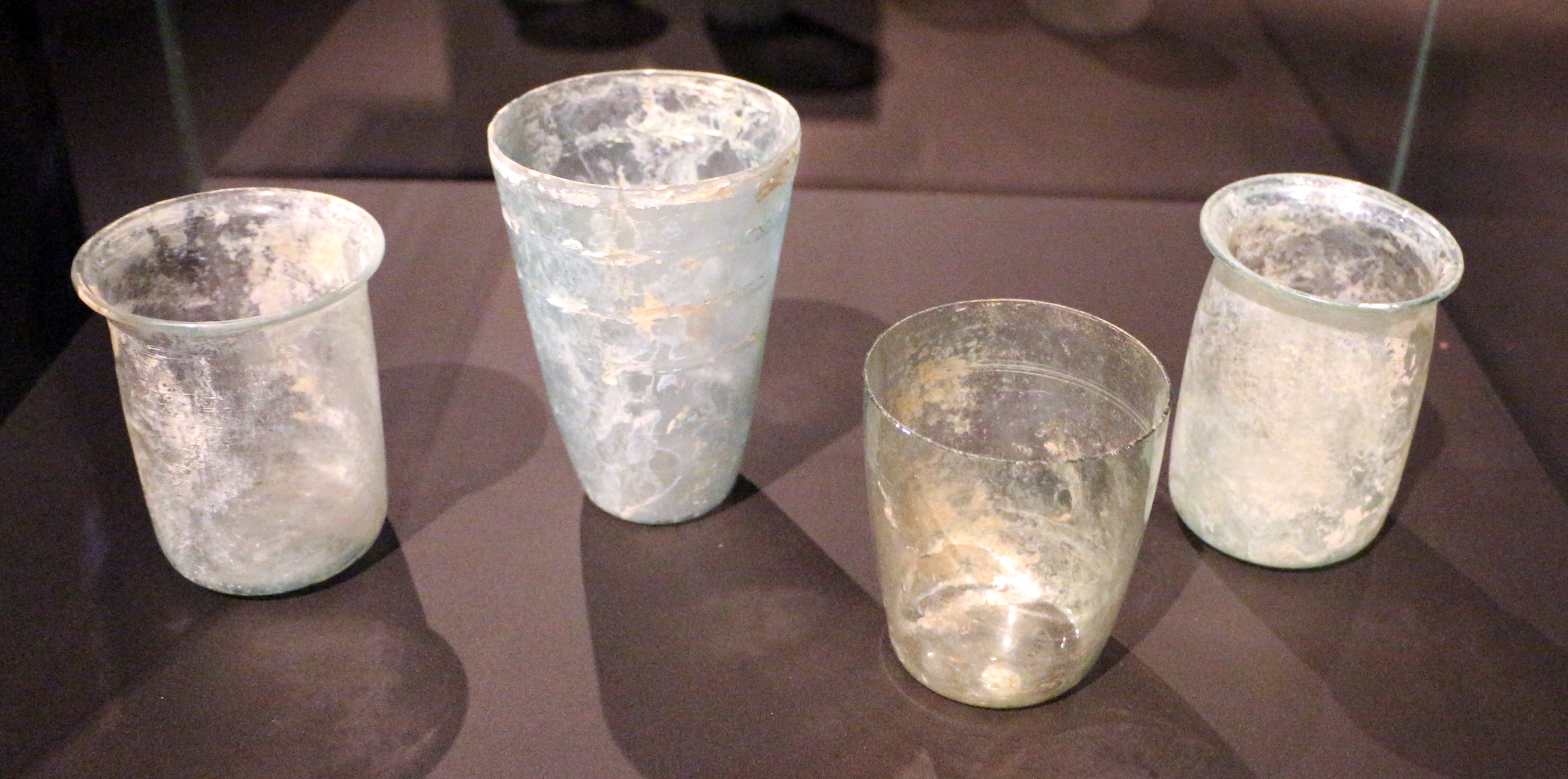
Bicchieri di vetro d'epoca romana risalenti a un periodo compreso tra il I e il IV secolo d.C. conservati al Civico museo archeologico di Milano

Per quanto riguarda l'artigianato, a Mediolanum erano diffuse la attività manifatturiere tipiche delle regioni celtiche, ovvero quelle di produzione di bronzi, calzature, armi e stoffe, nonché gli artigiani che realizzavano carrozze e calessi. Le fonderie erano invece situate fuori dalle mura cittadine, visto il pericolo di incendi e la presenza abbondante di acqua nelle campagne circostanti a Mediolanum. Le merci che venivano importate a Mediolanum erano principalmente il papiro per le pergamene, il vetro, le ceramiche, le pietre da costruzione, il sale e le spezie.
A Mediolanum era cospicua la presenza di barbari romanizzati, a cui si aggiungeva la consistente comunità autoctona celtica. La presenza di queste culture portarono gli usi e i costumi della città a essere meno conformi alla cultura romana autentica: quest'ultima, a Mediolanum, fu infatti contaminata da elementi celtici e barbari. Erano infatti relativamente diffuse case in legno e paglia, un tempo costituenti la Mediolanum celtica, mentre nell'alimentazione l'olio di oliva era sostituito dal burro. Nel vestiario erano privilegiati i pantaloni in luogo della tipica tunica romana, e le calzature celtiche il luogo di quelle romane.
Anche le sepolture erano influenzate dai precedenti riti celtici, così come le strade, che erano perlopiù glareate, ovvero con il manto stradale in ciottoli battuti, in luogo del rivestimento in pietra delle classiche strade romane. Molte famiglie celtiche romanizzate, diventate poi importanti gens di Mediolanum, ebbero ruoli di rilievo nella vita sociale e politica della città: tra esse ci furono la gens Novella e la gens Albucia, che spiccarono particolarmente sulle altre.

## Mappa delle mura e delle porte di Mediolanum

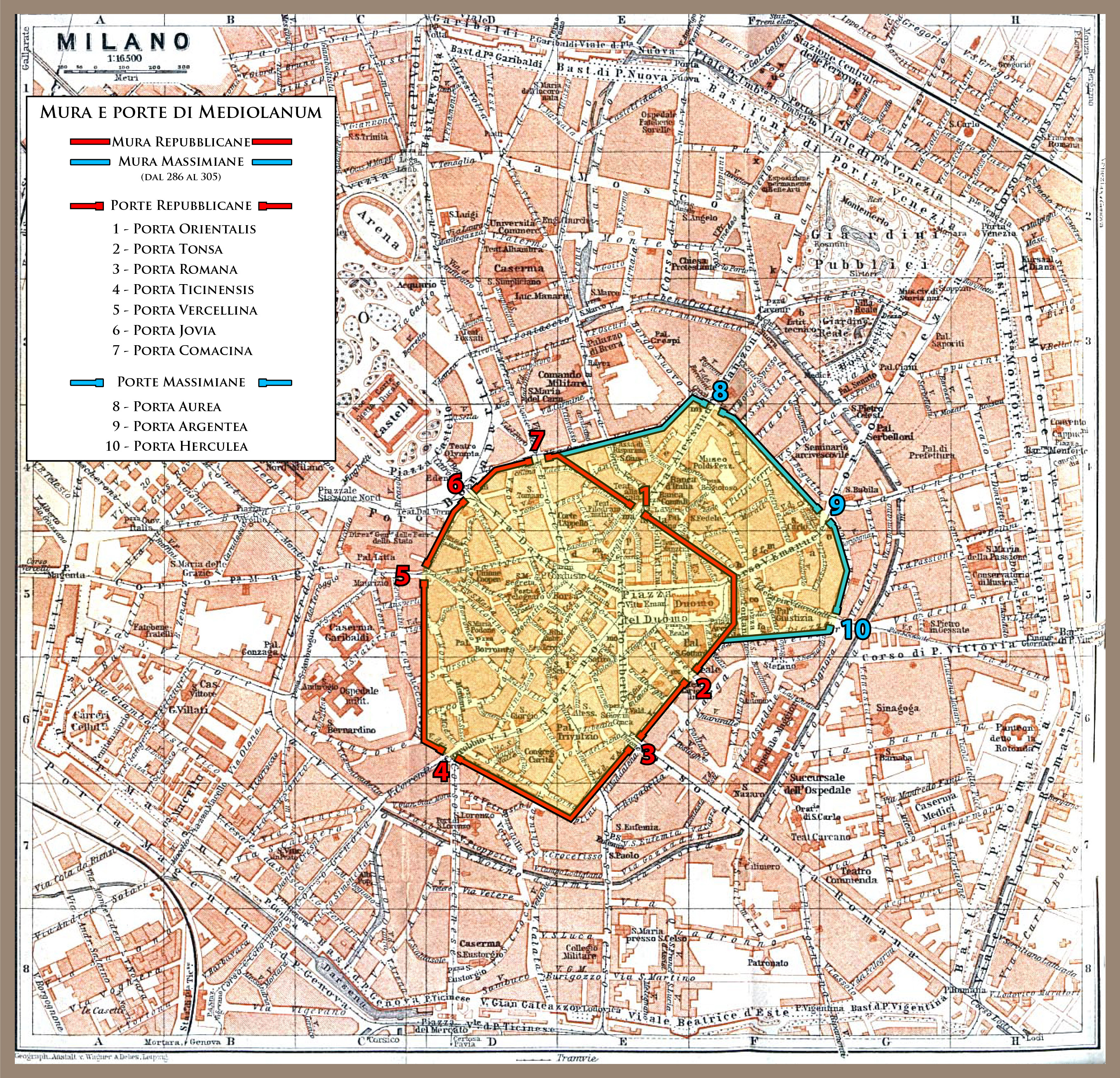
Il tracciato delle mura romane di Milano, con relative porte, riportato su una mappa moderna di Milano. In rosso il tracciato delle mura repubblicane, in azzurro quello della loro estensione realizzata in epoca massimiana

## Epoca tardo imperiale

### Mediolanum diventa capitale imperiale

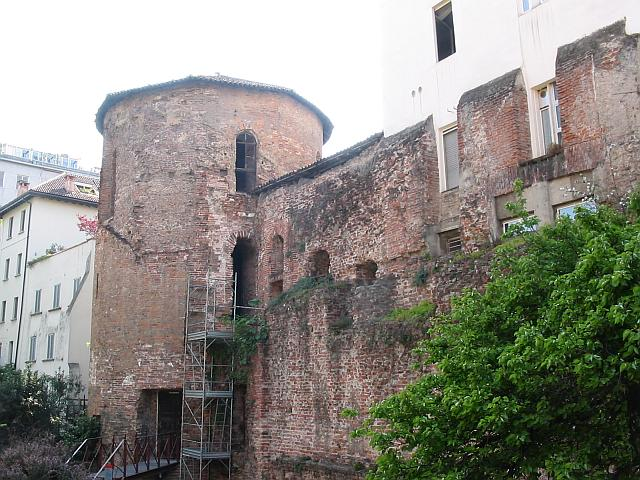
Mura della Milano romana di epoca tardo imperiale, costruite durante la tetrarchia dall'Imperatore Massimiano. Si trovano all'interno del cortile del Civico museo archeologico di Milano

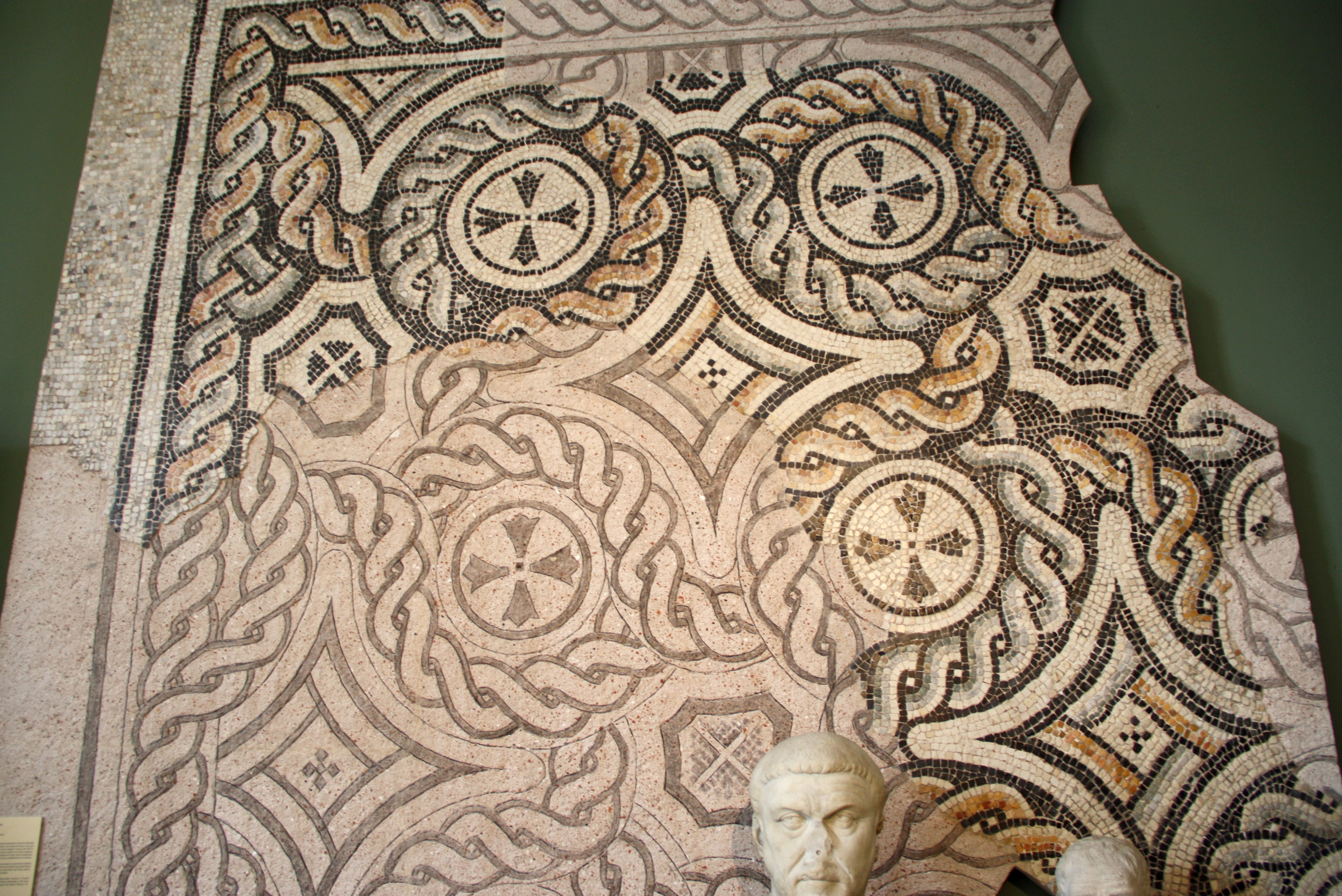
Mosaico romano risalente al IV secolo d.C. che è conservato presso il Civico museo archeologico di Milano

Quando Diocleziano decise di dividere l'Impero romano in due, scelse per sé l'Impero romano d'Oriente, con capitale Nicomedia, mentre il suo "collega" Massimiano si mise a capo dell'Impero romano d'Occidente scegliendo come residenza e capitale de facto Mediolanum (286 d.C.: la capitale de jure dell'impero rimaneva infatti Roma). In questa occasione il nome della città fu cambiato in Aurelia Augusta Mediolanum. Entrambi gli imperatori entrarono trionfalmente a Mediolanum su un cocchio, con Diocleziano che si riservò l'appellativo di Giovio (da cui il nome di Porta Giovia) e Massimiano quello di Erculeo (da cui il nome di Porta Erculea). Sappiamo inoltre che nell'inverno tra il 290 e il 291 i due Augusti si incontrarono nuovamente a Mediolanum.
Dopo l'abdicazione di Massimiano (306) avvenuta nello stesso giorno in cui Diocleziano rinunciò al trono, vi fu una serie di guerre di successione nel corso delle quali in pochi anni molti dei contendenti risiedettero a Mediolanum: prima Flavio Severo nel 307, che preparò la spedizione contro Massenzio, poi Massenzio stesso, che era in lotta contro Costantino, e infine Costantino, reduce dalla vittoria contro Massenzio, che scelse Mediolanum per stringere un'alleanza con Licinio nel febbraio del 313, rafforzata poi dal matrimonio di quest'ultimo con sua sorella, Flavia Giulia Costanza.
Quando Mediolanum divenne capitale dell'Impero romano d'Occidente, vennero predisposti molti lavori edilizi per abbellire e ingrandire la città. Ecco cosa ci racconta Ausonio della Mediolanum del 390:
(Ausonio, Ordo urbium nobilium, VII.)

### Gli edifici pubblici e le infrastrutture

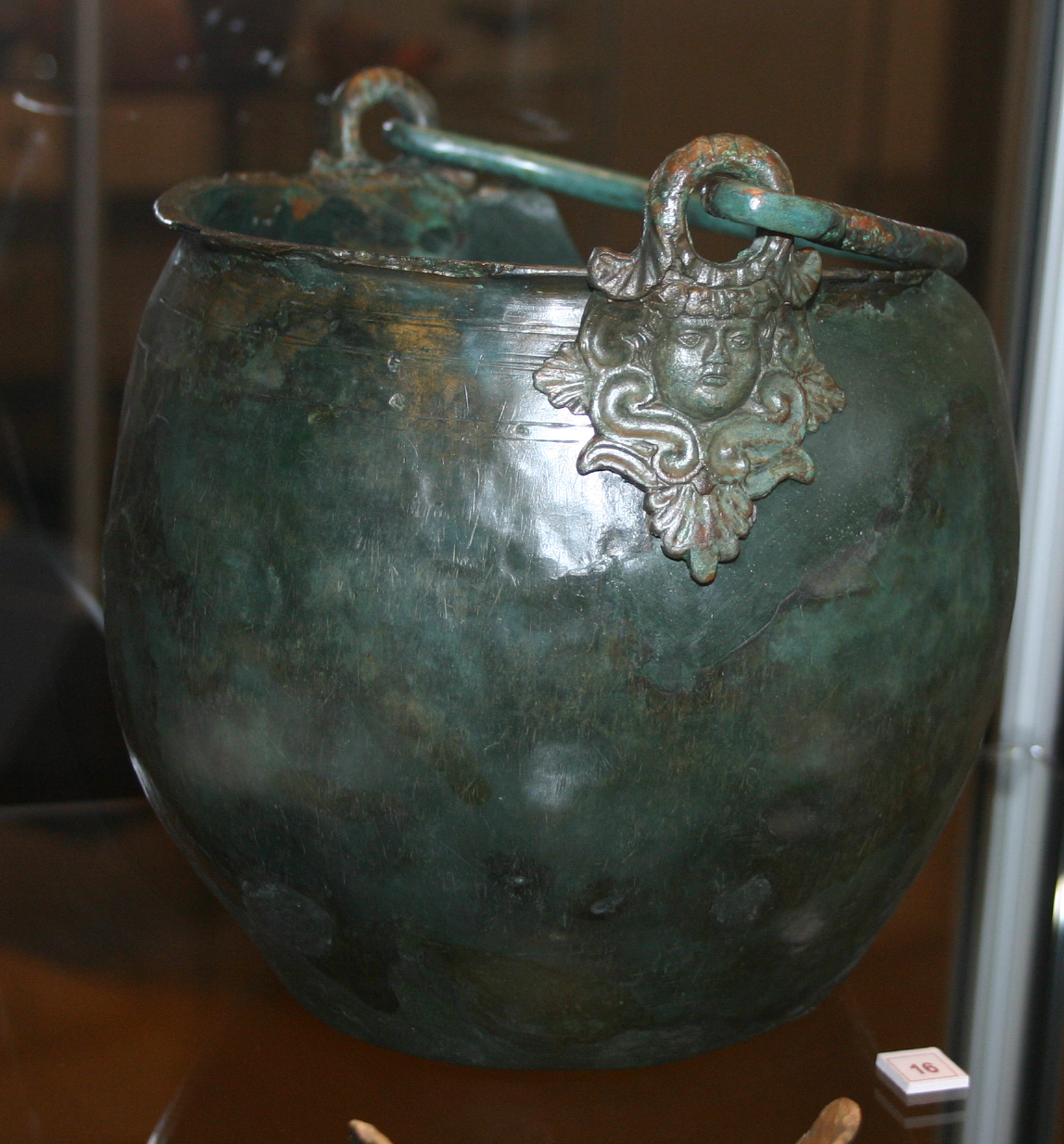
Paiolo romano in bronzo, conservato nell'Antiquarium di Milano

Massimiano abbellì Mediolanum con vari monumenti, tra cui le Terme Erculee (che presero la denominazione dal suo epiteto) e un grande circo (450 x 85 m: i circhi erano relativamente rari in Italia, e nel Nord Italia ve ne erano solo due, entrambi dovuti a Massimiano, uno a Milano e uno ad Aquileia).
Una parte considerevole della città era riservata ai palazzi imperiali, che erano residenza dell'imperatore e della sua corte, e che comprendevano i palazzi di rappresentanza e gli uffici amministrativi. Quest'area occupava la parte della città compresa tra il circo ed il foro. Come di consuetudine i palazzi avevano un accesso diretto al circo, in modo che l'imperatore potesse recarvisi senza uscire per strada. Massimiano fece costruire anche il proprio mausoleo, il Mausoleo imperiale di Milano, identico a quello di Diocleziano a Spalato).
In epoca tardo imperiale, quando Mediolanum divenne capitale dell'Impero romano d'Occidente (286 d.C.), l'imperatore Massimiano ampliò la cinta muraria, che raggiunse così la lunghezza di quattro chilometri e mezzo, arricchendola di numerose torri. Le mura correvano così dall'attuale Foro Bonaparte (la denominazione della vicina chiesa di San Giovanni sul Muro indica che l'edificio poggiasse sulle mura romane), dove si apriva Porta Vercellina per poi contornare il circo scendendo a sud, ripiegando poi verso est e passando per il successivo Carrobbio.
Le mura proseguivano poi fino ai pressi di piazza Missori (qui vi era Porta Romana), risalivano fino a Porta Argentea (per Bergamo, vicino all'attuale piazza San Babila), poi piegavano ancora a nord per raggiungere Porta Erculea (in fondo all'attuale corso Venezia, chiamata così, come già accennato, in onore di Massimiano). Le mura tornavano poi ad ovest verso Foro Bonaparte toccando Porta Cumana e Porta Giovia (in onore di Diocleziano). Con l'estensione delle mura, la superficie di Mediolanum raggiunse i 100 ettari (1 km²).

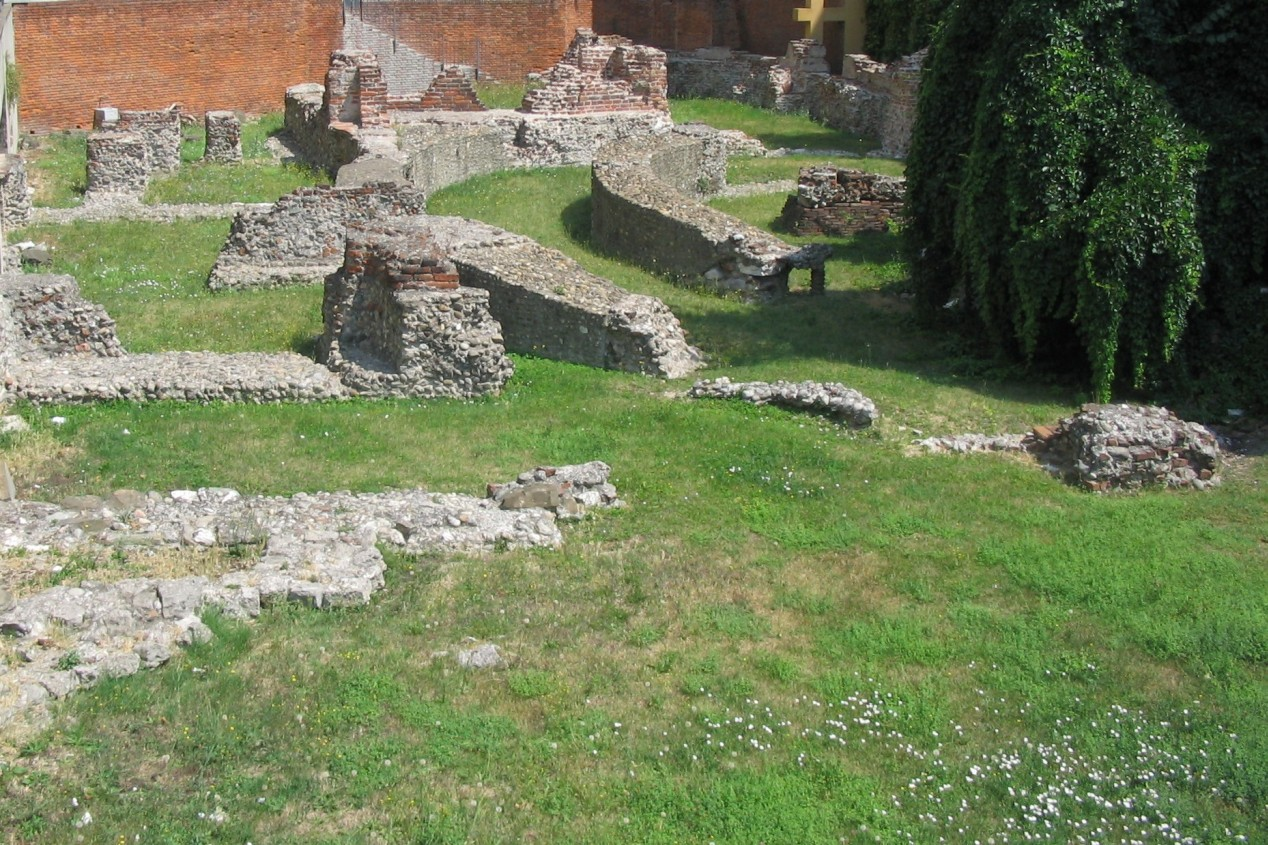
I resti del palazzo imperiale di Milano, costruito da Massimiano. Si trovano in via Brisa

Con l'ampliamento delle mura cittadine vennero realizzate tre nuove porte:
- Porta Argentea (lat. Porta Argentea), situata dove ora è presente la moderna via San Paolo. Prendeva il nome dall'argento. Quest'ultimo, ai tempi degli antichi Romani, si estraeva in miniere situate in varie parti dell'impero, dall'Iberia all'Asia Minore, dalla Britannia a Cipro, ecc. L'elettro, che è una lega d'oro e d'argento, metalli che quando sono miscelati sono separabili con fatica, può essere invece ottenuta sia artificialmente che in natura da miniere che sono concentrate soprattutto in Asia Minore, ovvero a est dell'Italia. Per tale motivo, alla porta cittadina più orientale della Milano romana, fu dato il nome di "Porta Argentea", mentre al varco murario situato perpendicolarmente, forse con un richiamo all'impossibilità di separare i due metalli in epoca romana (il processo chimico per separarli fu ideato infatti nel 1887), fu data la denominazione di "Porta Aurea" (lat. aurum = it. "oro").
- Porta Aurea (lat. Porta Aurea o Porta Nova), situata dove ora è presente la moderna via Manzoni. Prende i suoi due nomi, rispettivamente, perché fatta erigere lungo il "nuovo" perimetro di mura e per il fatto che si trovasse, come già accennato, perpendicolarmente alla Porta Argentea. Inoltre, da Porta Aurea, usciva la via Spluga, strada che era anche chiamata anche via Aurea perché conduceva al passo dello Spluga, il cui nome latino è Cunus Aureus. In epoca romana il passo dello Spluga era conosciuto con il nome di Cunus Aureus ("punto d'oro") perché in questo periodo storico, lungo l'arco alpino compreso tra il versante ligure e il fiume Ticino, si estraeva l'oro in miniere ricavate nei massicci montuosi, che erano spesso costituite da grotte e caverne naturali. Come per Porta Orientale, di cui rappresentava uno "spostamento" verso est, anche da Porta Aurea dipartivano verso oriente la via Gallica, che collegava Gradum (Grado) con Augusta Taurinorum (Torino), la via Spluga, il cui percorso si sviluppava tra Mediolanum e il passo dello Spluga e la via Mediolanum-Brixia.
- Porta Erculea (lat. Porta Herculea), situata dove ora è presente la moderna via Durini. Deriva il nome da Erculeo, epiteto dell'imperatore Massimiano.

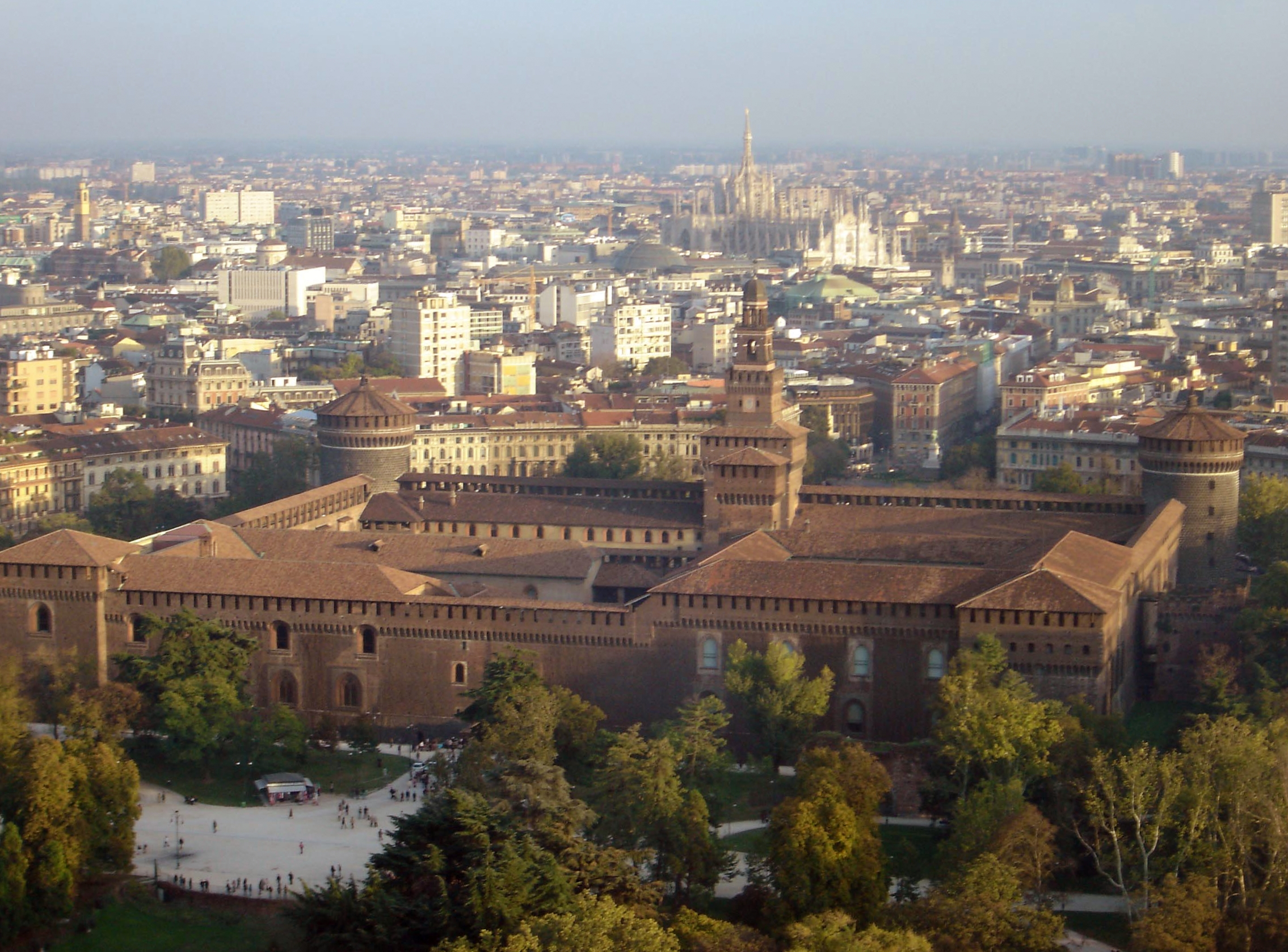
Il Castello Sforzesco di Milano, che sorge nello stesso luogo del medievale Castello di Porta Giovia, di cui rappresenta un ampliamento, e del precedente Castrum Portae Jovis romano

Le mura cittadine erano lambite da un fossato allagabile esterno (corrispondente ai già citati Grande Sevese e Piccolo Sevese) e quindi le porte (oltre che essere fornite di torri) possedevano un ponte che attraversava questo corso d'acqua. Le quattro fortificazioni citate in precedenza, il Castrum Vetus, il Castrum Portae Novae, l'Arx Romana e il Castrum Portae Jovis, erano, come già accennato, esterne alle mura ed erano lambite da un secondo fossato allagabile, il refossum, che correva più esterno al primo, il quale, invece, costeggiava le mura.
Il refossum diede poi forse origine al fossato delle mura medievali di Milano, costruite in seguito: questo fossato, tra il XIV e il XV secolo, fu reso navigabile trasformandosi nella Cerchia dei Navigli.
Mediolanum venne dotata, inoltre, di un reticolato di strade lastricate. Da questo momento, per la parte occidentale dell'Impero, la corte rimase stabilmente a Mediolanum. Nei pressi del moderno Castello Sforzesco era situato, come già accennato, il Castrum Portae Jovis, che iniziò a rivestire, a partire dal 286, quando Mediolanum diventò capitale dell'Impero romano d'Occidente, anche la funzione di Castra Praetoria, ovvero di caserma dei pretoriani, reparto militare che svolgeva compiti di guardia del corpo dell'imperatore.
Tale zona era quindi il "Campo Marzio" di Mediolanum, ovvero l'area consacrata a Marte, dio della guerra, che era utilizzata per le esercitazioni militari. Si era anche proceduto alla costruzione di un secondo magazzino annonario romano di Milano (un'annona militaris, ovvero un magazzino per l'approvvigionamento militare) forse risalente ai tempi di Gallieno o più probabilmente di Massimiano.

### Piantina delle Terme Erculee

Piantina delle Terme Erculee di Mediolanum (la moderna Milano) sovrapposta al reticolo stradale attuale, dove sono evidenziati i resti archeologici delle mura e dei pavimenti

### La Mediolanum paleocristiana

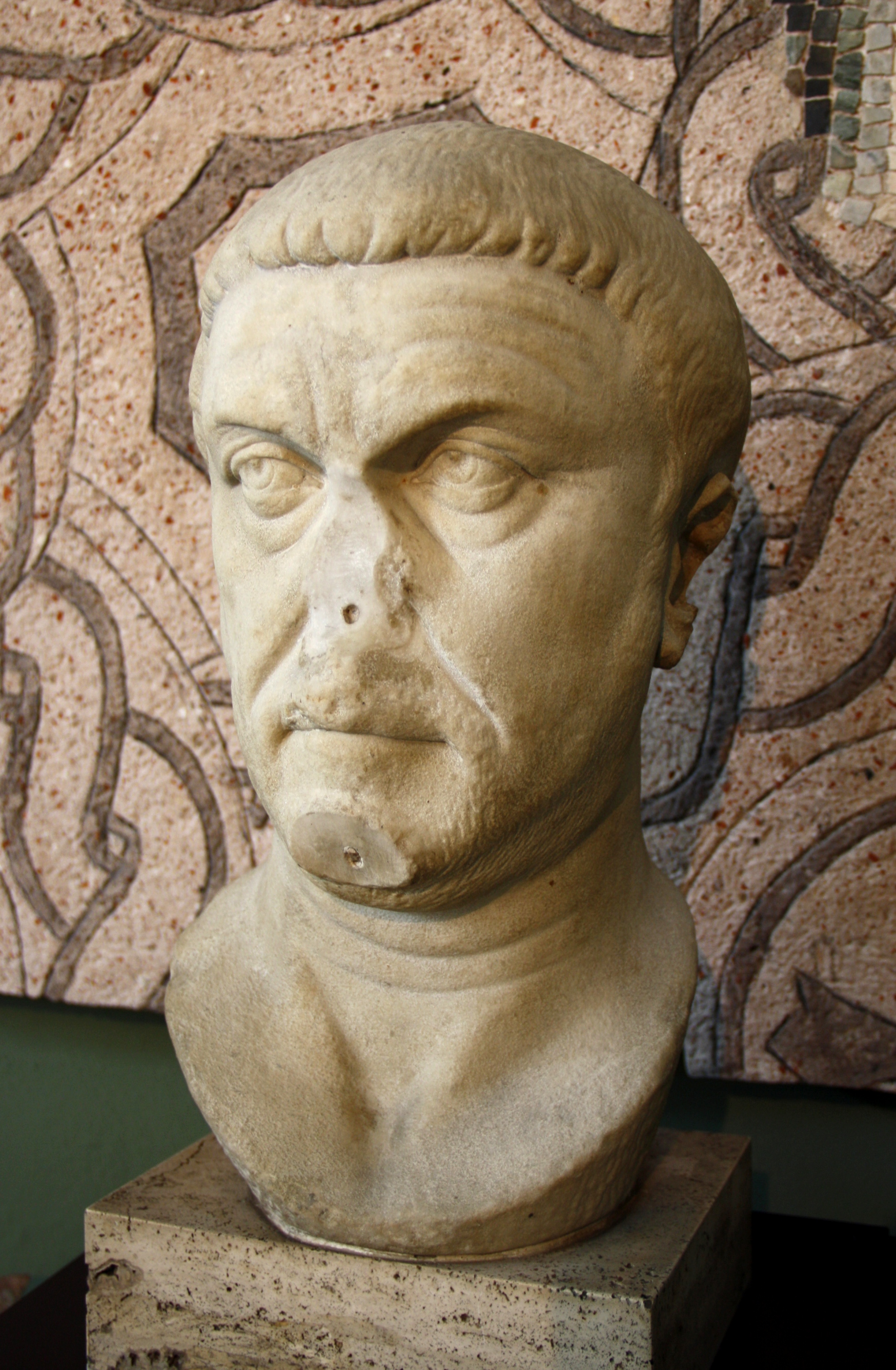
Busto di Massimiano, che fece di Milano la capitale dell'Impero romano d'Occidente. È conservato presso il Civico museo archeologico di Milano

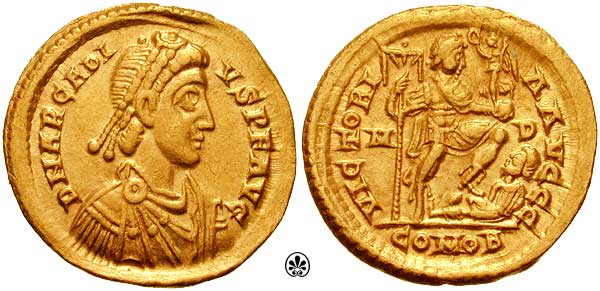
Solido raffigurante Arcadio, proveniente dalla zecca di Mediolanum

A Mediolanum, nel 313, Costantino si accordò con Licinio per consentire, con l'editto di Milano, la pratica del culto cristiano, le cui prime cellule milanesi risalgono al II secolo d.C. Sempre Costantino trascorrerà alcuni brevi periodi in città nell'ottobre del 315 (per occuparsi dell'eresia Donatista) e nel 326 (prima di recarsi a Roma per i Vicennalia). Sempre in questo periodo l'Italia a nord dell'Arno fu soggetta ad un vicario dell'Annona, il cui ruolo era di mantenere la corte imperiale, le milizie civili e quelle militari al seguito, che dalle retrovie potesse essere di sostegno al vicino limes danubiano.
Tra il 340 e il 348 il terzo erede di Costantino, Costante I, soggiornò più volte a Mediolanum, come tra il 342 e il 343, quando vi ricevette il vescovo Atanasio di Alessandria. Nel 352 Costanzo II, dopo aver cacciato Magnenzio da Aquileia ed averlo forzato a tornare in Gallia, si recò a Mediolanum, dove abrogò con un editto le decisioni prese dal citato usurpatore. Nella città Costanzo II trascorse alcuni periodi della sua vita negli anni successivi, come nell'inverno tra il 352 al 353 (quando prese in moglie Eusebia), nel 354 (quando vi si recò al termine di una vittoriosa campagna contro gli Alemanni) e nel 355. Nel 355 a Mediolanum si unirono in matrimonio il Cesare Flavio Claudio Giuliano ed Elena. Costanzo tornò a Mediolanum fino alla primavera del 357, poi non vi fece più ritorno. Durante il regno di Costanzo II fu promulgato a Mediolanum un editto che proibiva il culto pagano: conseguentemente, iniziarono le persecuzioni contro questa religione.
Nel 355 fu convocato da Costanzo II il concilio di Milano, di natura scismatica, allo scopo di condannare la dottrina trinitarista in favore dell'arianesimo: al termine del concilio l'arianesimo venne dichiarato eresia.

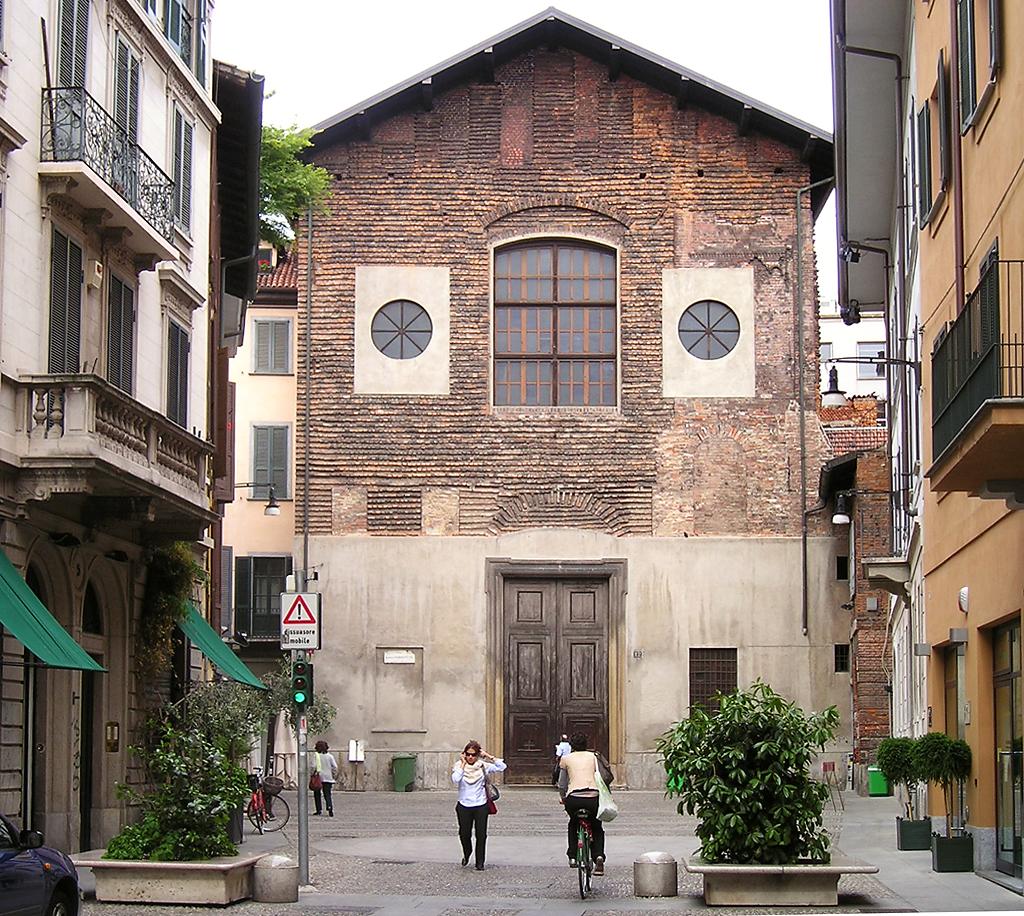
La chiesa di San Carpoforo, originariamente tempio romano pagano dedicato a Vesta poi convertito in luogo di culto cristiano

### Sant'Ambrogio
Tra il 364 e il 365 Valentiniano I (Augustus senior) scelse ancora una volta Mediolanum quale sua capitale (che qui rimase per parte del 365, del 368 e del 374), mentre lasciò che il fratello Valente (Augustus iunior) continuasse a considerare Costantinopoli sua residenza e capitale imperiale d'Oriente. Nel 369 giunse a Mediolanum Aurelio Ambrogio, funzionario originario di Treviri semplicemente conosciuto come Ambrogio, che giunse in città per svolgervi la funzione di magistrato e responsabile dell'ordine pubblico. Erano infatti gli anni del conflitto tra cattolici e ariani, scontro che fu molto aspro anche a Mediolanum.
Il 7 dicembre del 374 Ambrogio, battezzato e ordinato prete pochi giorni prima, divenne vescovo della città e coltivò la sua amicizia con l'imperatore Graziano, che qui spesso soggiornò a partire dal 379 (quando emanò un editto a favore di Ambrogio, nel quale aboliva ogni precedente disposizione di tolleranza per le eresie) e fino al 383 (quando fu ucciso a Lugdunum dall'usurpatore Magno Massimo). Ambrogio predispose una decisa campagna persecutoria nei confronti dei pagani e degli ariani. Nel contempo ordinò la demolizione dei templi pagani e la costruzione di chiese e basiliche cristiane: alcune chiese sorsero sullo stesso luogo dove in precedenza erano eretti templi pagani, mentre in alcuni casi questi ultimi furono convertiti in luoghi di culto cristiani. È il caso del Sacello di Demetra, del Tempio di Apollo, del Tempio di Giano Bifronte, del Tempio di Giano Quadrifronte e del Tempio di Vesta che diventarono, rispettivamente, la chiesa di Santa Maria Segreta, la basilica di San Calimero, la chiesa di San Donnino alla Mazza, la chiesa di San Giovanni alle Quattro Facce e la chiesa di San Carpoforo.

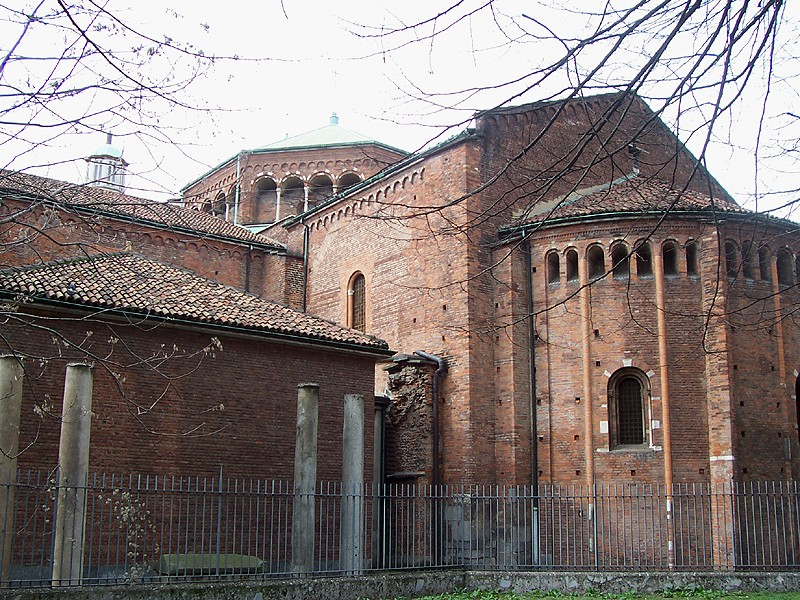
Sulla sinistra, davanti all'abside della basilica di San Nazaro in Brolo, le quattro colonne della Via Porticata che sono giunte sino a noi e che sono state collocate in questo luogo in tempi successivi alla realizzazione della strada monumentale romana

Le cosiddette "basiliche ambrosiane", ovvero le basiliche costruite su disposizione di san'Ambrogio, sono, in particolare, la Basilica martyrum (conosciuta oggi come basilica di Sant'Ambrogio), la Basilica apostolorum (la moderna basilica di San Nazaro in Brolo), la Basilica virginum (la moderna basilica di San Simpliciano), la Basilica prophetarum (la moderna basilica di San Dionigi), la Basilica portiana (la moderna chiesa di San Vittore al Corpo), la Basilica trium magorum (la moderna basilica di Sant'Eustorgio), la Basilica evangeliorum (la moderna cripta di San Giovanni in Conca) e la Basilica sancti Calimerii (la moderna basilica di San Calimero), che sono state tutte quindi costruite prima della caduta dell'Impero romano d'Occidente. Alcune di esse sono state demolite nel corso nei secoli, mentre quelle che sono giunte sino a noi, come già accennato, hanno cambiato nome, venendo dedicate a un santo.
Come risposta politica nei confronti di sant'Ambrogio, con cui ebbe una proficua collaborazione, ma anche una saltuaria contrapposizione, l'imperatore Graziano predispose contestuali e imponenti lavori di sistemazione del decumano (oggi corso di Porta Romana), facendo anche costruire, tra il 381 e il 382, la già citata via Porticata, ovvero la naturale estensione verso sud est, fuori dalle mura cittadine, del decumano. La via Porticata era, in particolare, una strada monumentale esterna alle mura cittadine che iniziava a Porta Romana terminando dopo 600 metri in direzione Placentia (la moderna Piacenza) con un arco trionfale (lat. arcus). Rappresentava un imponente ingresso per chi proveniva da Roma attraverso la via Mediolanum-Placentia.

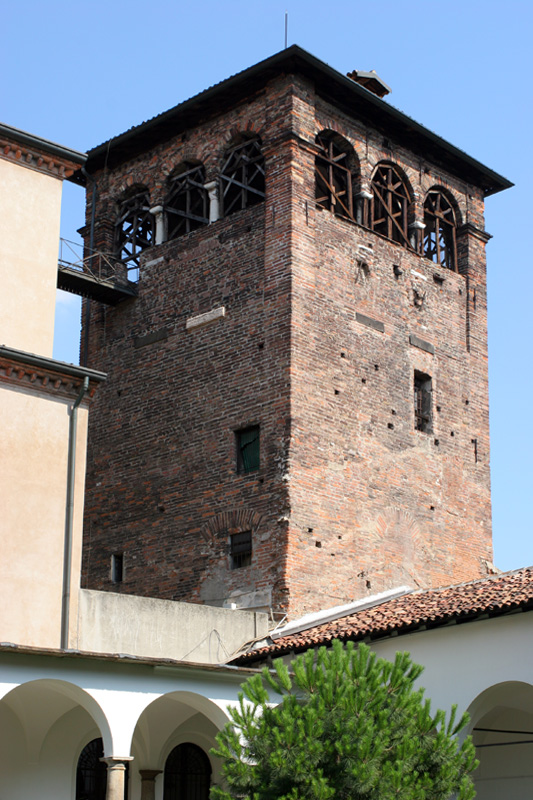
I resti della torre dei carceres, ovvero dei cancelli delle porte da cui partivano le bighe del circo romano di Milano. I resti di questa torre sono diventati in seguito il campanile della chiesa di San Maurizio. Ora fa parte del cortile del Civico museo archeologico di Milano

Dopo Graziano soggiornarono a Mediolanum anche l'imperatore Valentiniano II (dal 383 al 387), lo stesso Magno Massimo (nel 387) e Teodosio I, che dopo aver sconfitto Massimo nel 388, vi fissò la sua residenza imperiale fino al 392. Qui tornerà dopo aver sconfitto nel settembre del 394 un nuovo usurpatore, Flavio Eugenio, morendovi il 17 gennaio del 395 (con elogio funebre di Ambrogio).
Nel periodo in cui fu vescovo sant'Ambrogio e fu imperatore Teodosio I, Mediolanum divenne il centro più influente della Chiesa d'Occidente. L'imperatore Teodosio I acuì le persecuzioni contro i pagani. Sant'Agostino fu convertito al cristianesimo nel 386 e ricevette il battesimo da Ambrogio. Il milanese Flavio Manlio Teodoro divenne prefetto del pretorio d'Italia, ruolo che ricoprì dal 397 al 399, esercitando il suo potere da Mediolanum e da Aquileia. Nel 397 ottenne che l'imperatore Onorio celebrasse a Mediolanum, e non a Roma, le feste solenni del suo quarto consolato. Una volta divenuto console ordinario nel 399, celebrò questo avvenimento nella sua Mediolanum con giochi e spettacoli.

### La crisi e la caduta dell'Impero romano d'Occidente
Nel 401 Venerio, discepolo e diacono di Ambrogio, divenne vescovo di Milano, succedendo a Simpliciano. In risposta al concilio di Cartagine dell'8 giugno, in cui i vescovi africani sollecitarono l'invio di nuovi sacerdoti a causa della crisi di vocazioni locale, il vescovo di Milano mandò in questi luoghi presbiteri e diaconi ambrosiani. Tra loro spiccò Paolino, che poi scrisse l'opera Vita di Sant'Ambrogio.

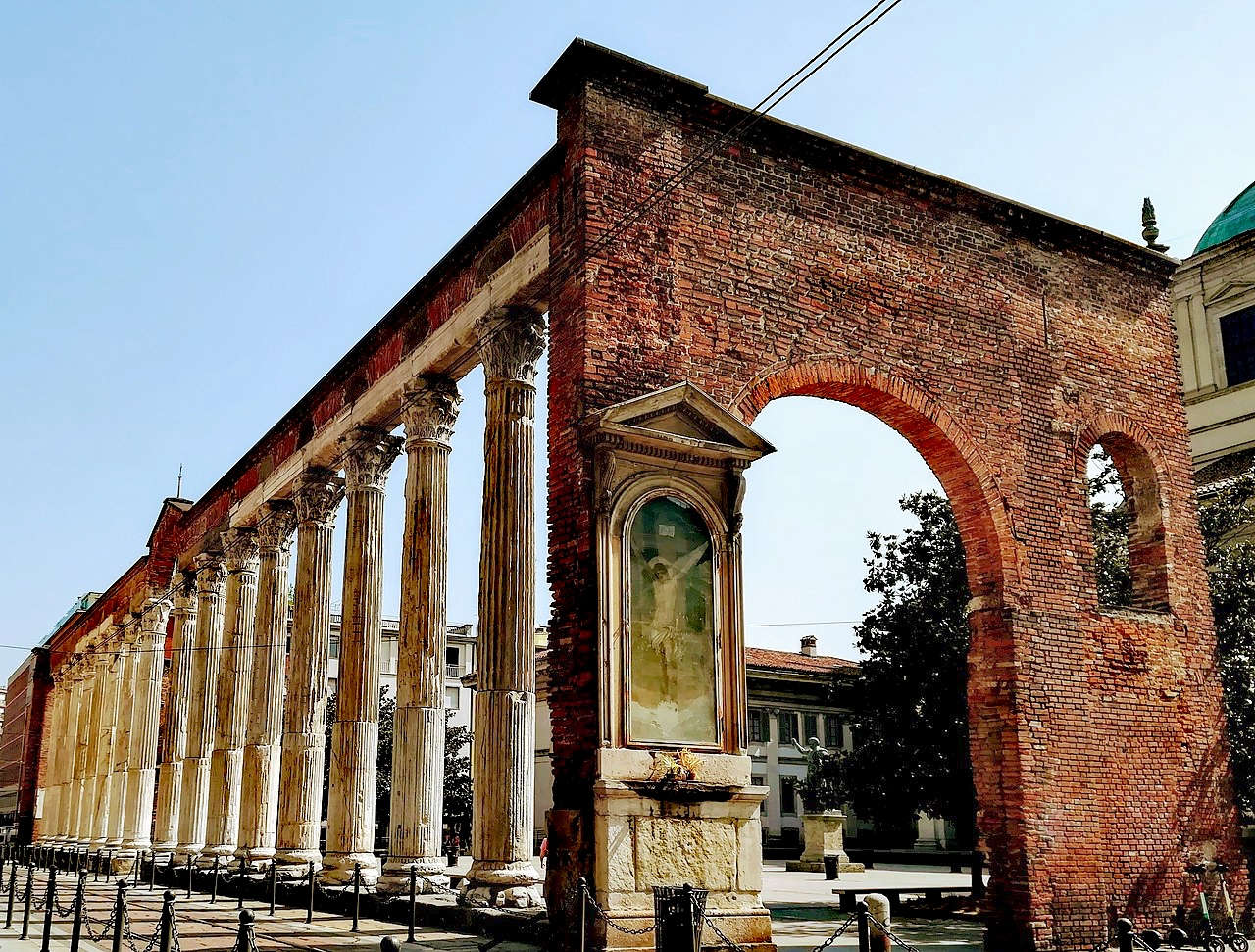
Le colonne di San Lorenzo, oggi di fronte all'omonima basilica (costruita tra il 372 ed il 402). Facevano originariamente forse parte delle Terme Erculee

Venerio rimase a lungo in contatto con Giovanni Crisostomo, che difese in seguito al suo esilio (9 giugno 404) dovuto alla condanna della corruzione imperiale a Costantinopoli. Il 19 novembre i Visigoti, comandati da re Alarico I, entrarono in Italia seguendo la via Postumia senza incontrare alcuna resistenza perché l'esercito romano era impegnato a difendere le sue frontiere settentrionale dagli Alani e dai Vandali, con i presidi sulle Alpi Giulie che rimasero sguarniti.
Nel febbraio del 402 Alarico giunse con il suo esercito sotto le mura di Mediolanum e assediò la città. Onorio decise di trasferire la corte imperiale in Gallia ritenendo ormai indifendibile la città ma Stilicone, suo magister militum, cercò di convincerlo a restare. Onorio lasciò la difesa di Mediolanum a Stilicone attraversando poi il lago di Como e giungendo in Rezia per cercare rinforzi. A marzo Onorio, malgrado le resistenze dei milanesi, decise di trasferire la capitale da Mediolanum a Ravenna, dopo che la prima lo era stata per 116 anni (286-402), in quanto Ravenna era considerata più difendibile e meglio collegata a Costantinopoli.

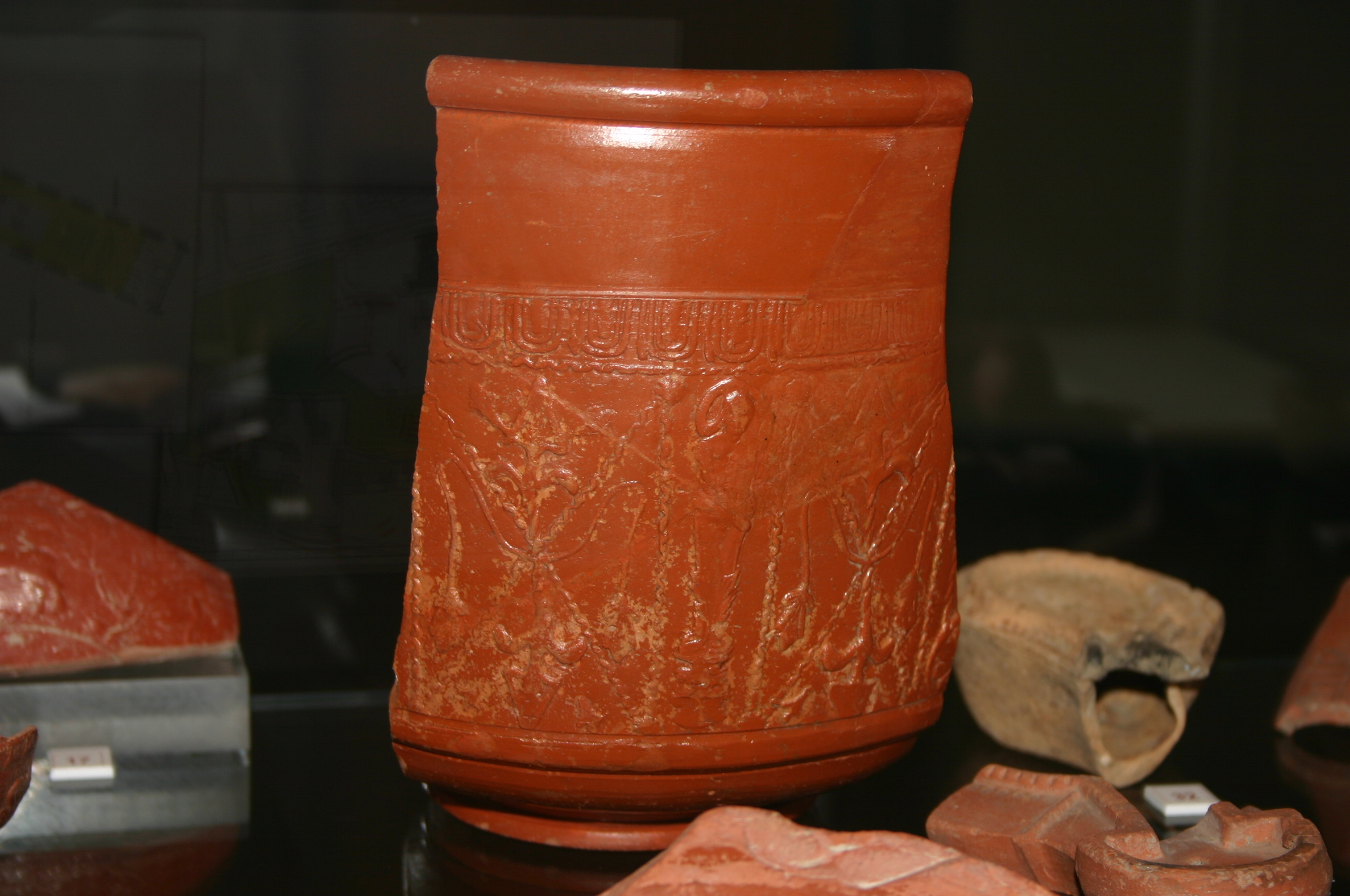
Ceramica a rilievo (terra sigillata) conservata nell'Antiquarium di Milano

Stilicone, ottenuti rinforzi, riuscì, pur con un esercito composto prevalentemente da Goti, a respingere all'inizio di aprile i Visigoti di Alarico dopo quasi due mesi di assedio. Alarico si mosse dapprima verso Asti, ma il 6 aprile, a Pasqua, venne raggiunto, attaccato e sconfitto dall'esercito romano guidato dallo stesso Stilicone nella battaglia di Pollenzo, subendo ingenti perdite di uomini e di salmerie, oltre che la cattura dei suoi familiari. Nel giugno del 403 Alarico venne nuovamente sconfitto da Stilicone nella battaglia di Verona.
Nel 408 Olimpio, magister officiorum, con l'appoggio di alcuni cortigiani imperiali e dei cristiani milanesi, sobillò una rivolta dell'esercito romano stanziato a Pavia che ebbe luogo il 13 agosto e in cui persero la vita almeno sette ufficiali legati a Stilicone. Il generale, che era malvisto a causa della sua fede ariana e dei suoi stretti contatti con Alarico, venne inoltre accusato di volersi creare un regno in Gallia con a capo il figlio Eucherio, di voler prendere Costantinopoli e di essere stato uno dei mandanti dell'assassinio di Rufino.
Onorio riuscì a sedare con difficoltà la rivolta ma diede ordine al suo esercito, stanziato a Ravenna, di catturare Stilicone, che dopo essersi rifugiato in una chiesa, fu giustiziato da Eracliano il 22 agosto. All'inizio dell'anno Marolo diviene il nuovo vescovo di Milano, succedendo a Venerio. Egli importò da Antiochia, la sua città, il culto per i martiri, in particolare per san Babila e san Romano.
Nel 452 arrivarono a Mediolanum Attila e i suoi unni: dopo l'assedio della città il capo barbaro si fece consegnare dai milanesi i loro beni di valore, decidendo di non distruggere la città. Allo sfaldamento della società tardo-antica e alla conseguente crisi demografica, fece da contraltare il primo insediamento stabile di un popolo germanico in Italia: quello degli Eruli di Odoacre. Nel 493, in questo contesto, gli Ostrogoti guidati da Teodorico sconfissero Odoacre, che aveva poco tempo prima deposto l'ultimo imperatore romano d'occidente, Romolo Augusto, ponendo così fine alla storia della civiltà romana in questa parte d'Europa.

## Mappa dettagliata di Mediolanum

Mappa dell'antica Milano romana (Mediolanum) (secoli III-V) con indicate le mura e le porte romane di Milano, il foro romano di Milano, il teatro romano di Milano, l'anfiteatro romano di Milano, il circo romano di Milano, l'area del palazzo imperiale romano di Milano (in rosa più tenue), la zecca romana di Milano, le terme Erculee, il mausoleo imperiale di Milano, la via Porticata con l'arco trionfale, i magazzini annonari romani di Milano (lat. horrea), il porto fluviale romano di Milano, i castelli romani di Milano e le basiliche paleocristiane di Milano

## Reperti archeologici

### L'epoca celtica

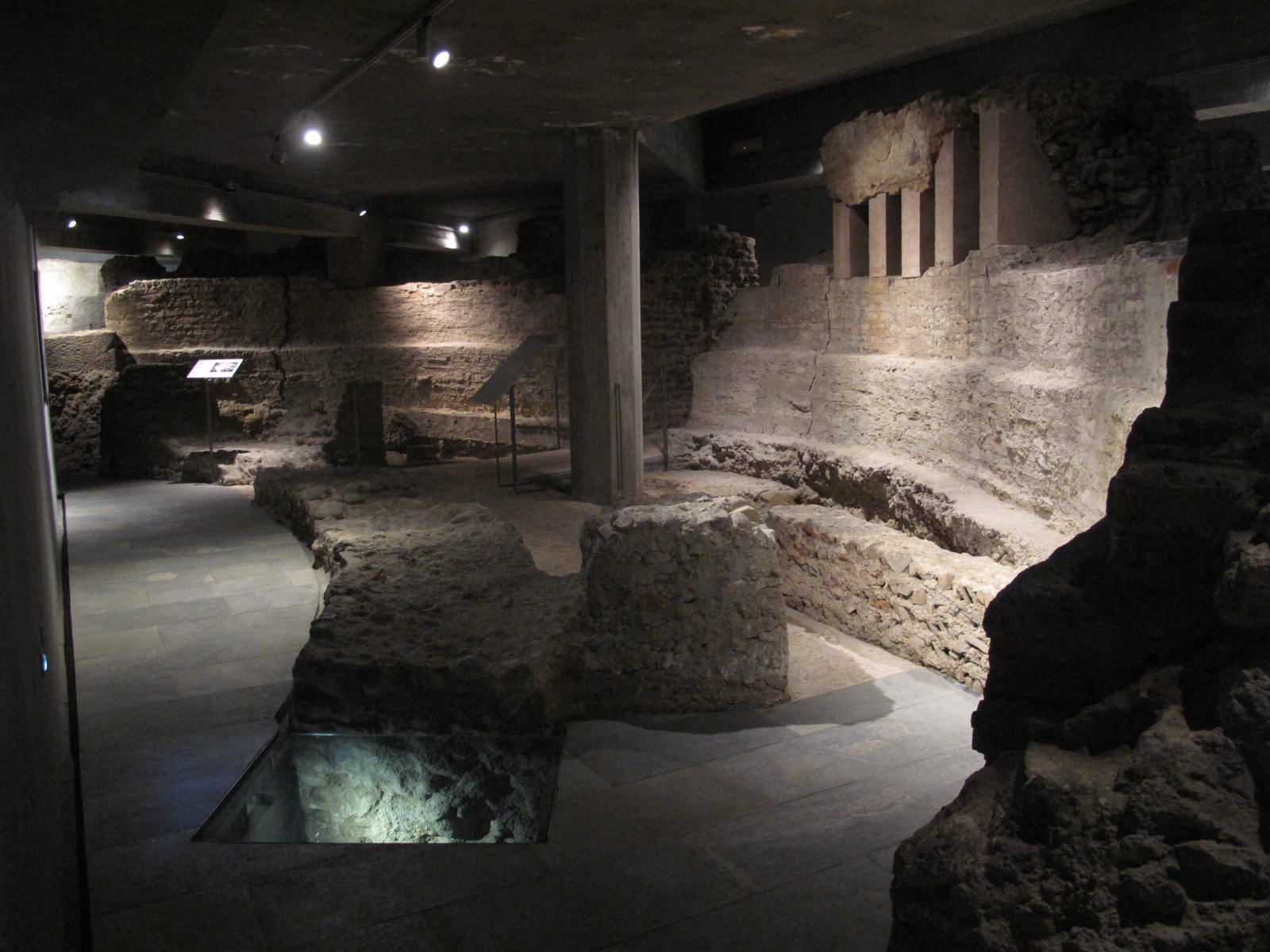
Le rovine della basilica di Santa Tecla, che si trovano sotto il Duomo di Milano. Tra esse sono stati trovati resti di un tempio, forse di quello celtico dedicato a Belisama oppure del successivo tempio romano dedicato a Minerva

In corrispondenza dell'attuale Biblioteca Ambrosiana, in piazza San Sepolcro, gli scavi archeologici hanno rivelato la presenza, sotto il pavimento in pietra risalente al I secolo d.C., del foro di epoca romana, di un quartiere di abitazioni in legno risalente all'abitato celtico golasecchiano del V secolo a.C.. Altri ritrovamenti di rilievo ascrivibili all'epoca celtica sono stati rinvenuti lungo il lato sud-ovest di Palazzo Reale dove sono stati scoperti, cinque metri sotto il moderno sedime stradale, resti di abitazioni e di una fornace risalenti a un periodo compreso tra il V e il IV secolo a.C.
Tra i resti della basilica di Santa Tecla, che si trovano sotto il Duomo di Milano, è stato rinvenuta la base di un edificio a base quadrata avente lato di 17 m forse associabile al citato tempio dedicato a Belisama, oppure a un successivo tempio romano, realizzato nel medesimo luogo a sostituzione del precedente, dedicato a Minerva. In via Moneta è invece stato rinvenuto il fossato dell'edificio militare fortificato precedentemente menzionato, che risaliva al IV secolo a.C.

### L'età repubblicana

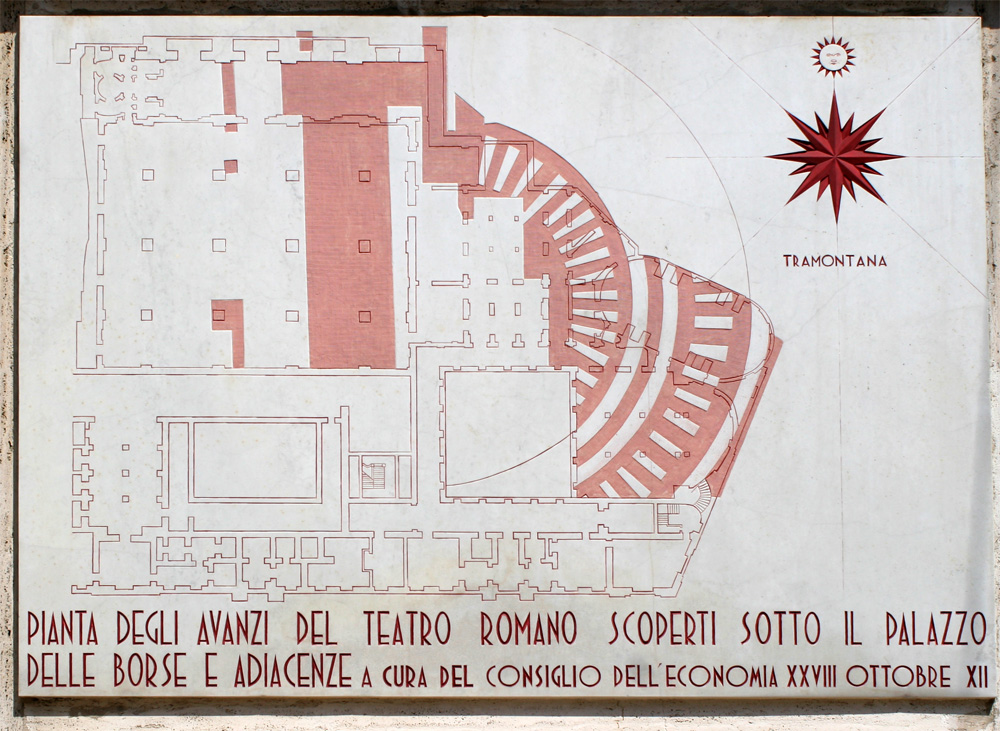
Lapide collocata a Palazzo Mezzanotte che mostra la pianta dell'antico teatro romano di Milano sovrapposta a quella dei palazzi contemporanei

Restano numerose iscrizioni marmoree che testimoniano le intense attività operaie, artigianali e mercantili dell'antica Mediolanum. Da segnalare sono i ruderi di una torre e di un breve tratto delle mura romane di Milano repubblicane (oggi situati nel giardino del Civico museo archeologico di Milano), i resti del teatro (che si trovano nei sotterranei, visitabili, di Palazzo Turati) e vari altri reperti, visibili, oppure chiusi in scantinati.
Tracce archeologiche del foro romano di Milano sono state trovate nei sotterranei della Biblioteca Ambrosiana, aperti e visitabili dal pubblico, e della chiesa di San Sepolcro, dove i resti sono visitabili su richiesta: nel livello sotterraneo è infatti possibile trovare i resti dell'antica pavimentazione di epoca augustea. Il forum si estendeva, inoltre, al di sotto di altre strade della moderna Milano: via Cardinale Federico, piazza Pio XI e in parte di via Moneta.

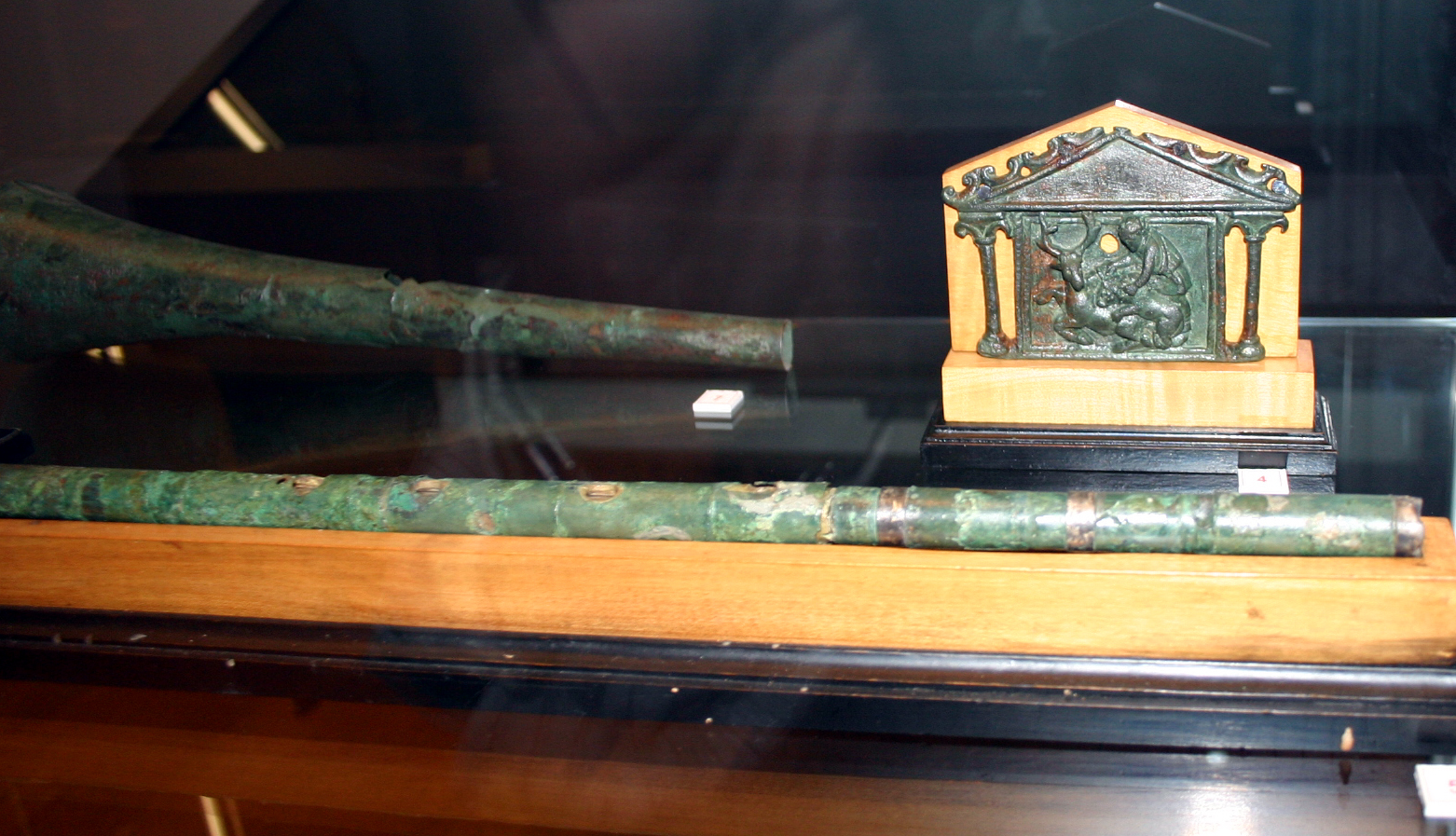
Sulla destra, placca bronzea romana con scena di venatio, conservata nell'Antiquarium di Milano

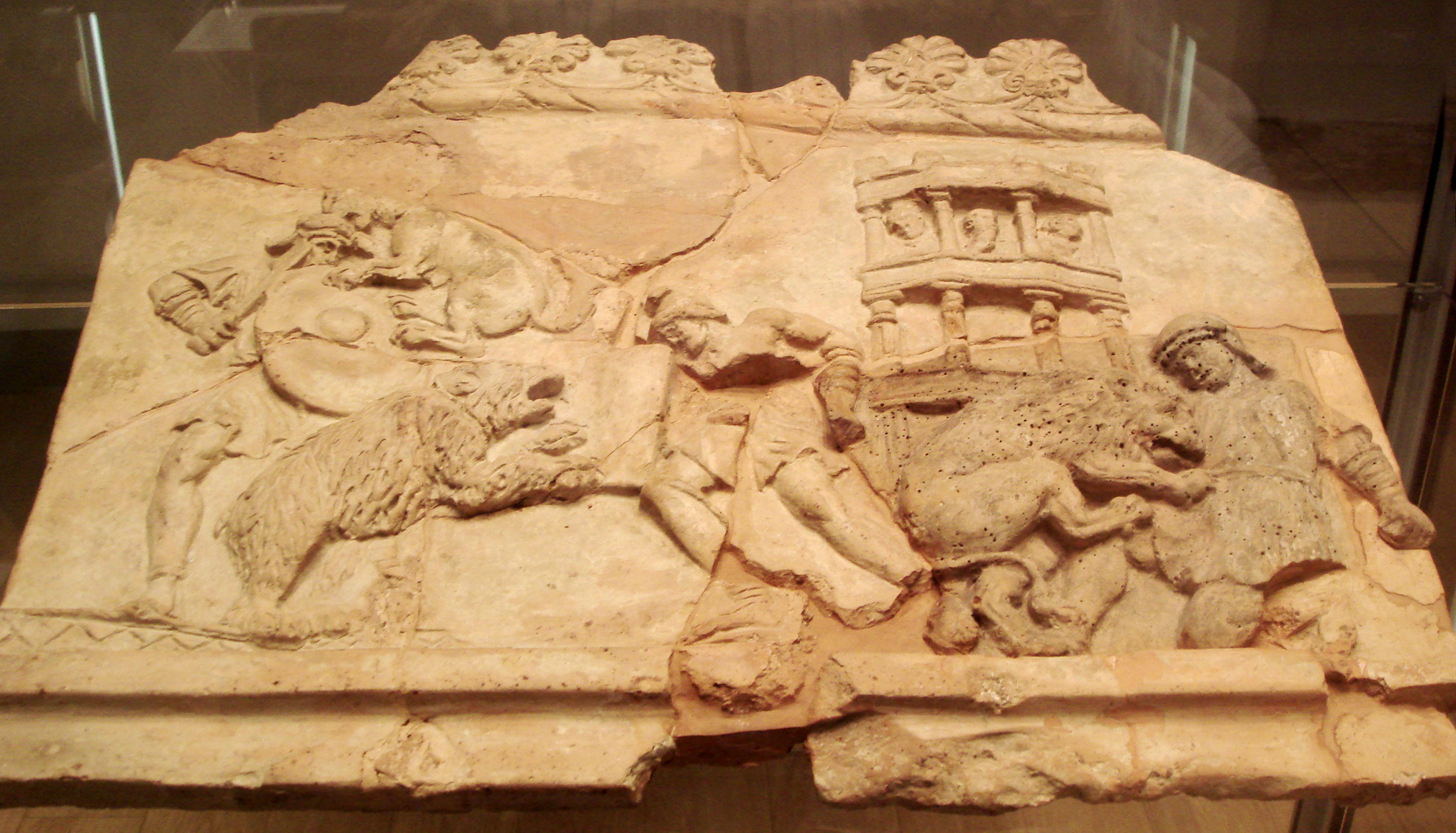
Tavola di terracotta del secolo I, conservata nell'Antiquarium di Milano, con scena di venatio (caccia alle fiere nell'arena)

È arrivato fino agli anni trenta del XX secolo, quando è stato completamente demolito, un antico quartiere la cui urbanistica risaliva all'epoca romana: il Bottonuto. Era situato subito a sud di piazza del Duomo in corrispondenza dell'attuale piazza Diaz ed è stato completamente demolito a partire dagli anni trenta del Novecento.
Il nome del Bottonuto sembra essere derivato, come già accennato, da un'opera idraulica romana denominata butinucum riferibile al vocabolo italiano bottino, cioè una cavità o fossa di scolo delle acque di scarico e dei rifiuti. L'accesso a tale fossa sarebbe stato un edificio rotondo adibito a latrina pubblica, come riferisce Galvano Fiamma nel primo quarto del XIV secolo. Nel IV secolo d.C. l'asse costituito da via Bottonuto, via Tre Alberghi e via Speronari assunse una notevole importanza divenendo la via di accesso dell'esercito per le cerimonie del triumphus nel foro.

Via del Cappello, nel quartiere Bottonuto a Milano. Sulla destra, il sacello di San Satiro. L'urbanistica di questo quartiere era d'epoca romana

È risalente all'epoca romana anche il Carrobbio, largo della moderna Milano posto indicativamente alla confluenza fra le moderne via Torino, via San Vito, via Cesare Correnti e via del Torchio nella zona centrale della città. In origine il termine "carrobbio", derivato dal latino quadrivium ("incrocio di quattro vie"), indicava specialmente, nell'area lombarda, un generico incrocio su cui convergevano quattro strade a formare uno slargo.
All'area denominata oggi Carrobbio ci si riferiva come Quadrivium Portae Ticinensis, al pari di altri carrobbi presenti a Mediolanum come il Quadrivium Portae Novae. Col tempo il toponimo iniziò ad essere usato solo per il Quadrivium Portae Ticinensis. L'origine dello slargo risale ai tempi della Repubblica romana: in particolare, sullo slargo era situata l'antica Porta Ticinensis (Porta Ticinese romana). Tra le vie romane che convergevano verso il Quadrivium Portae Ticinensis c'era il cardo.
Con la successiva erezione delle nuove mura medievali di Milano Porta Ticinese romana fu abbattuta insieme alle mura eccezion fatta per una delle due torri della porta, che affiancavano il varco di ingresso, risalente alle mura repubblicane, chiamata "Torraccia" o "Torre dei Malsani", oggi ancora visibile nel cortile di uno dei palazzi dell'area. Nei seminterrati di alcuni edifici in via San Vito corre un lungo tratto di mura repubblicane di cui è ben visibile la tecnica di costruzione (mattone su base in pietra).

### L'età alto imperiale

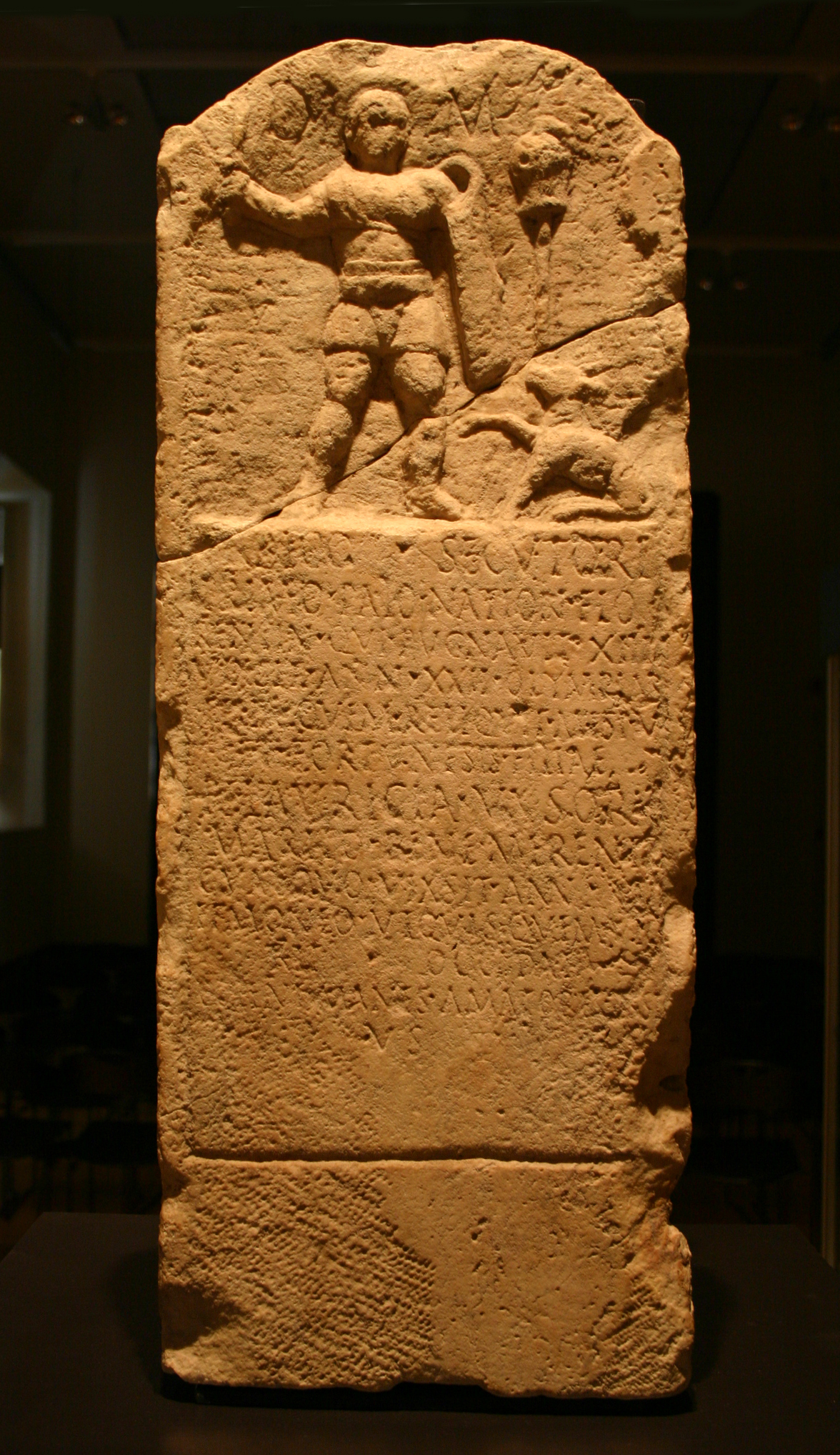
Stele del gladiatore urbico, che è conservata nell'Antiquarium di Milano, di cui è forse il reperto di maggiore interesse

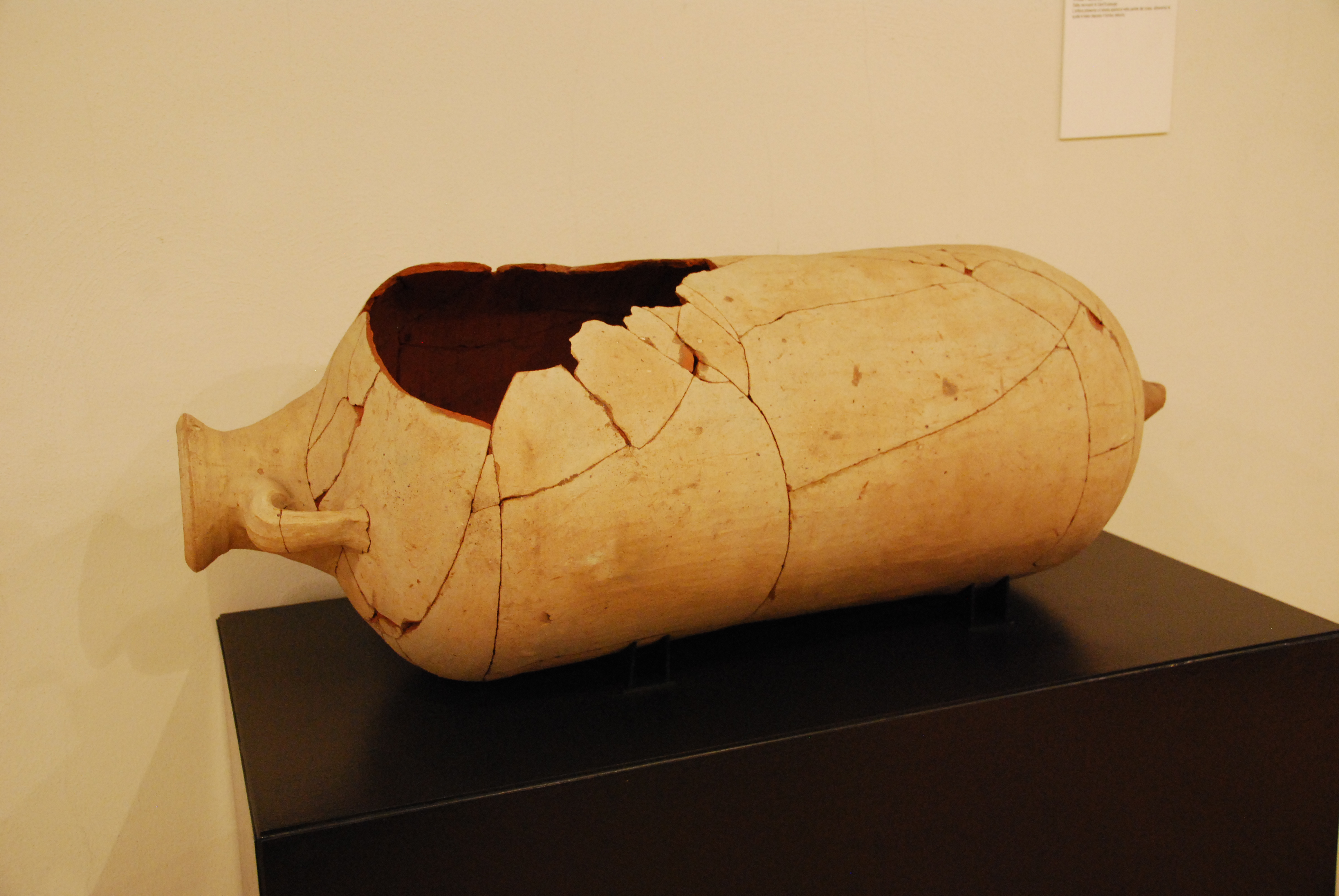
Anfora romana esposta all'Antiquarium di Milano

Del porto fluviale romano di Milano fa menzione nell'XI secolo Landolfo Seniore nella sua Historia Mediolanensis, mentre una "patente" di Liutprando, re dei Longobardi, parla di un porto tra Lambro e Po. Ancora a favore di questa tesi, due ritrovamenti, uno in piazza Fontana e l'altro in via Larga, di un lungo manufatto romano (un pavimento litico su palafitte) che sembrerebbe una banchina portuale. Il materiale, costituito da lastre in serizzo di due metri e mezzo e pali di rovere, è conservato al Museo Civico di Storia Naturale di Milano. Il piccolo porto fluviale era largo 7 metri e profondo 1,5: a causa del successivo prosciugamento e della seguente trasformazione in fossa di scolo delle acque di scarico e dei rifiuti, gli archeologi moderni, in questa area, hanno trovato una discarica dell'antichità che ha permesso loro di ricostruire la vita quotidiana della Mediolanum imperiale.
Sono stati anche trovati i resti dell'anfiteatro romano di Milano, che sono situati tra la via De Amicis, via Conca del Naviglio e via Arena (indicativo quest'ultimo toponimo). Per essi sono stati istituiti un parco archeologico e un museo, chiamato Antiquarium di Milano, che conservano, rispettivamente, i resti dell'anfiteatro e i reperti delle campagne di scavo effettuate fra gli anni cinquanta e sessanta del Novecento. I resti archeologici della via Mediolanum-Verbannus sono stati trovati a Somma Lombardo, dove è emerso un troncone di strada romana appartenente a questo importante asse viario. I resti archeologici di uno dei due magazzini annonari romani di Milano, quello più antico, visto che risale all'età flavia, sono stati invece trovati in via dei Piatti 11.

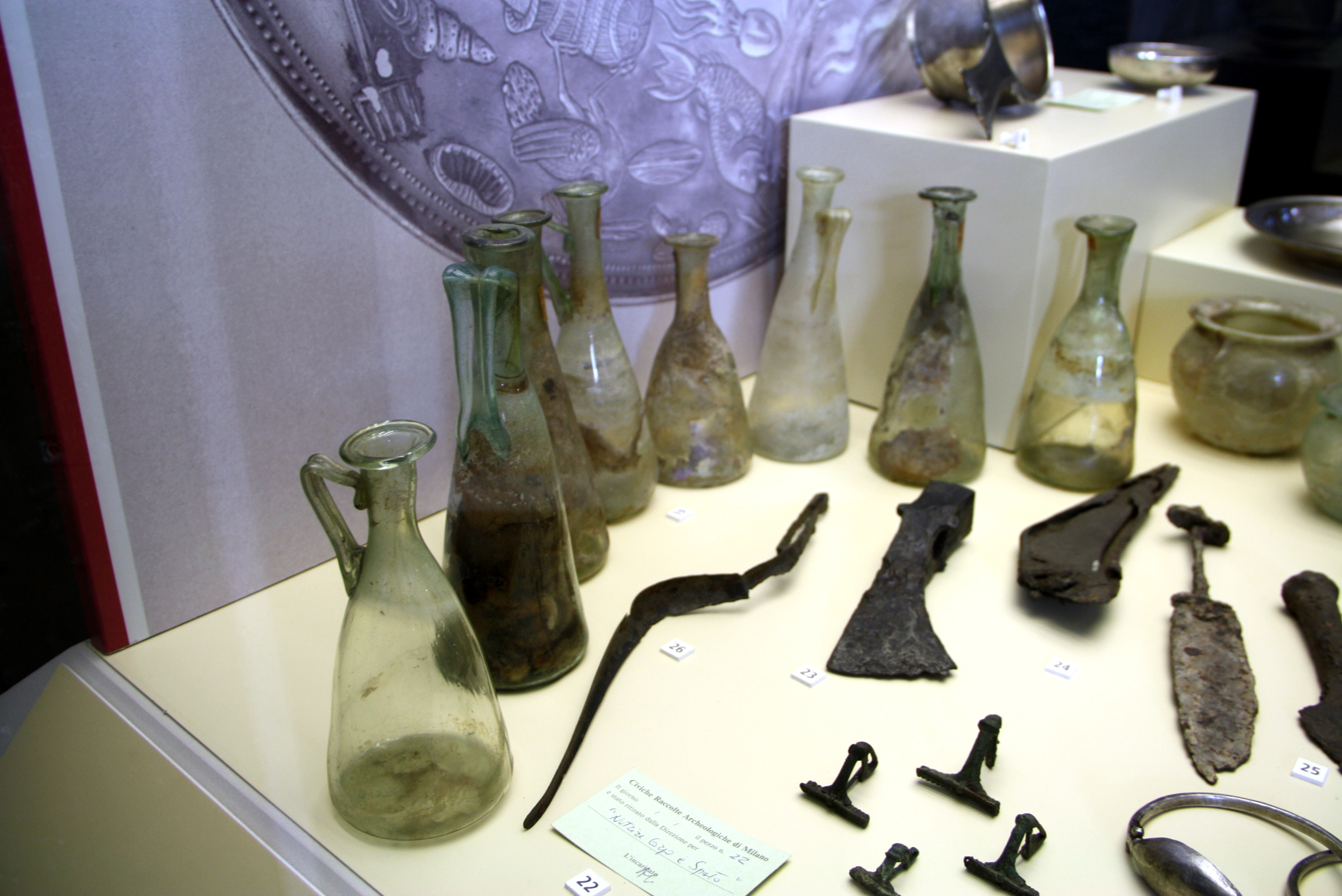
Reperti dalla cosiddetta "Tomba dell'atleta", che sono conservati presso il Civico museo archeologico di Milano

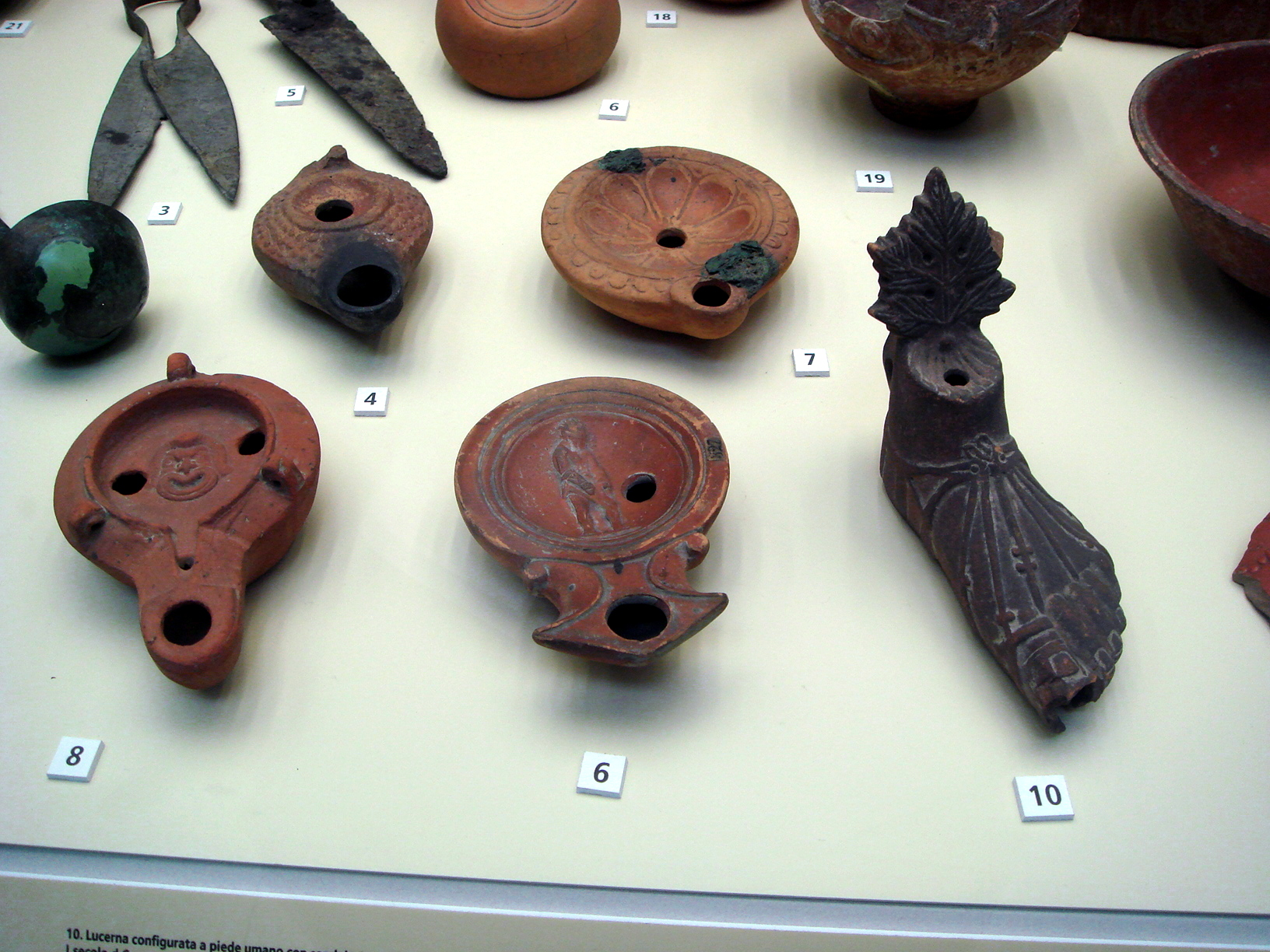
Lucerne ad olio in terracotta accanto ad oggetti in bronzo risalenti al I-II secolo conservati presso il Civico museo archeologico di Milano

Le indagini archeologiche non hanno ancora in modo definitivo individuato con sicurezza dove fosse situata la zecca di Mediolanum. Certo è che in via Moneta (e qui il riferimento topografico non è casuale, visto che moneta, il latino, vuol dire "zecca") agli inizi del XX secolo, durante la costruzione del palazzo della Banca d'Italia, furono riconosciuti i muri in ciottoli di un edificio rettangolare (44 x 16,85 metri, tra via Moneta e via Armorari), direzionato da nord-ovest a sud-est, secondo l'orientamento del vicino foro romano di Milano, che potrebbe identificarsi con la prima zecca di Mediolanum.
Sebbene la loro presenza fu relativamente diffusa, non sono ancora stati trovati resti archeologici di insule. Per quanto riguarda invece le abitazioni dei Celti, fondatori della città, la loro presenza è stata quasi completamente cancellata, a parte le citate tracce lungo il lato sud-ovest di Palazzo Reale e in piazza San Sepolcro, a causa dei materiali di costruzione di queste dimore (legno e paglia), che non hanno lasciato traccia nel sottosuolo della moderna Milano, visto che sono soggetti a decomposizione organica. Le insule romane erano invece realizzate in pietra e mattoni, e quindi non è escluso che in futuro ne vengano trovati i resti.
Sono invece stati trovati resti di domus. Sebbene lo stato di conservazione e di completezza dei reperti non sia eccezionale, è stato possibile, come già accennato, ricostruirne l'aspetto sommario. Sono state rinvenute domus nelle moderne corso Magenta, via Morigi, via Amedei, piazza del Duomo (sotto il Museo del Novecento) e via Broletto: tutti questi siti sono stati musealizzati in loco. Sono stati invece musealizzati al Civico museo archeologico di Milano i resti delle domus rinvenuti nelle moderne via Circo, piazza Missori, via Calderon de la Barca e via Gorani. La domus scoperta in via Correnti è stata invece musealizzata all'Antiquarium di Milano.

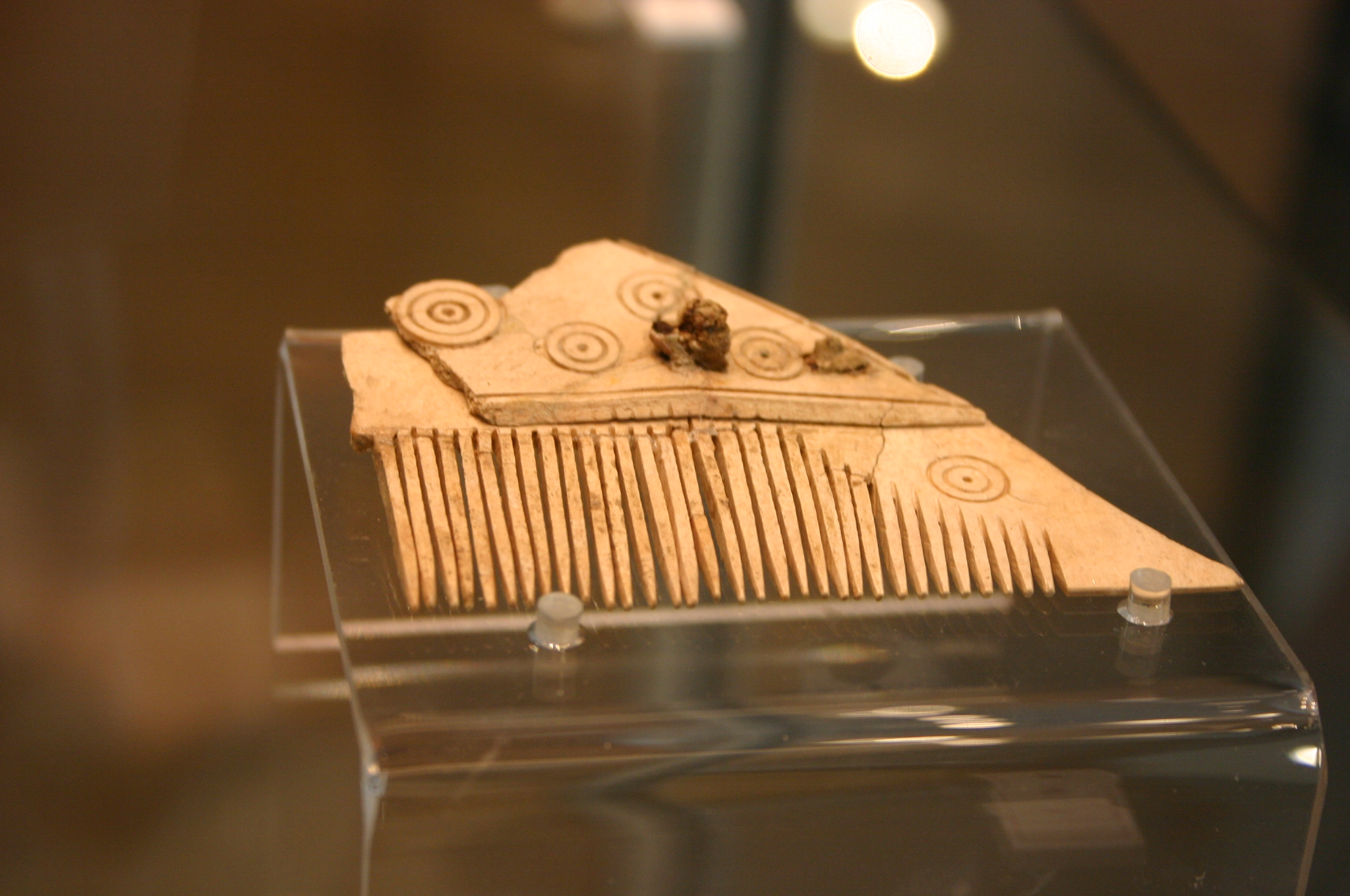
Pettine in osso, risalente al IV-V secolo d.C., conservato nell'Antiquarium di Milano

Le necropoli rinvenute testimoniano la cospicua presenza a Mediolanum di commercianti, carpentieri, calzolai, fabbri, tessitori, grossisti di vino, trasportatori a dorso d'asino e agenti di commercio. Le necropoli più complete, sia pagane che cristiane, sono state rinvenute lungo le moderne corso di Porta Romana, via Santa Sofia, corso Italia, corso Porta Ticinese, via San Vittore e nell'area del moderno Policlinico di Milano. Degne di nota sono le necropoli della moderna piazza Sant'Ambrogio, dove sono stati rivenuti materiali ascrivibili all'epoca pagana (fine dal I secolo d.C) e di quella paleocristiana: questi ultimi, nella fattispecie, hanno poi influenzato la scelta del luogo di costruzione della basilica di Sant'Ambrogio. Altre moderne chiese nei cui dintorni sono stati rinvenute necropoli sono il Duomo di Milano (più precisamente nei pressi della preesistente basilica di Santa Tecla), la basilica di San Nazaro in Brolo, la basilica di Sant'Eufemia, la basilica di Sant'Eustorgio e la chiesa di Santa Maria presso San Celso. Degne di nota sono anche le necropoli scoperte fuori dalle mura cittadine: corrispondono alle sepolture dei cristiani prima dell'editto di Milano, che concesse loro la libertà di culto.
Tra piazza Erculea e via Rugabella sono stati due trovati due siti archeologici la cui originaria funzione era, rispettivamente, un macello per carni bovine e una fonderia di ferro. Sempre legati alle attività economiche presenti in città, sono stati frequenti i ritrovamenti di lapidi funerarie che riportavano il lavoro che faceva il defunto, come il fabbro oppure il commerciante, nonché pietre tombali di militari. Per quanto riguarda il pantheon delle divinità presenti sulle lapidi, che sono quelle a cui erano più devoti gli abitanti di Mediolanum, si osserva il richiamo di divinità venerate anche da altre parti dell'Impero romano, tranne Marte, di cui non è stata trovata traccia nei siti archeologici rinvenuti a Milano.

### Età tardo imperiale

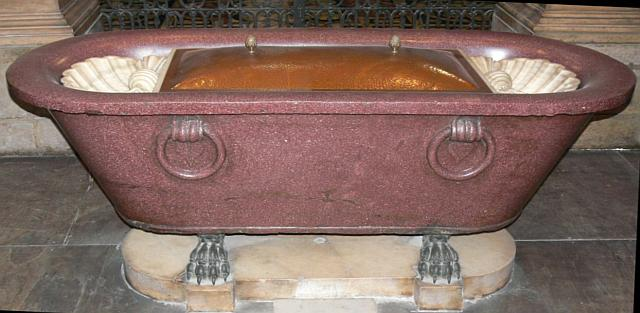
Sarcofago in porfido rosso egiziano dell'imperatore Massimiano, originariamente conservato nel Mausoleo imperiale di Milano, che dopo vari passaggi è divenuto il battistero del Duomo di Milano

Chiostro dell'ex Monastero di San Vittore al Corpo con al centro, contornati da una siepe, i resti del recinto del Mausoleo imperiale di Massimiano

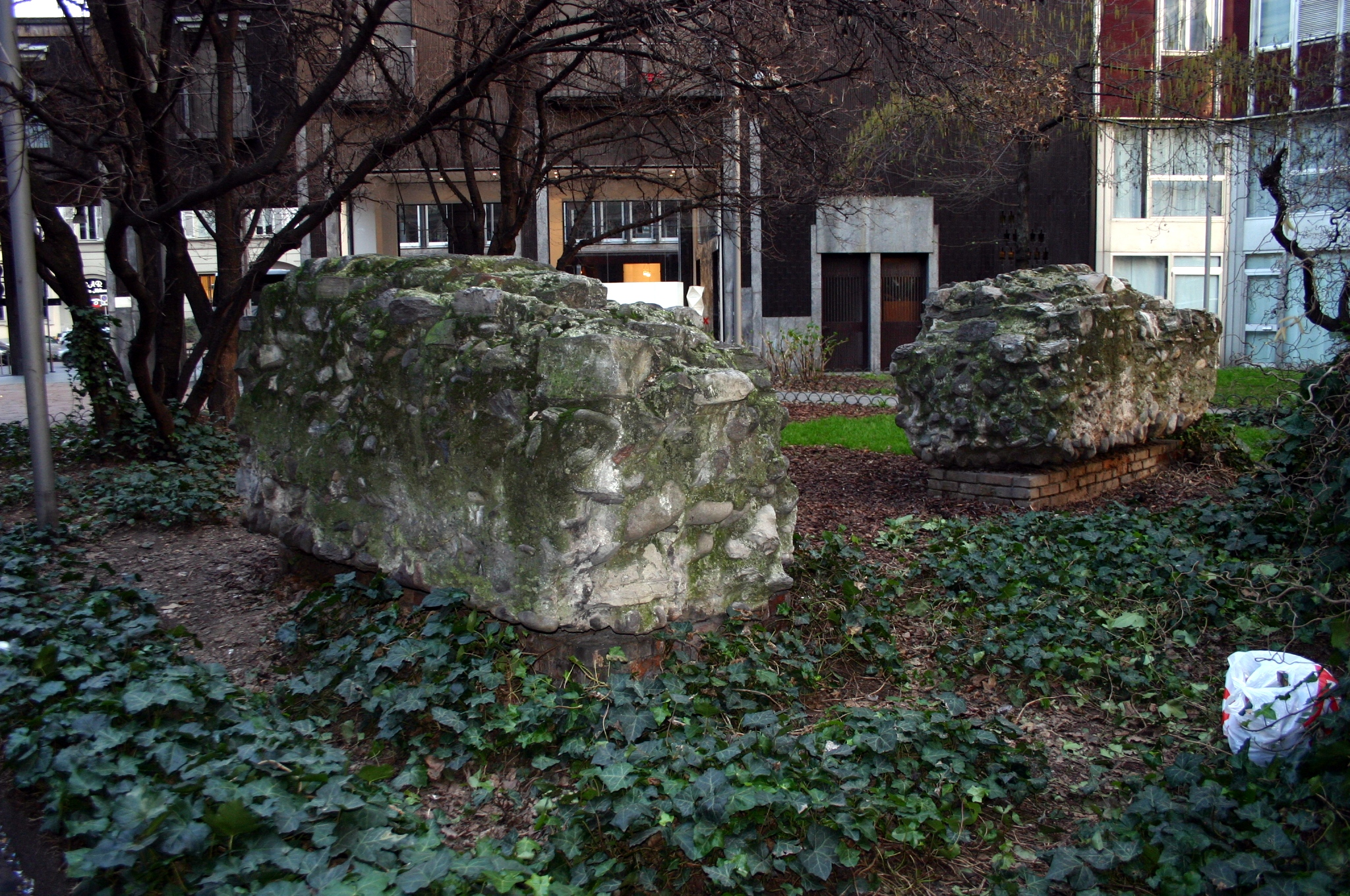
Resti delle terme Erculee di Milano, in largo Corsia dei Servi (vicino a piazza San Babila)

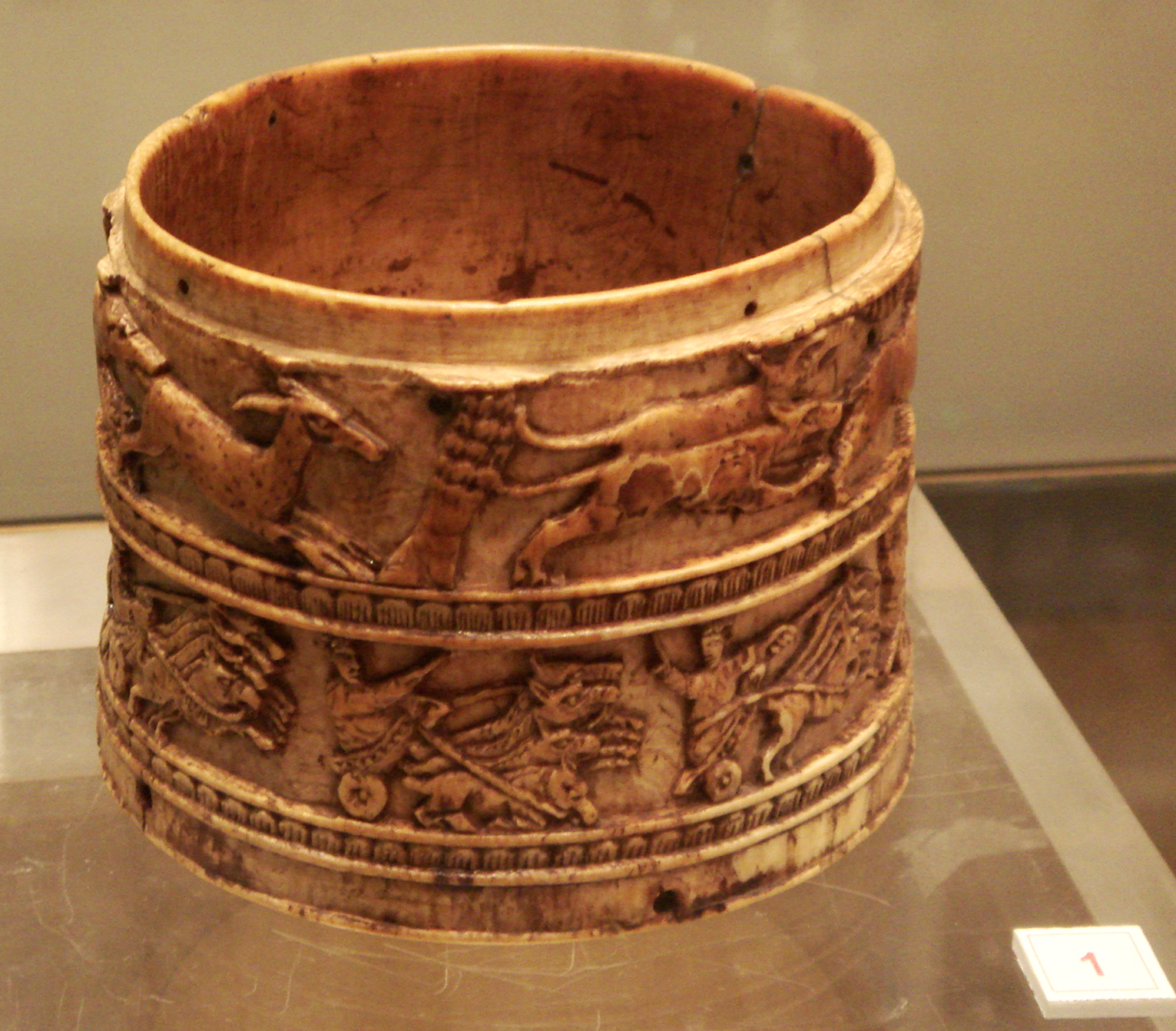
Pisside romana in avorio, conservata nell'Antiquarium di Milano, risalente al IV-V secolo d.C., con venatio (caccia alle fiere nell'arena) e corsa di carri

I resti del Mausoleo imperiale di Milano sono stati inglobati nella cappella di San Gregorio del Monastero di San Vittore al Corpo, da cui il nome moderno con cui è conosciuto questo edificio: Mausoleo imperiale di San Vittore al Corpo. Il sarcofago in porfido egiziano dell'imperatore Massimiano, un tempo conservato nel Mausoleo imperiale di Milano, dopo vari passaggi, è divenuto il battistero del Duomo di Milano. Da segnalare anche i ruderi del Circo romano di Milano (i circhi erano relativamente rari in Italia, e nel Nord Italia ve ne erano solo due, entrambi dovuti a Massimiano, uno a Milano e uno ad Aquileia). Una delle due torri del circo, che facevano parte dei cancelli da cui partivano le quadrighe, è stata trasformata in campanile ed esiste ancora oggi (è diventato il campanile della chiesa di San Maurizio al Monastero Maggiore). Vi sono anche i resti delle terme Erculee (vicino alla moderna piazza San Babila, tra corso Vittorio Emanuele II e corso Europa).
Una torre e una parte della cinta muraria massimiana, alta 11 metri, si trovano nel giardino del Civico museo archeologico di Milano). Sempre resti archeologici delle mura e torri massimiane sono situate nel giardino di un edificio tra via Medici 3 e via Torchio 4, dove si trova una torre, e in via Medici 11, dove è situato un piccolo tratto di mura. Tratti di mura massimiane si trovano anche negli scantinati di alcuni edifici di via Montenapoleone e nel piano interrato del Grand Hotel et de Milan.
Tra i resti dell'antica Mediolanum vanno anche citate le Colonne di San Lorenzo, che provengono da uno o più edifici romani risalenti al II o al III secolo d.C., forse da un tempio pagano sito nell'area dell'attuale piazza Santa Maria Beltrade, e che vennero trasportate nell'attuale locazione a completare l'erigenda basilica di San Lorenzo, da cui il nome.
Il tracciato dell'antico fossato romano che lambiva le mura esiste ancora oggi: corrisponde ai percorsi del Grande Sevese e del Piccolo Sevese, ovvero a due canali artificiali che scorrono ancora oggi nel sottosuolo della città coperti dal manto stradale. Come già accennato, il refossum, ovvero il secondo fossato allagabile, più esterno alle mura e lambente i già citati quattro castelli a difesa di Mediolanum, è stato probabilmente trasformato nella Cerchia dei Navigli, che è stata poi interrata tra il 1929 e il 1930.

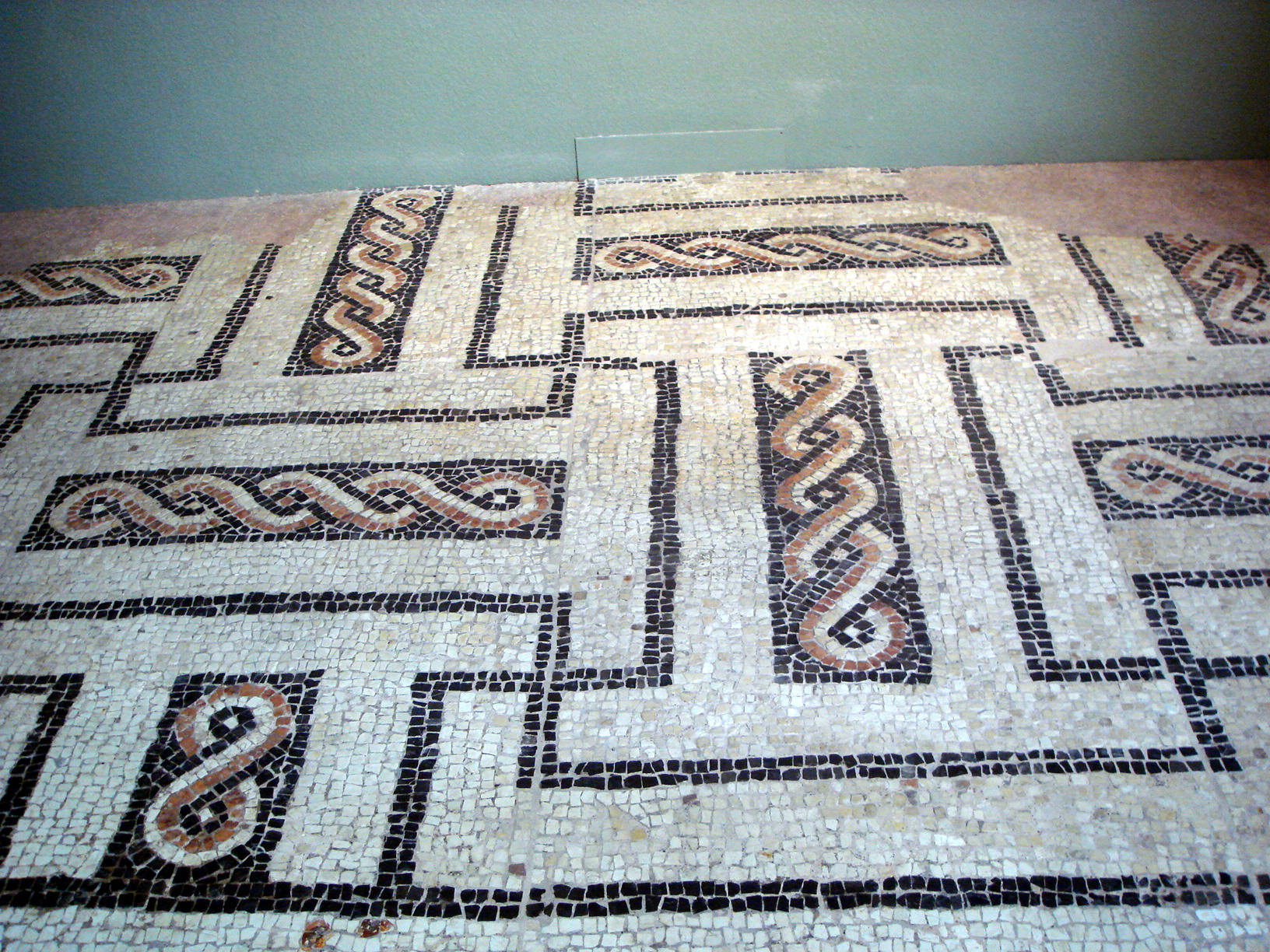
Mosaico proveniente dalle terme Erculee, oggi presso il Civico museo archeologico di Milano

I ritrovamenti archeologici relativi alla via Porticata e al suo arco trionfale sono stati assai scarsi, e quindi è stato molto difficile, da parte degli archeologi, ricostruirne l'aspetto. In particolare sono stati trovati alcuni frammenti, di piccole dimensioni, degli affreschi dei locali che ospitavano le botteghe e i negozi. Dell'intero colonnato sono giunti sino a noi uno dei capitelli dei portici (l'unico della via Porticata che è sopravvissuto ai secoli), che è stato incorporato nella basilica di San Nazaro in Brolo, e quattro colonne dei portici (alcune di quelle che sono giunte sino al Medioevo in stato di rovina), che sono state in seguito collocate sul retro dell'abside della basilica citata, esternamente all'edificio. Durante i lavori di realizzazione della stazione di Crocetta della linea 3 della metropolitana di Milano sono stati scoperti resti di edifici e di un monumento funebre che sono stati demoliti nella seconda metà del III secolo d.C. per poter permettere la realizzazione dell'arco di trionfo della via Porticata.
I resti di uno dei due magazzini annonari romani di Milano, quello risalente all'epoca tardo imperiale, sono stati trovati presso le cantine di uno stabile di via Bossi 4. Aveva dimensioni di 18 x 68 metri ed era provvisto di quattro navate da tre file di 16 pilastri che erano orientate verso Porta Comasina.

### Età paleocristiana

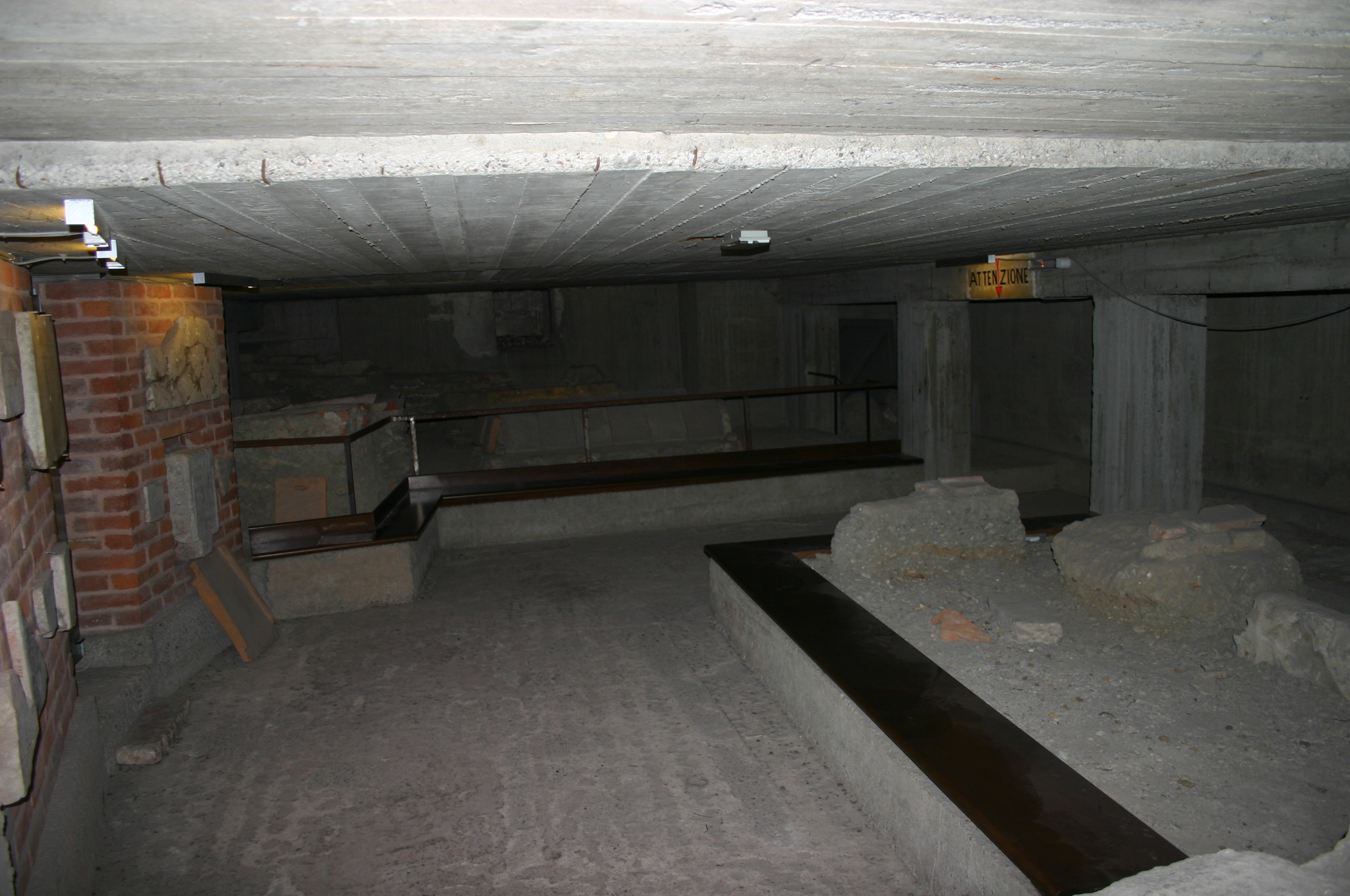
Resti di un cimitero paleocristiano, risalente al IV secolo, che si trovano sotto la basilica di Sant'Eustorgio

Il complesso episcopale paleocristiano di Mediolanum sovrapposto alla moderna piazza del Duomo. Il complesso episcopale, che fu demolito per poter permettere la costruzione del Duomo di Milano, era costituito dalla basilica di Santa Tecla (nomi originari paleocristiani basilica maior o basilica nova), il battistero di San Giovanni alle Fonti, la cattedrale di Santa Maria Maggiore (nomi originari paleocristiani basilica vetus o basilica minor) e il battistero di Santo Stefano alle Fonti

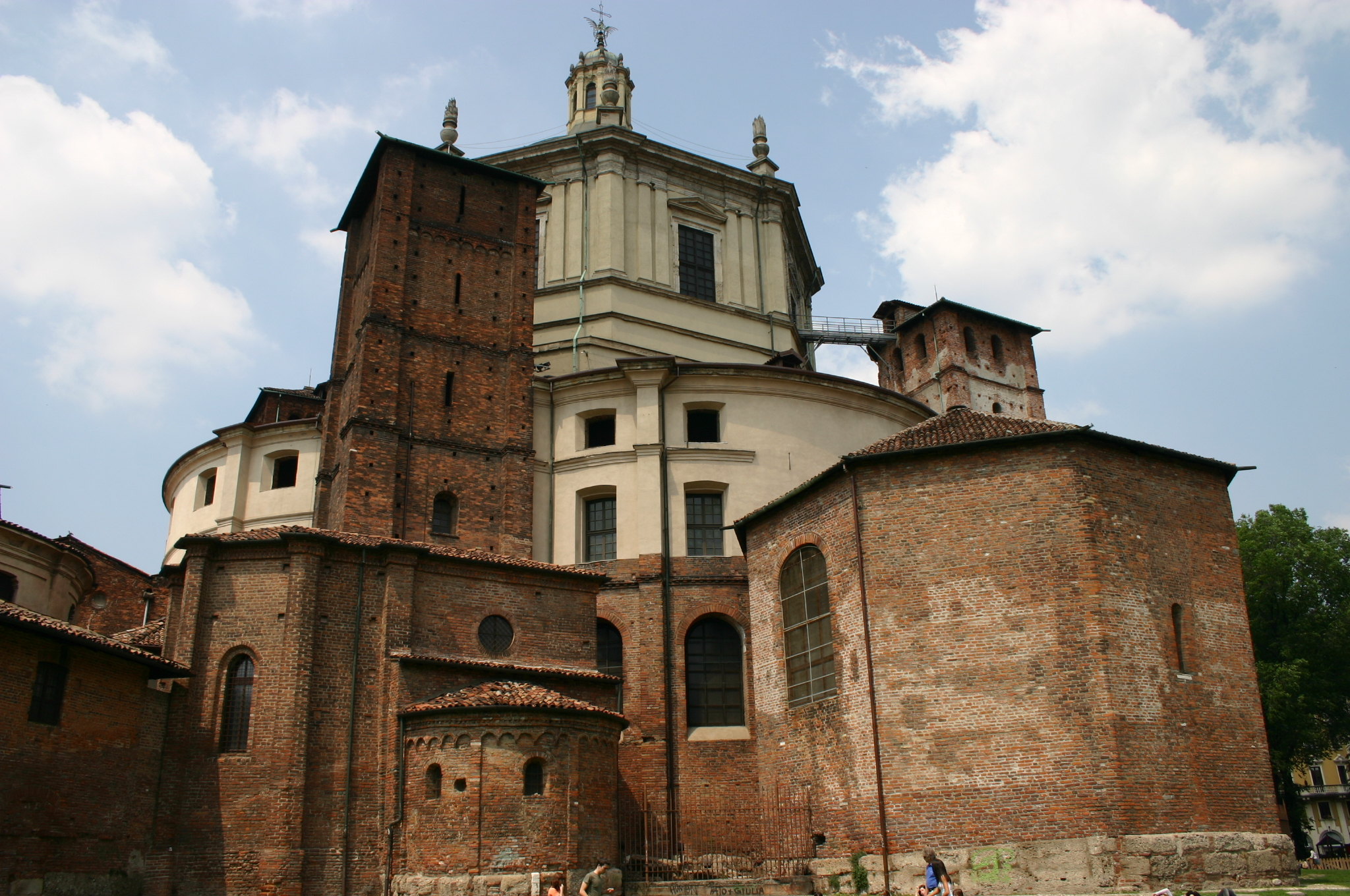
I sacelli paleocristiani della basilica di San Lorenzo con i campanili romanici e la cupola con tiburio del XVI secolo

Il più antico edificio religioso cristiano di Mediolanum fu il battistero di Santo Stefano alle Fonti, la cui costruzione iniziò nel 313 nell'anno dell'editto di Milano, che concesse a tutti i cittadini, quindi anche ai cristiani, la libertà di onorare le proprie divinità. Nel battistero di San Stefano alle Fonti fu battezzato, nel 374, sant'Ambrogio. L'incoraggiamento del culto cristiano portò alla metodica distruzione dei monumenti invisi alle autorità cristiane, in particolar modo gli antichi templi pagani romani.
Le prime basiliche di Mediolanum di cui si ha notizia sono quella appartenenti al cosiddetto "complesso episcopale", ovvero la basilica vetus, che fu realizzata tra il 313 e il 315, e la basilica maior, edificata invece tra il 343 e il 345. Questa particolare conformazione forse derivava dall'aspetto degli horrea romani o, più probabilmente, si trattava, come ad Aquileia, di chiese separate per i battezzati e per i catecumeni, essendo il sacramento battesimale a quell'epoca concesso solo al completamento di un processo di conversione e purificazione spirituale. La basilica di Santa Tecla (le cui rovine sono visitabili sotto il Duomo di Milano), ovvero la Basilica maior, aveva già un'abside di tipo tradizionale, che ricorda quelle delle "basiliche" annesse ai grandi palazzi civili.
Una fase successiva corrisponde a quella delle grandi basiliche della più tarda romanità, a forma poligonale, a croce, ecc. Questi furono i modelli adottati (oltre che a Milano) anche per alcune tra le maggiori basiliche più famose del tardo impero, come quelle di Costantinopoli. Il centro religioso della Milano paleocristiana è, come oggi, presso l'attuale piazza del Duomo: esso comprendeva ben due cattedrali, le già accennate basilica vetus o minor, ovvero la cattedrale "invernale", e la basilica nova o maior, ossia la cattedrale "estiva". Queste basiliche sono poi scomparse perché al loro posto è stato edificato il Duomo di Milano.
Sappiamo che Ambrogio fece costruire altre basiliche paleocristiane, di cui quattro ai quattro lati della città, quasi a formare un quadrato protettivo, probabilmente pensando alla forma di una croce. Esse corrispondono alla basilica di San Nazaro in Brolo (sul decumano, presso Porta Romana; allora era chiamata Basilica apostolorum), dalla parte opposta la basilica di San Simpliciano (allora era chiamata Basilica virginum), mentre lungo il cardo la Basilica martyrum (poi lo stesso vescovo vi fu sepolto divenendo la basilica di Sant'Ambrogio) e la basilica di San Dionigi (la Basilica prophetarum).

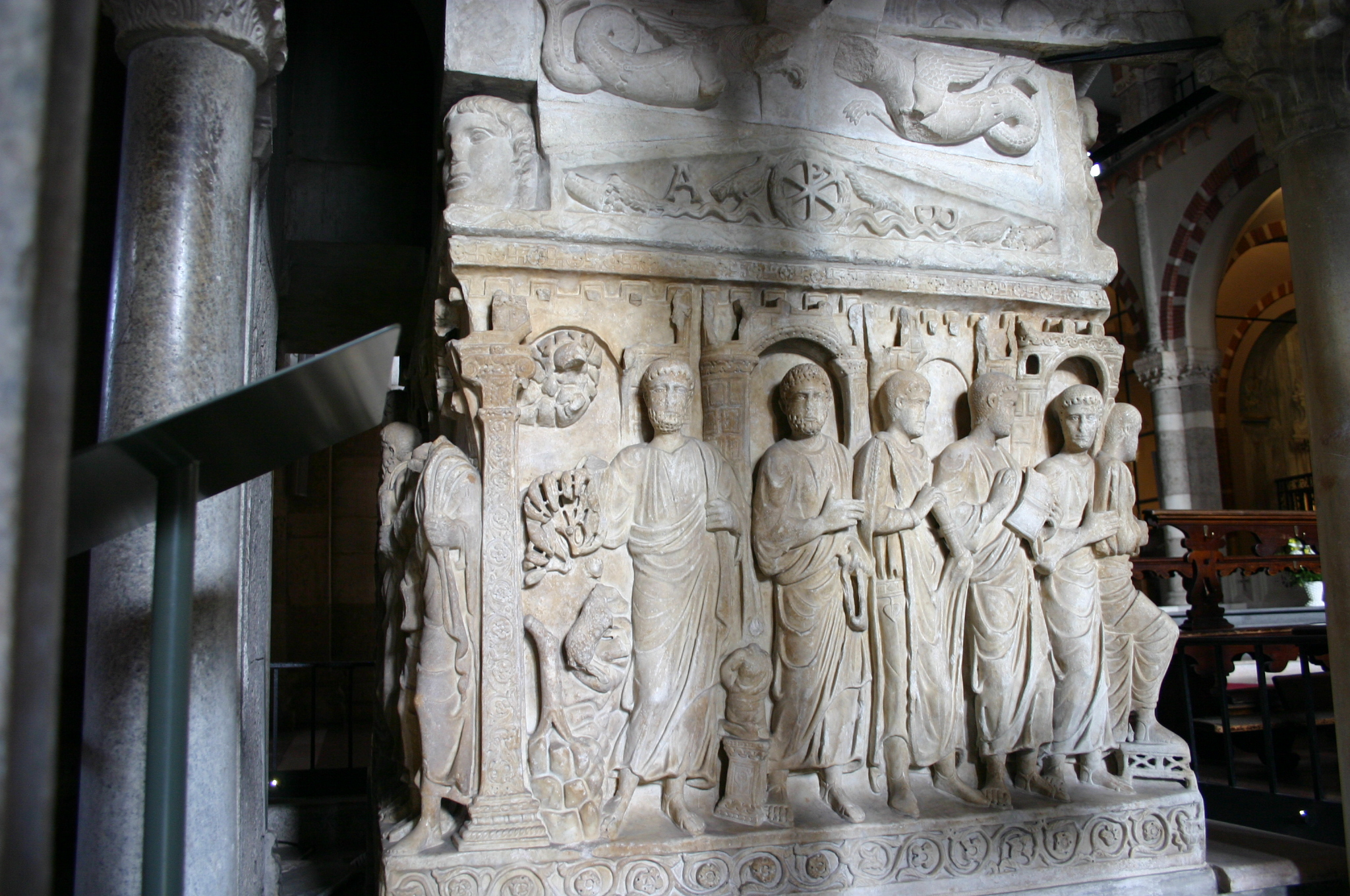
Il sarcofago di Stilicone, presso la basilica di Sant'Ambrogio a Milano

A questo proposito è interessante notare che tra i materiali utilizzati per costruire la parte inferiore della basilica di San Lorenzo sono state riconosciute delle pietre tolte, tra la fine del IV o l'inizio del V secolo d.C., all'anfiteatro romano di Milano. Queste recupero era giustificato per il fatto che a Mediolanum, all'epoca, fosse difficile riuscire a recuperare grandi pietre, visto che la città si trovava in una pianura argillosa. Non a caso il posizionamento delle colonne di San Lorenzo nel III secolo davanti all'omonima basilica, indicano che l'edificazione delle grandi basiliche di epoca imperiale fu spesso fatta a spese degli edifici pagani romani.
Vi è da aggiungere che a partire dal IV secolo d.C., la liturgia eucaristica di Milano (costituendo ora una giurisdizione metropolitica sulle regioni augustee Aemilia, Liguria e sulle province che amministravano le Alpi occidentali) e quella di Aquileia (con giurisdizione sulla regione Venetia et Histria) andò sempre più assomigliandosi e accostandosi a quella del vicino Impero romano d'Oriente.
Altre chiese paleocristiane realizzate a Mediolanum furono la basilica di San Giovanni in Conca (Basilica evangeliorum), la chiesa di San Vittore al Corpo (Basilica portiana), la basilica di San Calimero (Basilica sancti Calimerii) e la basilica di Sant'Eustorgio (Basilica trium magorum), mentre l'unica costruita dopo la caduta dell'Impero romano d'Occidente fu la basilica di San Vincenzo in Prato (Basilica virginum).

## Mappa realistica di Mediolanum

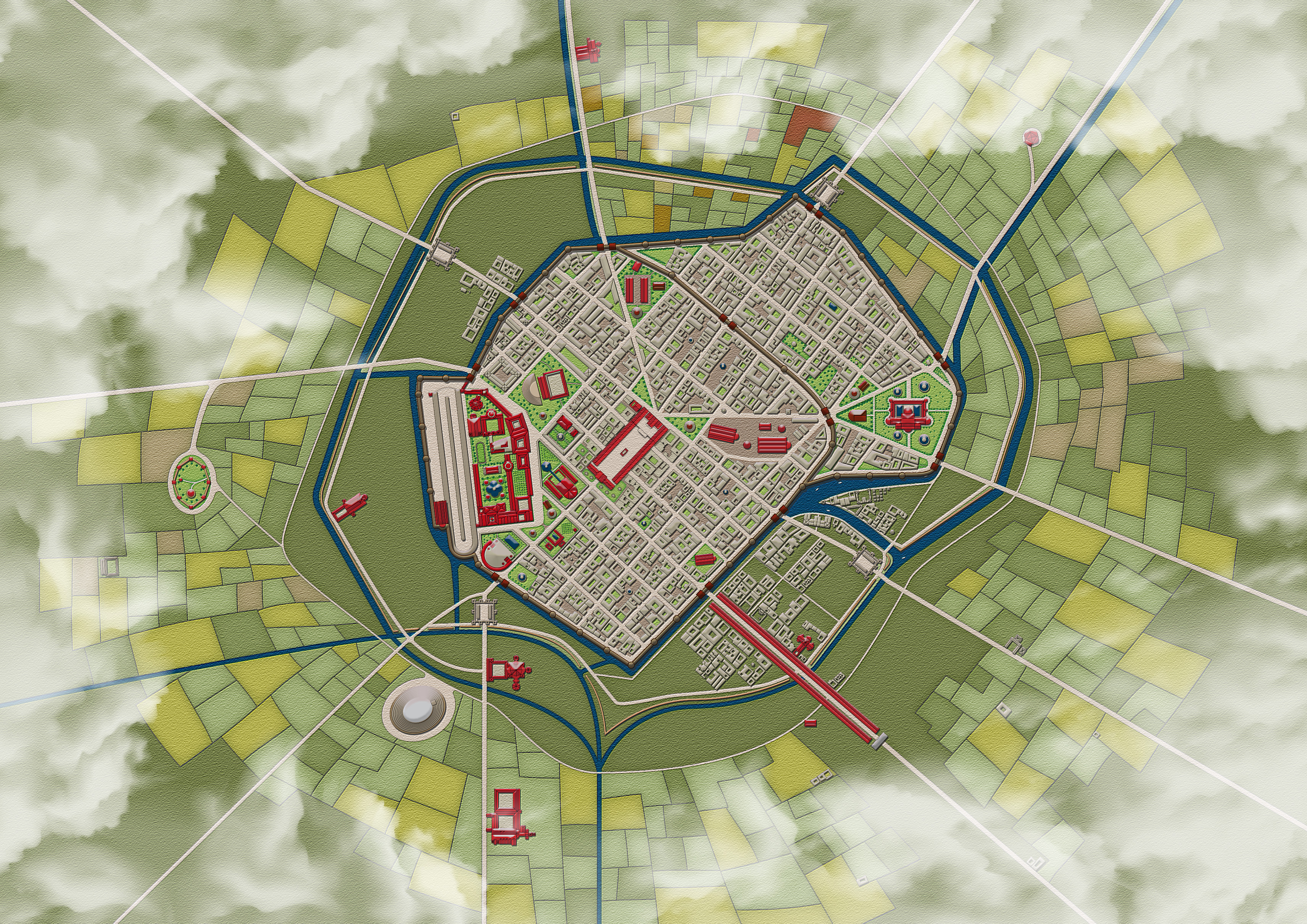
Ricostruzione realistica della Mediolanum imperiale

## Musei e siti archeologici

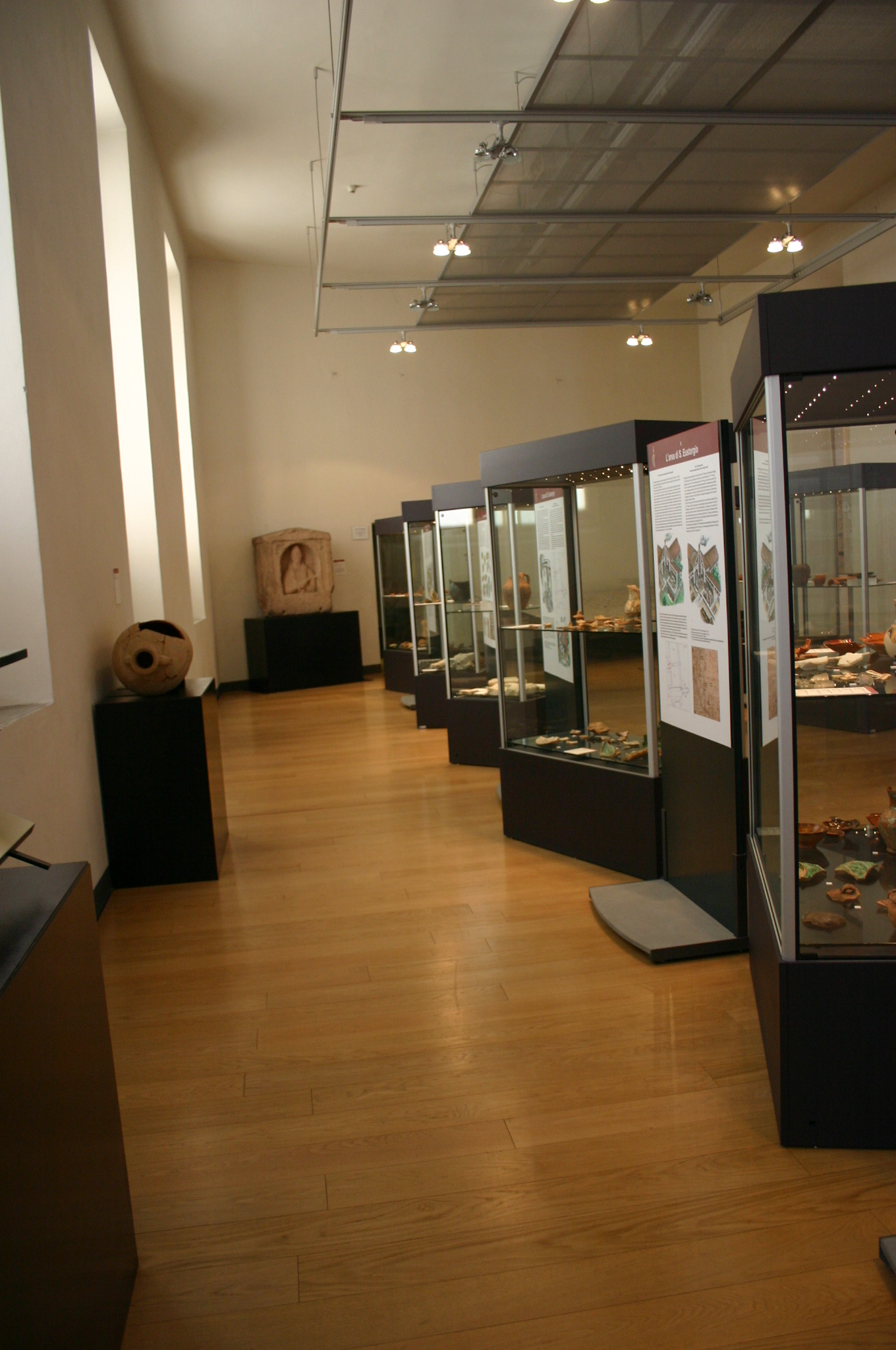
Scorcio dell'Antiquarium di Milano

Il patrimonio archeologico dalla preistoria all'età romana della moderna città di Milano è esposto al Civico museo archeologico di Milano presso i resti dell'antico circo romano, oltre che all'Antiquarium di Milano nel parco dell'anfiteatro, mentre alla storia della Milano cristiana sono dedicati il Museo diocesano e il Grande Museo del Duomo di Milano.

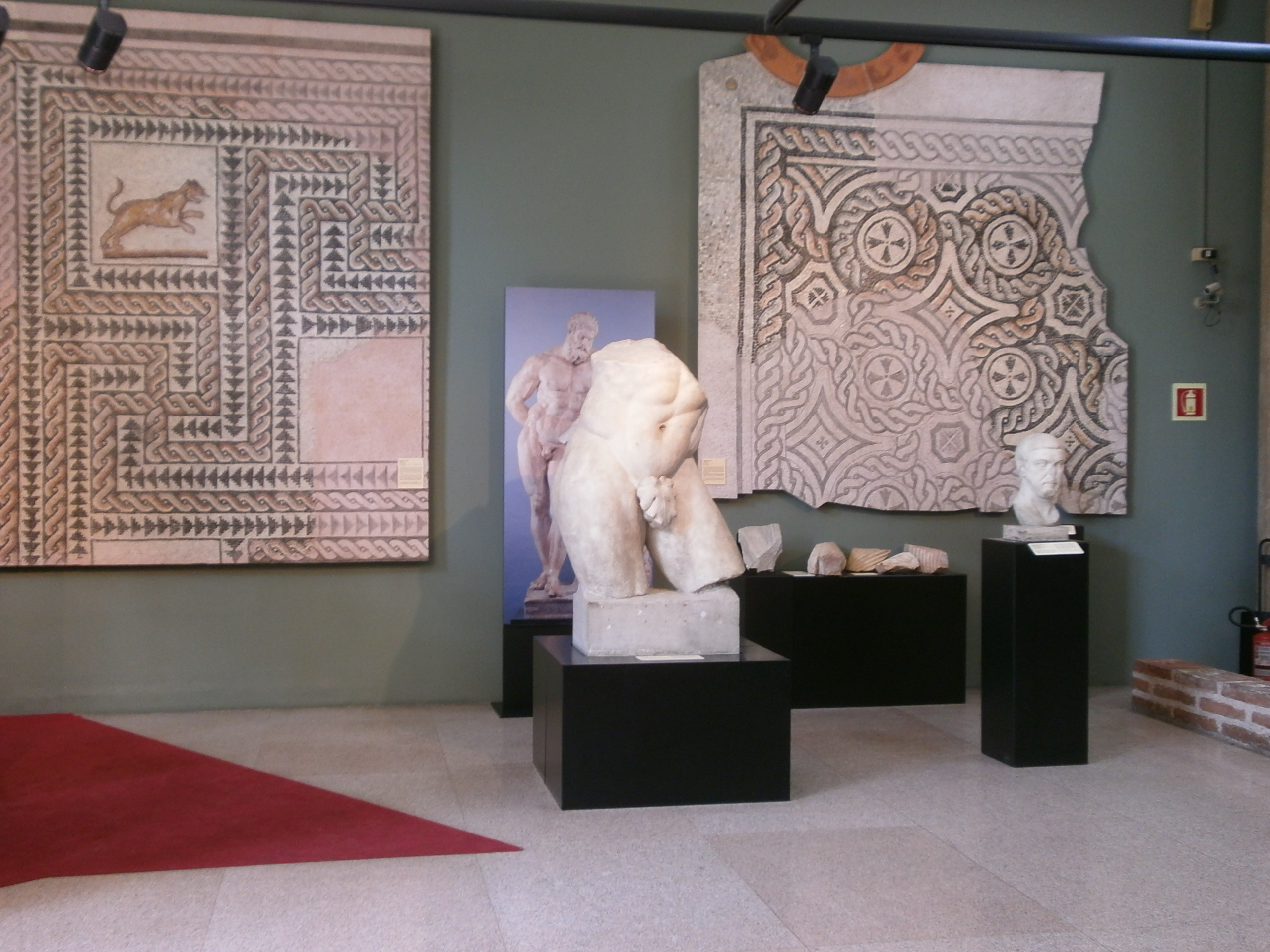
Una delle sale espositive del Civico museo archeologico di Milano

Il Civico museo archeologico di Milano ha sede nell'ex-convento del Monastero maggiore di San Maurizio, dove si trovano le sezioni greca, etrusca, romana, barbarica e del Gandhara. La sezione preistorica ed egizia è invece ospitata presso il Castello Sforzesco. Il Civico museo archeologico di Milano è l'erede del Museo patrio archeologico, fondato nel 1862, e del più antico Gabinetto numismatico di Brera, fondato nel 1808. La fondazione del primo museo archeologico fu sancita con Regio Decreto del 13 novembre 1862, venendo promossa dall'allora Ministro della Pubblica Istruzione Carlo Matteucci.
L'Antiquarium di Milano fu aperto nel 2004, offrendo ai cittadini milanesi ed ai visitatori anche un parco nel centro della città, in cui sono conservati i resti delle fondazioni dell'anfiteatro romano, unitamente ad un museo che illustra la storia del monumento sulla base delle indagini archeologiche condotte nel quartiere. Il museo è ospitato in un ex-convento di monache domenicane, fra la chiesa di Santa Maria della Vittoria e l'area archeologica. Antiquarium e parco sono visitabili, con ingresso libero e gratuito, grazie alla collaborazione dei volontari per il patrimonio culturale del Touring Club Italiano. Si articola in due sale, che conservano anche materiale in parte proveniente dalla collezione Sambon, esposta in precedenza presso il Museo teatrale alla Scala.
I siti archeologici visitabili a Milano sono diciotto (alcuni visibili su richiesta). Essi sono le mura romane di Milano, il teatro romano di Milano, il foro romano di Milano, l'anfiteatro romano di Milano, alcune domus, il circo romano di Milano, il palazzo imperiale romano di Milano, le Terme Erculee e i magazzini annonari romani di Milano, oltre che le basiliche paleocristiane di Milano giunte sino a noi, ovvero la basilica di Sant'Eustorgio, la basilica di Sant'Ambrogio, la basilica di San Nazaro in Brolo, la basilica di San Simpliciano, la basilica di San Lorenzo e la cripta di San Giovanni in Conca, con quest'ultima che rappresenta i resti dell'omonima basilica demolita tra il 1948 e il 1952.